# Villarrobledo
Villarrobledo es un municipio y localidad española del noroeste de la provincia de Albacete, en la comunidad autónoma de Castilla-La Mancha. Con una población de 25 262 habitantes (INE 2024), el término municipal, fronterizo con las provincias de Cuenca y Ciudad Real, pertenece a la mancomunidad de La Mancha del Júcar-Centro.
El actual emplazamiento de la ciudad data del siglo XIII aunque en su término existen vestigios de asentamientos paleolíticos, de la Edad del Bronce, prerromanos, romanos, hispanomusulmanes y bajomedievales. En el siglo XV recibió el privilegio de villazgo en dos ocasiones (hacia 1440 y en 1476) y, en 1929, el rey Alfonso XIII concedió a Villarrobledo el título de ciudad gracias a la mediación del político y periodista local Graciano Atienza Fernández. En sus cercanías se libró, el 20 de septiembre de 1836, la batalla de Villarrobledo dentro de la Primera Guerra Carlista. Durante la huelga revolucionaria de octubre de 1934 los insurrectos lograron hacerse con el control de la ciudad y durante varios días resistieron a las fuerzas de orden público ocasionando varios muertos.
Cabecera comarcal, nudo caminero e importante polo de atracción a nivel regional, en su término están radicadas varias empresas de sectores como la industria alimentaria, los transportes y la calderería pesada. La extensión de su término es la decimoséptima mayor del país.
Algunos de sus hijos más ilustres han alcanzado gran notoriedad en diversos campos como Alonso Ortiz (escritor), Mateo Jareño de la Parra (médico), Diego Morcillo Rubio de Auñón (virrey de Perú), Tomás de Torrejón y Velasco (músico), Ventura Chumillas (ensayista), Manuel Román (periodista y escritor) o Alfonso de la Ossa Alcántara (escultor).
La localidad es conocida por la celebración del Carnaval de Villarrobledo y la Semana Santa de Villarrobledo, declarados ambos de interés turístico nacional, así como también por el festival Viña Rock, la Feria del Vino y sus fiestas patronales.

## Geografía
La mayor parte del término, incluido el propio casco urbano, se encuentra enclavado en la zona más llana de La Mancha, sobre la mitad oriental de la Meseta Sur. Sin embargo, su tercio más meridional está incluido dentro de los límites del Campo de Montiel. Dentro del casco urbano la media de altitud es de 721 m s. n. m., desde el punto más bajo (713,5 m s. n. m., Estación de Ferrocarril) al más alto (739 m s. n. m., Era de Carrasco). En su término las alturas oscilan entre los 948 (Cerro de Pasaconsol) y los 676 m s. n. m. (Molino de la Raya). El Molino de la Raya también conocido como "Molino de Lemes" (en las cartas topográficas más antiguas).
La extensión de su término es de 862,41 km², lo que le sitúa en el decimoctavo lugar entre los municipios con mayor extensión de España, según el INE.
|                                             | Norte: Las Mesas, Las Pedroñeras, El Provencio, San Clemente y Casas de los Pinos (Cuenca) |                                           |
| Oeste: Alhambra y Socuéllamos (Ciudad Real) |                                                                                            | Este: Minaya, La Roda y Munera (Albacete) |
|                                             | Sur: Munera, El Bonillo y Ossa de Montiel (Albacete)                                       |                                           |

### Hidrografía
Aguas superficiales

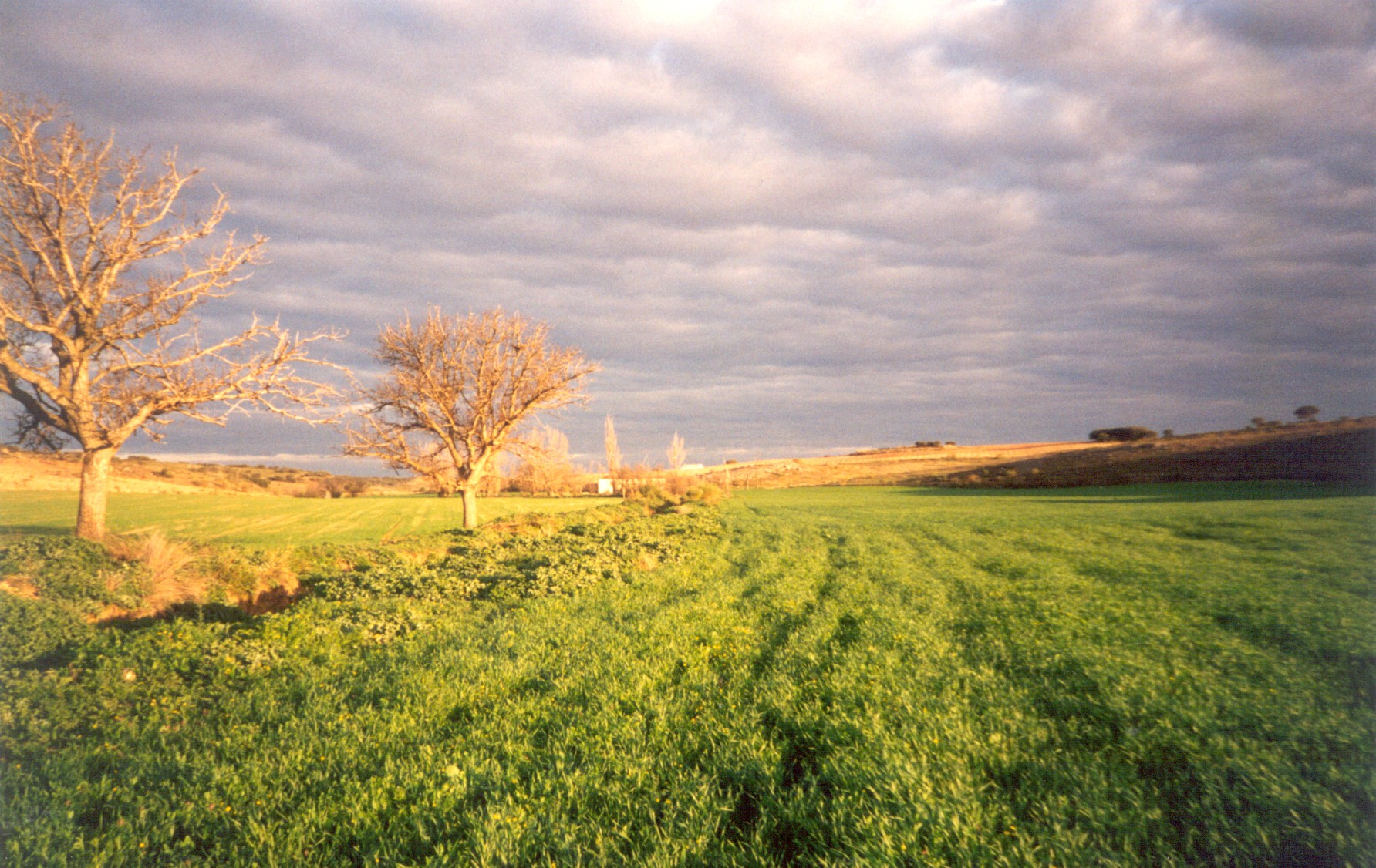
Ribera del río Córcoles

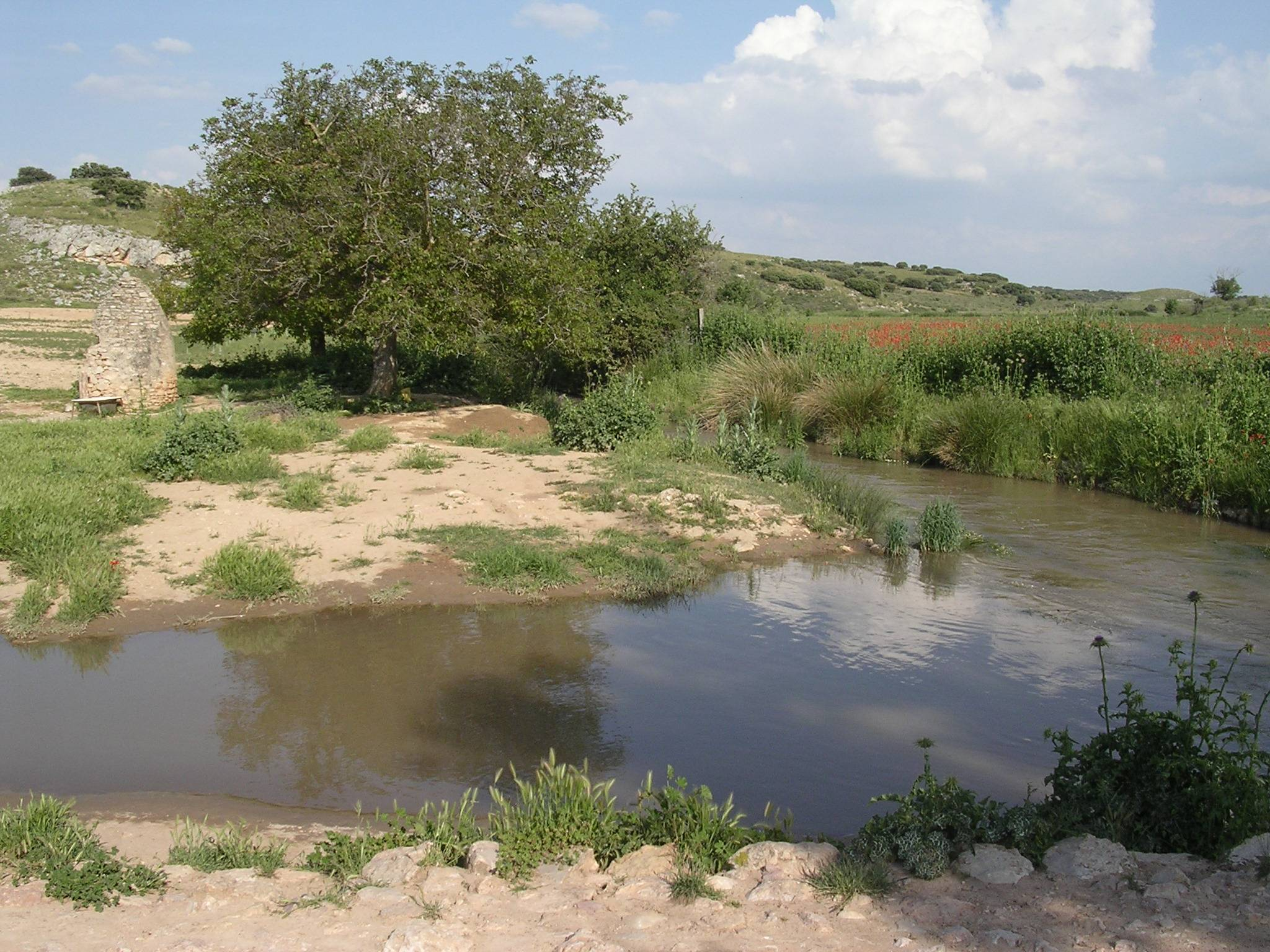
Remanso del Córcoles

Por el municipio de Villarrobledo transcurre el curso de los ríos Záncara (afluente del Guadiana), Córcoles (afluente del Záncara) y Sotuélamos (afluente del Córcoles). Existe también cañadas de curso muy irregular como la de Valdelobos (eferente del Záncara) alimentada por las de Matahermosa y la Herradura. Otra importante es la llamada Cañada de la Urraca (con más de 102 km) formada por las confluencias de las cañadas de la Rambla y Villaseñor que, junto a los ríos y la cañada de Valdelobos, son los únicos cursos fluviales considerados dentro de los catálogos y planes de la Confederación Hidrográfica del Guadiana. La cañada del Canutillo, mucho más irregular, también se une esporádicamente al río Záncara.
Estas cañadas, que en origen fueron cursos fluviales más estables, pueden convertirse en grandes torrentes cuando hay lluvias copiosas, o también debido a otros fenómenos hidrogeológicos poco usuales (extrusión kárstica), provocando inundaciones y destrozos. Esa circunstancia es especialmente característica de la cañada de Valdelobos que, en 1906, arrasó el tendido ferroviario debido a la proliferación de construcciones y obras arquitectónicas que dificultaban el paso del agua, volviendo a repetir lo que casi medio siglo antes (el 18 de agosto de 1862) había ocurrido aunque de manera más notable, puesto que en esa ocasión provocó el descarrilamiento de un tren.
Aunque no existen cursos fluviales de importancia, el extremo este del término pertenece a la vertiente mediterránea (Confederación Hidrográfica del Júcar) puesto que la divisoria de vertientes se sitúa dentro de los límites de este término municipal.
Aguas subterráneas
Los principales recursos hídricos del término se presentan en forma de aguas subterráneas y, dentro de ellas, destaca el Sistema Acuífero 23 "Mancha Occidental", uno de los mayores acuíferos de la península ibérica. Sin embargo, su sobreexplotación está comprometiendo seriamente el equilibrio ecológico de la llamada Mancha Húmeda y de sus principales recursos como las Tablas de Daimiel, o las lagunas de Pedro Muñoz. Así mismo, parte del término corresponde al sistema acuífero 24 Campo de Montiel, que es el generador de ecosistemas tan importantes como las lagunas de Ruidera, el nacimiento del río Córcoles, el Guadiana Viejo, o las lagunas de Navalcudia.

### Clima
Villarrobledo tiene un clima que registra temperaturas extremas: muy bajas en invierno, llegando a alcanzar valores por debajo de los -20 °C (p.ej.: -24 °C en enero de 1971); y muy altas en verano, por encima de los 40 °C. Los vientos dominantes son el Solano -del este- en verano, el Cierzo -del noroeste- en invierno y el Ábrego -del suroeste- en todo tiempo. No obstante sus grandes contrastes, tanto el frío del invierno como el calor del verano son secos (y por ende, más saludables y fáciles de combatir) y la primavera y el otoño son francamente agradables.
Las precipitaciones, que son escasas, suelen producirse durante la primavera y al final del otoño siendo la pluviosidad media anual de 390.2 mm. En ocasiones las lluvias aparecen en verano en forma de grandes tormentas aisladas. Se suelen producir nevadas, generalmente no muy copiosas, en diciembre y enero, si bien, excepcionalmente, ha llegado a nevar en abril (días 12, 13 y 14 de abril de 1958). Hasta bien entradas esas fechas sí que son usuales las heladas.
Según la clasificación climática de Köppen, Villarrobledo tendría un clima del tipo Csa, correspondiente a un Clima templado- cálido de veranos secos y calurosos o clima mediterráneo, sus principales características vienen marcadas por:
- Clima C: temperatura media en el mes más frío entre -3 y 18 grados Celsius y un índice de Köppen «K» (o relación entre la precipitación media anual y la temperatura media anual) mayor que dos.
- Letra s: presencia de un periodo de sequía veraniega, en el que la cantidad de lluvia del mes más seco es menor a 30 mm.
- Letra a: La temperatura media del mes más cálido es superior a 22 °C, es decir, la correspondiente a veranos calurosos.

Concretamente el clima de Villarrobledo es de la llamada Variante de A. López o Variante Csa con invierno frío, que es un Clima templado de verano seco y caluroso e invierno frío puesto que la temperatura media del mes más frío es inferior a 6 °C.
| MES        | TMA (Fecha) Temperatura máxima absoluta      | tma (Fecha) Temperatura mínima absoluta      | HMM % Media de Humedad relativa máxima | P mm Precipitación | VM m/s Velocidad media del viento |
| ---------- | -------------------------------------------- | -------------------------------------------- | -------------------------------------- | ------------------ | --------------------------------- |
| Enero      | 14.1 °C (19 de enero)                        | -8.6 °C (10 de enero)                        | 86.89 %                                | 89.20              | 2.68                              |
| Febrero    | 23.6 °C (27 de febrero)                      | -5.7 °C (12 de febrero)                      | 81.40 %                                | 94.00              | 2.96                              |
| Marzo      | 22.2 °C (20 de marzo)                        | -4.2 °C (10 de marzo)                        | 68.46 %                                | 46.80              | 2.78                              |
| Abril      | 27.4 °C (27 de abril)                        | 0.0 °C (14 de abril)                         | 67.58 %                                | 47.00              | 2.19                              |
| Mayo       | 30.4 °C (31 de mayo)                         | 0.3 °C (6 de mayo)                           | 59.67 %                                | 27.20              | 2.05                              |
| Junio      | 33.1 °C (5 de junio)                         | 5.8 °C (16 de junio)                         | 56.28 %                                | 41.80              | 1.67                              |
| Julio      | 37.2 °C (7 de julio)                         | 14.0 °C (17 de julio)                        | 40.88 %                                | 0.00               | 1.70                              |
| Agosto     | 38.2 °C (26 de agosto)                       | 15.0 °C (14 de agosto)                       | 52.76 %                                | 22.20              | 1.65                              |
| Septiembre | 33.1 °C (15 de septiembre)                   | 0.0 °C (30 de septiembre)                    | 62.18 %                                | 58.40              | 1.53                              |
| Octubre    | 27.9 °C (2 de octubre)                       | -0.5 °C (18 de octubre)                      | 64.67 %                                | 32.20              | 1.57                              |
| Noviembre  | 20.6 °C (4 de noviembre)                     | -2.3 °C (26 de noviembre)                    | 84.46 %                                | 45.00              | 2.09                              |
| Diciembre  | 18.1 °C (9 de diciembre)                     | -8.4 °C (4 de diciembre)                     | 85.02 %                                | 145.20             | 1.99                              |
| 2010       | 38.2 °C (26 de agosto) 14.1 °C (19 de enero) | -8.6 °C (10 de enero) 15.0 °C (14 de agosto) | Promedio 67.41 %                       | Acumulado 649.00   | Promedio 2.07                     |

### Geología
En la parte septentrional y occidental del término de Villarrobledo, afloran depósitos cuaternarios y permeables que descansan sobre calizas pontienses que, a su vez, yacen sobre arcillas y margas del Tortoniense ("facies roja"); ambas del Mioceno Superior. En la parte SE descansan los depósitos cuaternarios sobre carniolas (calizas dolomíticas rojas) y margas, del Lías (Jurásico Inferior).
Al norte y noroeste del casco urbano, cerca del santuario de la Virgen de la Caridad y el Cementerio, existían unos pozos llamados barreros a los que se les había practicado grandes galerías, de donde se extraían dos clases de barro arcilloso: uno rojizo con el que se fabricaban tejas, ladrillos y baldosas y otro más amarillento que era el empleado en la fabricación de las tinajas. Cercanos a estos estaban los llamados areneros, cuyas extracciones se utilizaban como material de construcción. Este material de arenas y arcillas, corresponden a la formación geológica, denominada "Facies Utrillas", de edad Cretácico inferior (Albiense), cuyo afloramiento de Utrillas (cantos, arenas, y arcillas coloreadas), y de la formación superior de calizas detríticas (Cretácico Superior), se confinan en un anticlinal de dirección NO-SE., base en donde se asienta prácticamente todo el núcleo urbano. De ambas formaciones destaca el hecho de ser afloramientos de escasa representación en la Llanura manchega, pero abundantes y característicos para todo este término municipal, lo que motiva que Villarrobledo haya destacado histórica y culturalmente en tinajería, sobre todo, y cantería existiendo decenas de explotaciones de material constructivo extendidas por todo el término.
Abandonada la explotación, aquel paraje fue utilizado, con posterioridad, como circuito de motocross, que alcanzó cierta notoriedad y donde se organizaron pruebas de nivel nacional e internacional. Posteriormente se realizó una (multimillonaria)pista de atletismo y dada la orografía adversa debido a las cuevas existentes en el subsuelo, se decidió hacer un gran auditorio municipal que acoge eventos multitudinarios como el Festival Viña Rock, los circos y el aparcamiento del mercadillo.
Por último, es notable y curiosa la mención que hace Álvarez de Quindós acerca de la extracción de mármol en el término municipal para restaurar los Jardines de Aranjuez por cuanto no existe rastro ni queda noticia alguna de tal cantera en la actualidad:

...El Señor Don Felipe III hizo reparar aquellas fuentes y poner algunas de las que hoy hay. Para ello se descubrió una cantera de mármol en Villarrobledo en la Mancha, el año de 1604, de donde se sacaron pedestales y otras piedras para los pilones o estanques de ellas...
 Juan Antonio Álvarez de Quindós, Descripción Histórica del Real Bosque y Casa de Aranjuez.

No obstante, también puede pensarse que tal "mármol" se refiriera en realidad a las calizas espáticas o crinoideas del tramo alto del Lias Inferior del Jurásico del Campo de Montiel, de aspecto gris-marmóreo que a veces puede presentar. Existen numerosos ejemplos repartidos en la geografía española con ese tipo de roca que se ha utilizado en muchas edificaciones históricas.

### Flora y fauna
Flora

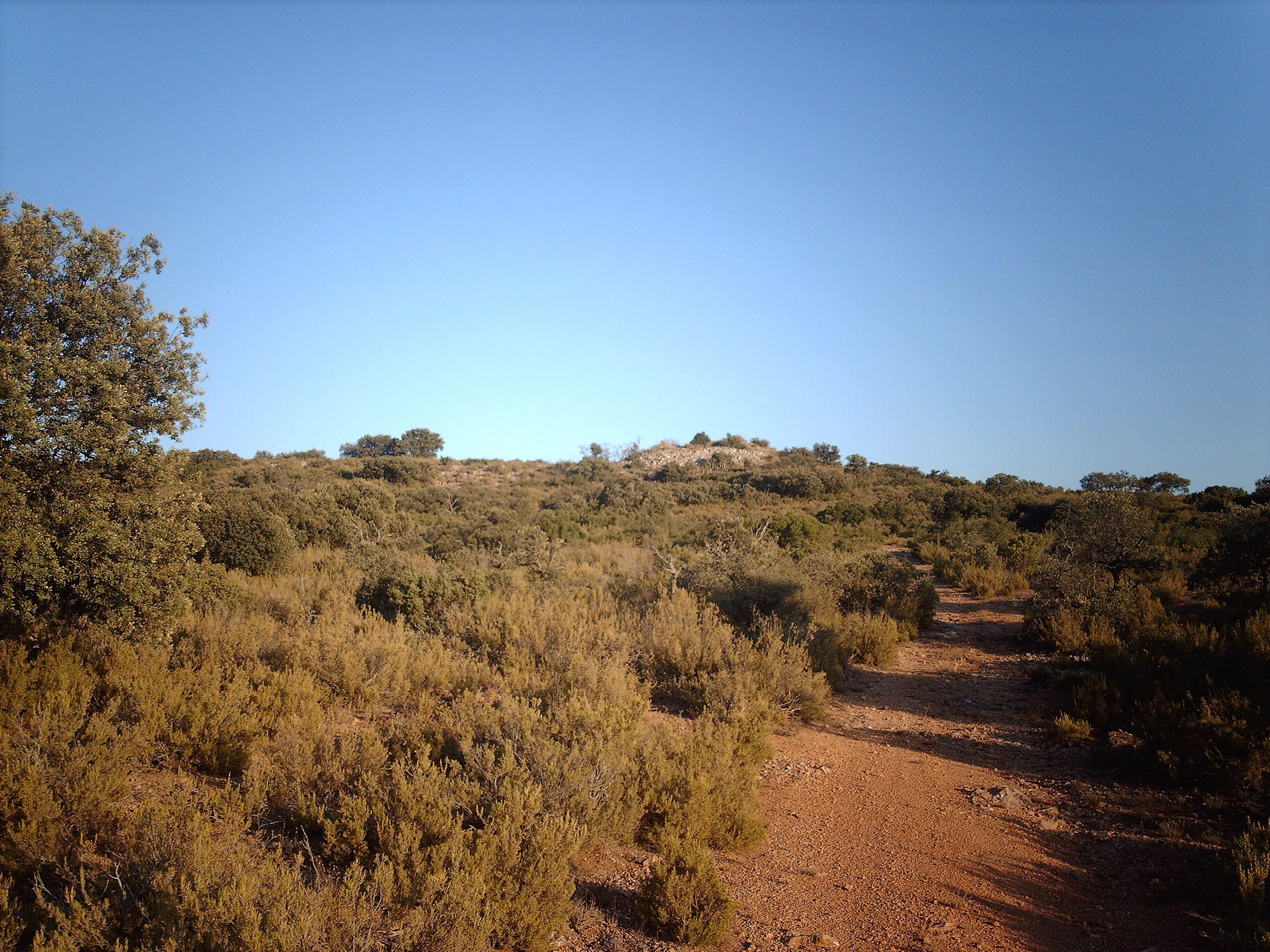
Microrreserva La Encantá

En su extenso término existen marcados contrastes naturales, con una biodiversidad interesante, dónde prevalece la vegetación de monte bajo, los viñedos, pinares y enebros. El entorno de la ciudad recuerda irremediablemente a las descripciones, en El Quijote, características de la comarca manchega.
Las tierras que rodean el casco urbano están ocupadas por cultivos herbáceos y cereales. Sin embargo, el elemento agrícola definidor es la vid. Las grandes extensiones de vides se pierden en el horizonte, solamente interrumpidas por la vegetación mediterránea en la que abundan las encinas, las coníferas, los arbustos y los matorrales. Entre las coníferas: el pino piñonero, el pino carrasco, el enebro y la sabina (en retroceso); entre los arbustos: la coscoja, la retama, la aliaga o el cardo borriquero (tobas); entre los matorrales: el tomillo, el romero, la mejorana (en retroceso) y el esparto. La vegetación leñosa que se puede encontrar en la ribera de los ríos Záncara y Córcoles son especialmente: álamos, chopos y olmos; aunque entre los arbustos y matorrales de ambientes húmedos, podemos citar: el carrizo, las cardenchas, los poleo-mentas y los juncos churreros. El Cerro de la Encantá es una reserva botánica en la que se encuentran más de ciento sesenta especies protegidas.
A modo de triste broma y como sangrante realidad, se dice que en todo el término los únicos robles que quedan, y que dieron nombre a la ciudad, son los tres del escudo. No obstante, sí que existen algunos ejemplares, muy minoritarios y dispersos en su término, además de existir noticias históricas (siglo XVI) de la pasada existencia de un robledal bastante poblado y espeso, al sureste del término.
Fauna

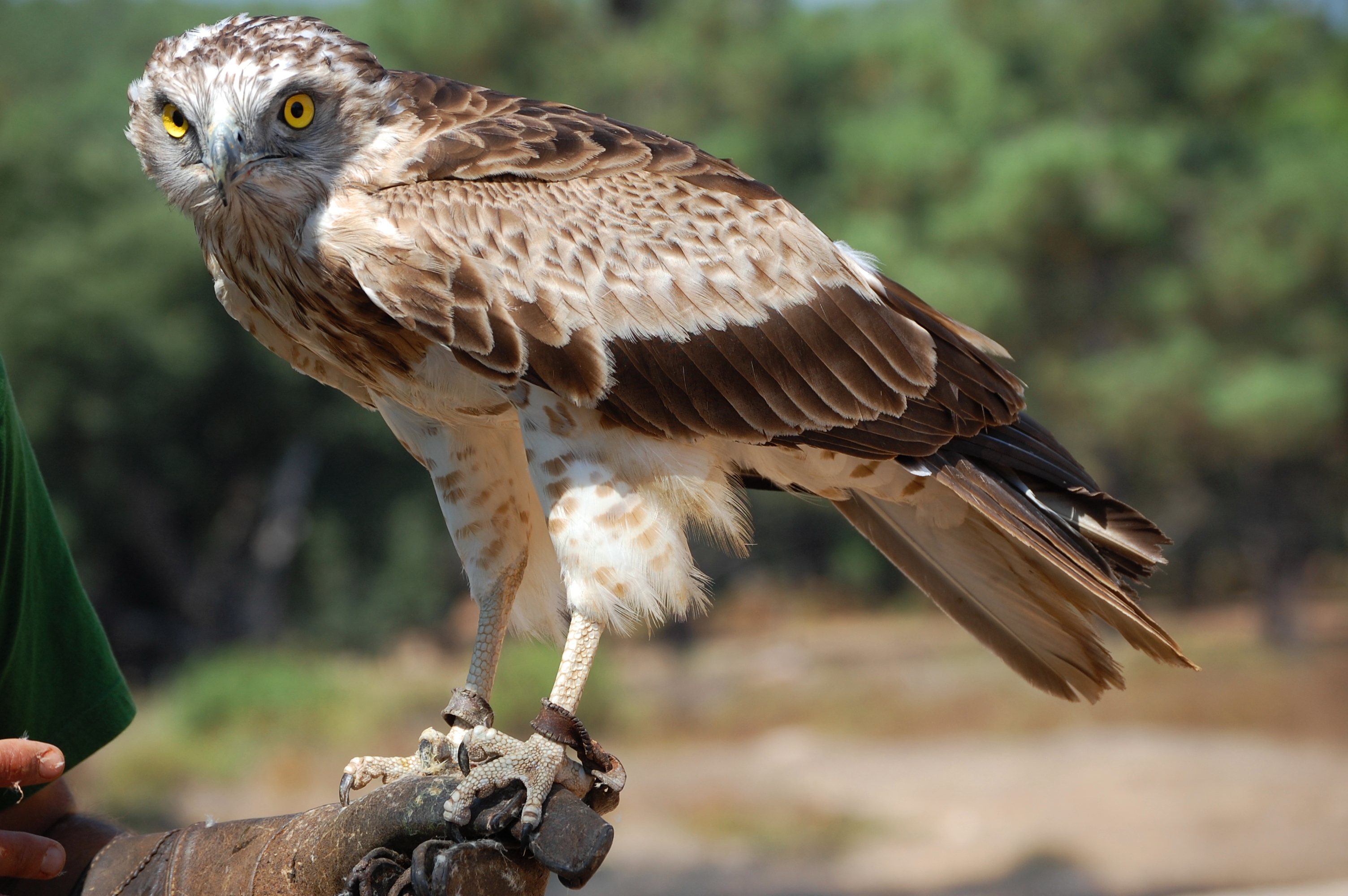
Águila culebrera, presente en los campos de Villarrobledo

En los campos villarrobletanos abundan las especies de caza menor como perdices, conejos y liebres, así como otros pequeños roedores, mustélidos, rapaces (nocturnas y diurnas), cigüeñas, córvidos, víboras y otros reptiles y artrópodos como el alacrán. Otras animales como jabalíes, gatos monteses y zorros son menos abundantes y más representativas en las zonas montuosas alejadas de la presión agrícola. La existencia de algunos topónimos como Valdelobos, tradiciones que hablan de ataques a personas o ganado y ordenanzas municipales del siglo XVI que prohíben expresamente su caza, sugieren que hubo presencia habitual de lobos.
Espacios cercanos
- Sotuélamos (39°2′22.88″N 2°34′9.19″O / 39.0396889, -2.5692194)
- Lagunas de Ruidera: espacio formado por un conjunto de quince lagunas (en sentido estricto se trata de "remansos" fluviales) situadas longitudinalmente a lo largo de un valle, separadas y conectadas entre sí por barreras de formación tobácea que forman cascadas o arroyos que enlazan cada laguna superior con la siguiente inferior.

## Símbolos
Villarrobledo ha recibido el título de villa en dos ocasiones: hacia 1440 por Juan II (Villa-Robledo) y en 1476 por los Reyes Católicos (Villa de Villa-Robledo de la Vega); no es un error, pues la repetición es intencionada y, en el privilegio, los Reyes Católicos recalcan ese doble villazgo. Actualmente posee el título de ciudad desde 1929 otorgado por Alfonso XIII, que también vuelve a incurrir en la misma redundancia pero, en este caso, de una manera más discordante pues se le denomina Ciudad de Villarrobledo. Además tiene la mención honorífica de "Muy Noble y Leal" por su apoyo a diversos monarcas en distintos momentos históricos.
También se han referido a ella con otros sobrenombres:
- Granero de Castilla durante el siglo XV debido a que, se decía, que sus copiosas cosechas eran capaces de abastecer de grano suficientemente a todo el Reino.[9]
- El hecho de ser uno de los municipios con mayor superficie de vid cultivada del mundo (más de 30 000 ha. que albergan unos 48 000 000 de cepas) así como el de mayor producción mundial de vino le ha válido también el sobrenombre de Viñedo del Mundo.
- La expresión Numancia de La Mancha (término acuñado por Manuel Tuñón de Lara) le viene de los sucesos revolucionarios de octubre de 1934.

Bandera
Color burdeos y escudo de la ciudad. No es oficial, pero se utiliza por parte del Ayuntamiento para presidir distintos actos públicos. Existe un pendón mucho más antiguo que se coloca en la fachada del Ayuntamiento en determinadas manifestaciones como la Feria y que tiene el fondo verde.
Escudo
Escudo en óvalo (Eclesiástico) cortado. Superior: en campo de azur (azul), castillo de oro con dos torres y homenaje, mazonado y adjurado del mismo color. Inferior: en campo de plata, tres robles de sinople aterrasados. Corona de Castilla abierta con ocho florones góticos (a la vista, tres enteros y dos medios) sobre anillo recamado con las piedras tradicionales. Puede llevar el lema de Muy Noble y Leal.
Heraldistas, como García- Saúco, han propuesto algunos cambios en el blasón municipal para corregir los motivos reflejados en sus campos, con el fin de que sean acordes con sus significados y la tradición heráldica: modificar el primer campo de azur a gules con el castillo de oro (propio de Castilla); establecer la forma del escudo que contiene el blasón, de la oval a la tradicional semicircular ibérica, y timbrar el escudo con corona real cerrada.
Heráldica
En la ciudad existen múltiples y magníficos ejemplares heráldicos, blasonando casas solariegas generalmente.

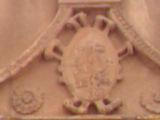
Escudo de Guzmán en la calle de Santa María 1
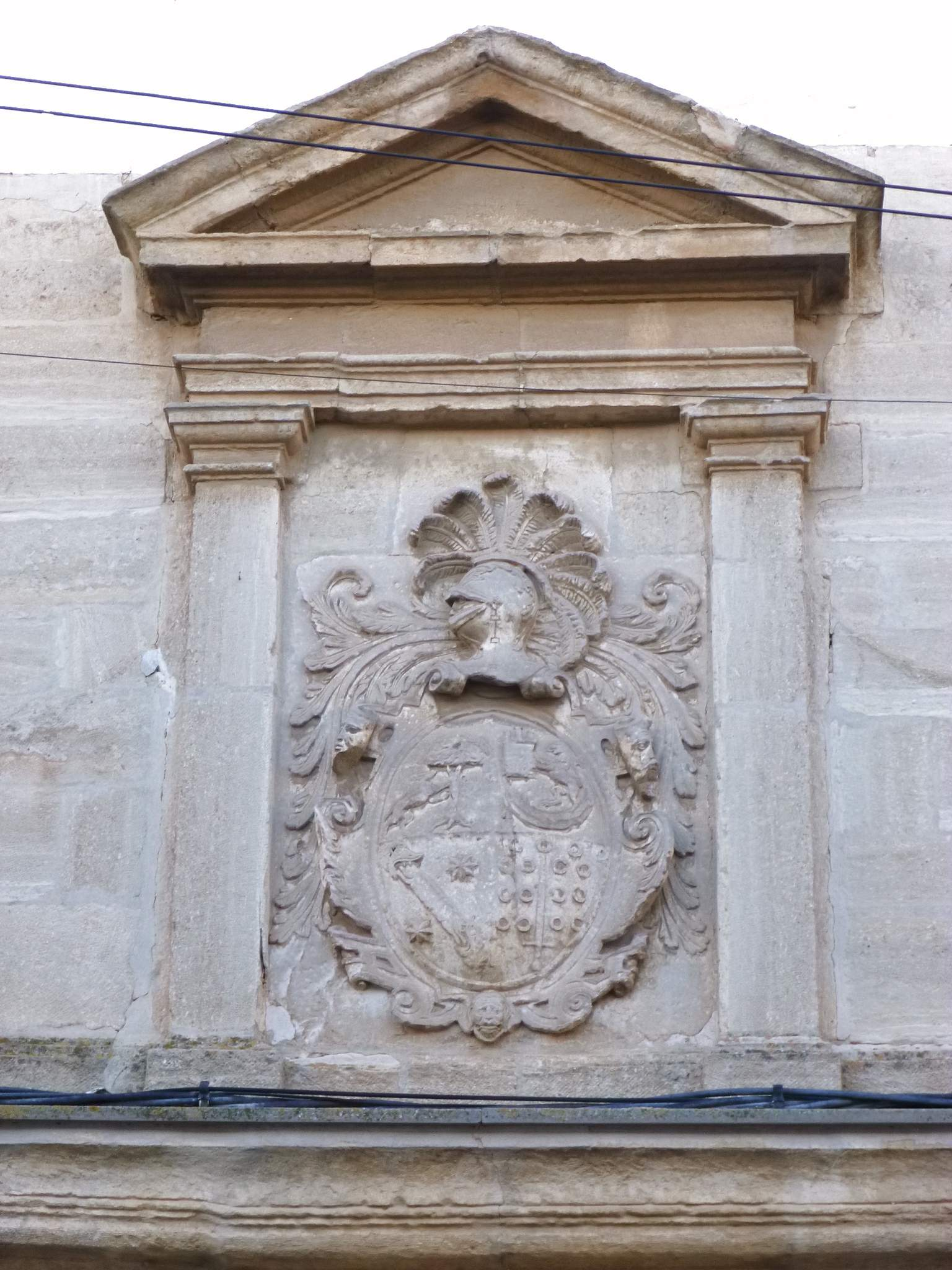
Escudo de los Calera en la calle de Santa María 3
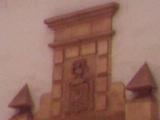
Escudo en la calle del Virrey Morcillo
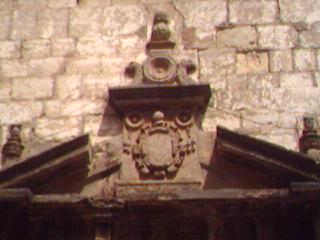
Escudo de Pacheco en la calle de la Virgen
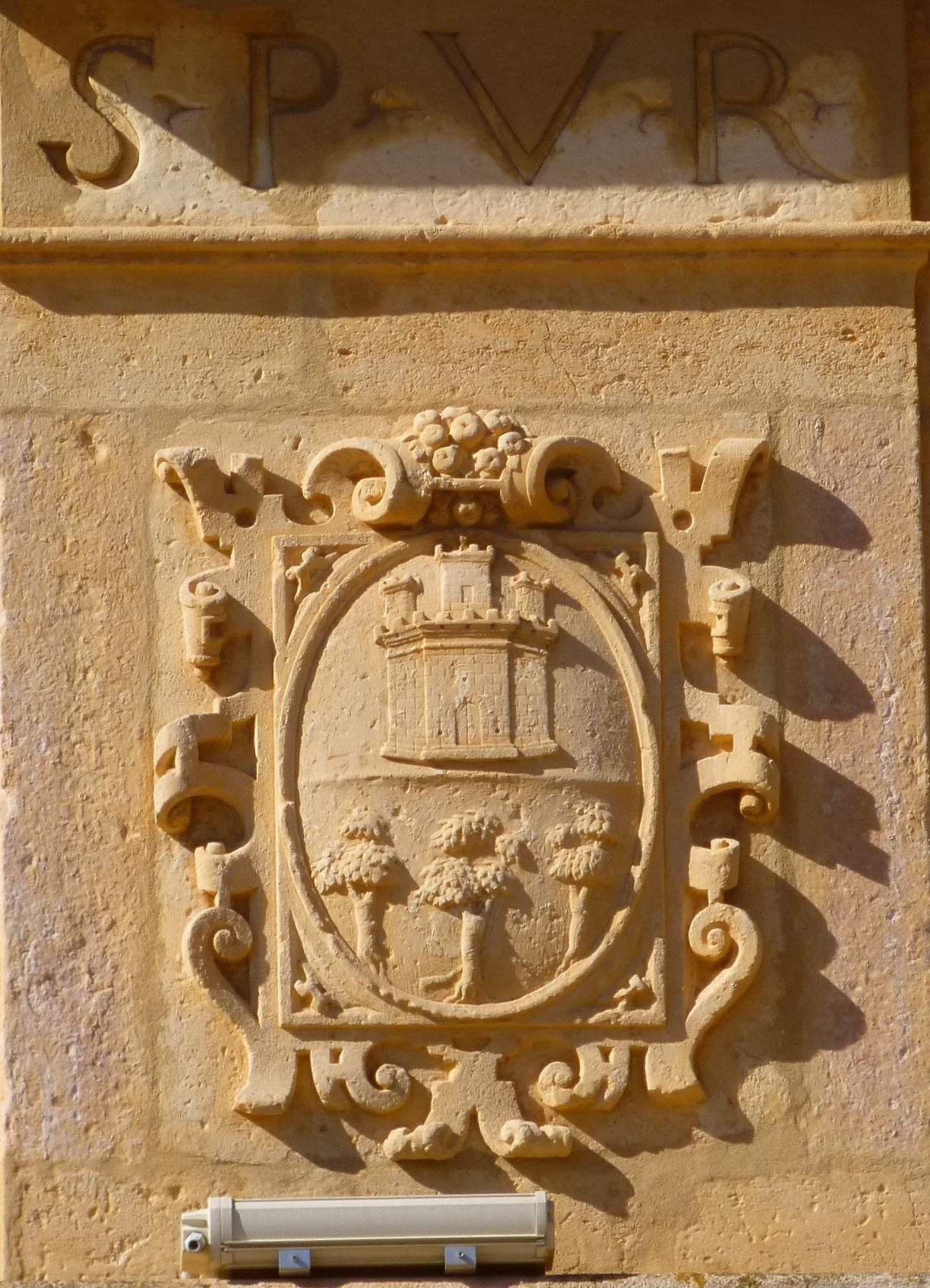
Escudo de Villarrobledo en la fachada del ayuntamiento
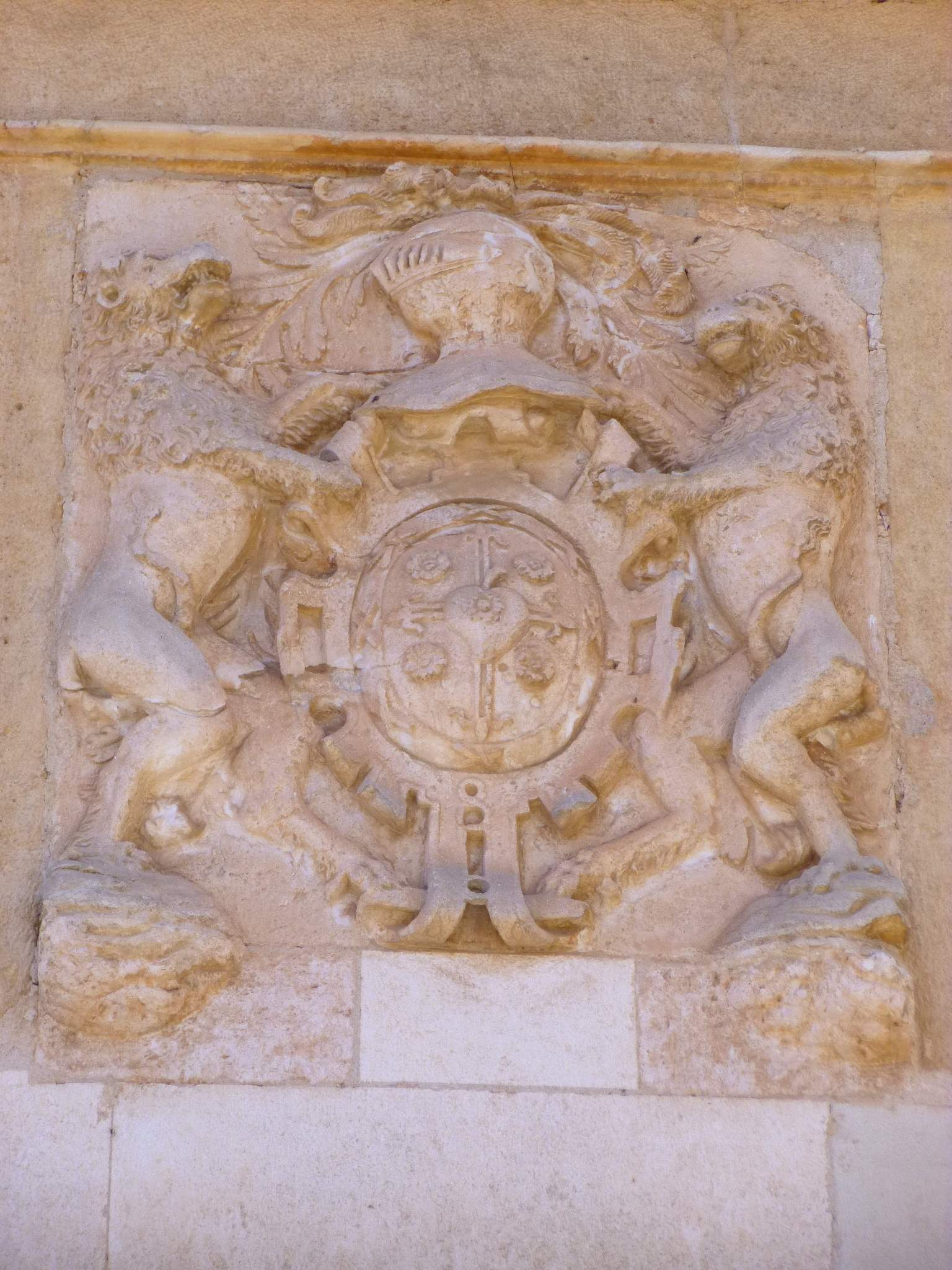
Escudo de Ortiz en la calle del Pedregal
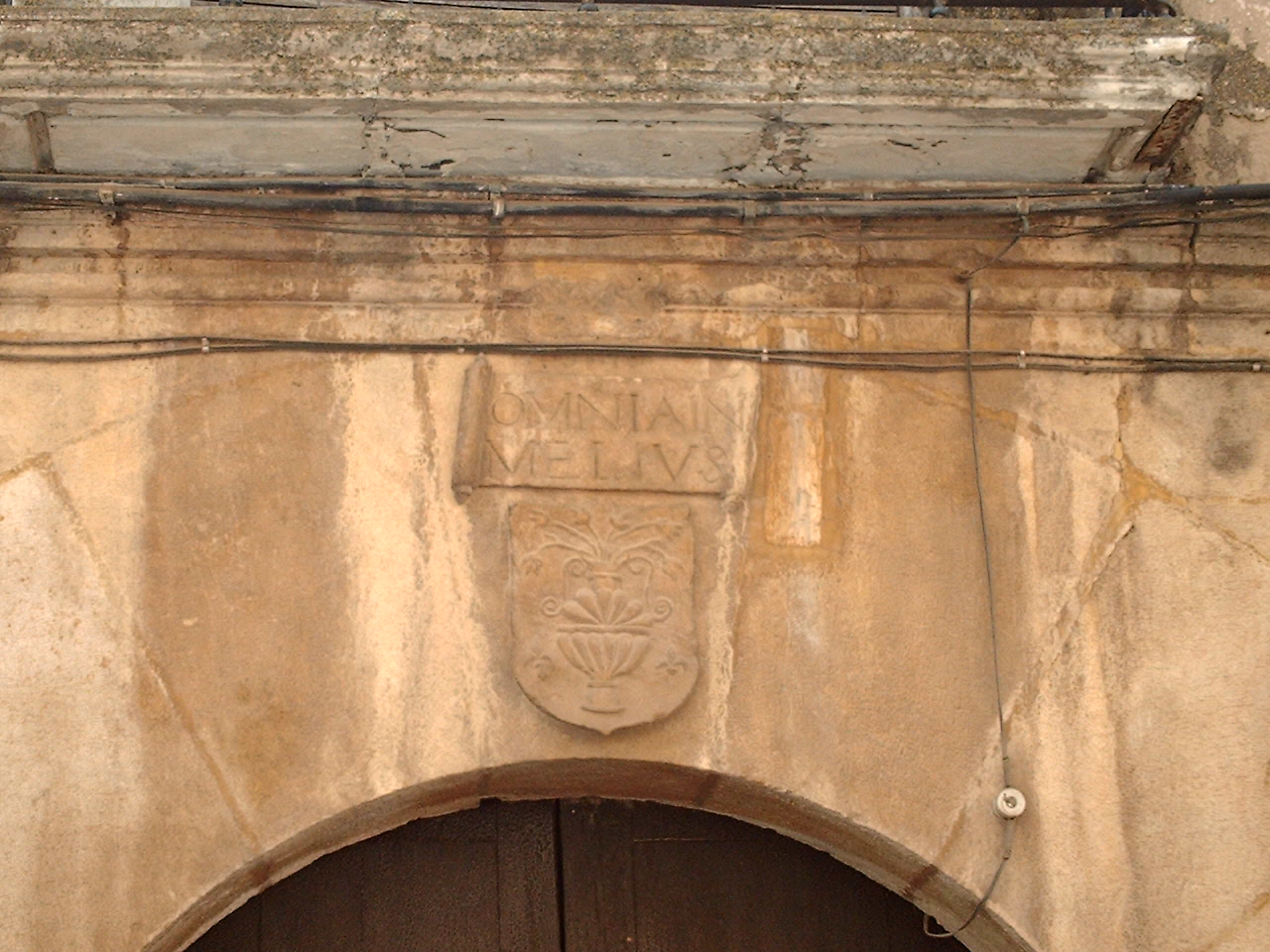
Escudo en la calle del Pedregal.

Destacado, por su ubicación e inscripción, es el escudo municipal esquinado que existe en uno de los laterales del Ayuntamiento que da al Arco de Zapata. Contiene la inscripción: S.P.V.R. -C.D.H. D.P.C.M. que ha sido traducida como:

Senatus Populusque Villa Robletannus- Consulatus Decisiones Hic, Determinationes Populi, Congregatio Magistratus
Transcripción: Senado y Pueblo de Villa- Robledo; en donde se toman las decisiones de los Consulados, se hacen los decretos de la Villa y es Casa de la Junta del Magistrado.

### Títulos asociados

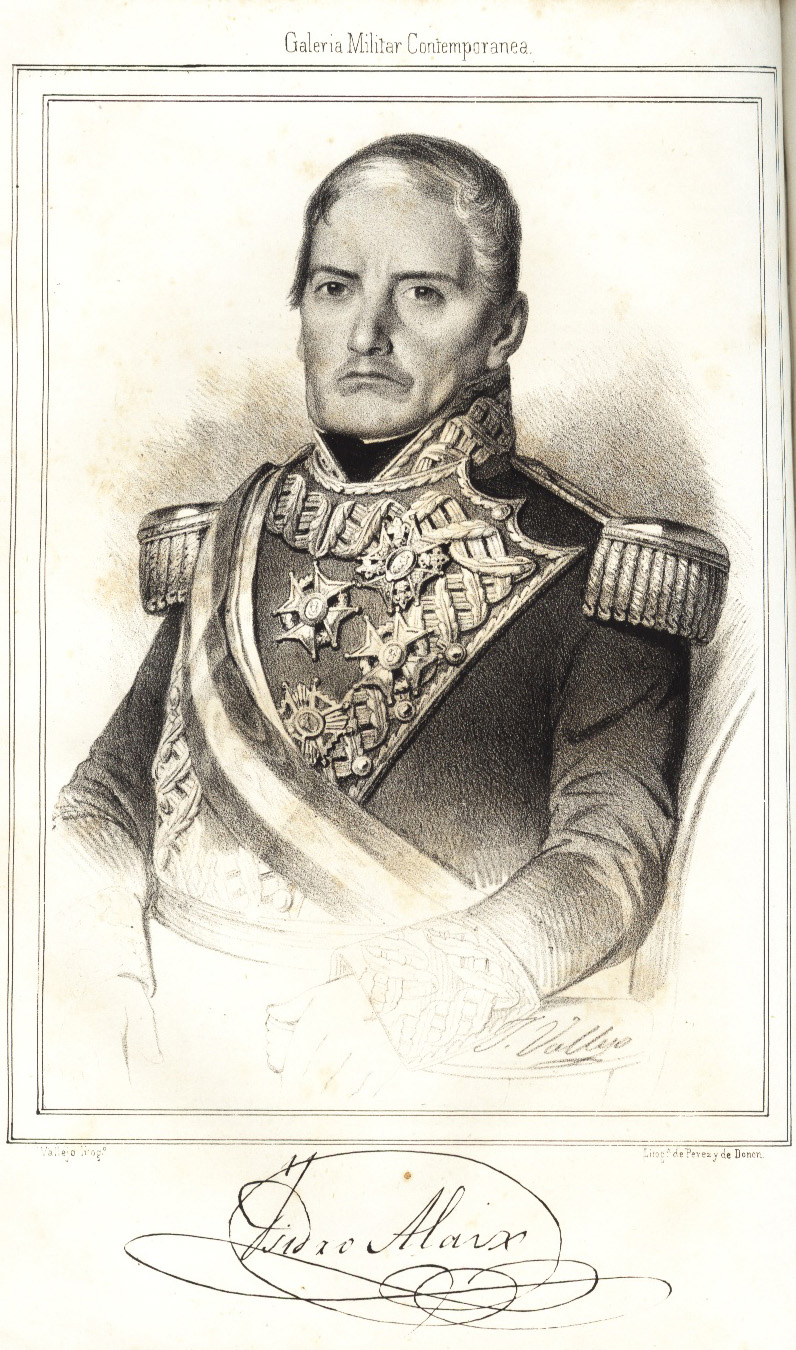
Isidro de Alaix Fábregas, primer vizconde de Villarrobledo

Existe un título nobiliario asociado a la ciudad, el vizcondado de Villarrobledo, actualmente vacante. El primer vizconde fue el general Isidro Alaix Fábregas —también conde de Vergara y virrey de Navarra— y el título se le concedió, junto con la Cruz de San Fernando, por su triunfo en la batalla de Villarrobledo.

### La Diana de Villarrobledo
Para conmemorar la batalla de Villarrobledo, en el ámbito castrense se promovieron diversas acciones:
- Se concedió a don Isidro Alaix el título de vizconde de Villarrobledo.
- Se impuso la denominación de Regimiento de Villarrobledo al Regimiento de Cazadores número 9 del Ejército Español que se disolvió en 1930. Cuando comenzó la Guerra Civil el Regimiento de Mª Cristina, desde Aranjuez, y los Regimientos de Pavía y Húsares de la Princesa, desde Alcalá de Henares, se unieron en Madrid y recuperaron el nombre de Regimiento Villarrobledo bajo el cual hicieron la guerra.
- Se compuso la Diana de Villarrobledo. Actualmente, este toque militar es una pieza fundamental dentro de la fiesta del Alarde de San Marcial en Irún (Guipúzcoa). A las 6 de la mañana en la Plaza de San Juan se hace el silencio y la Banda de Música interpreta esta pieza, seguida de la Diana de la Tamborrada.

## Historia
Prehistoria

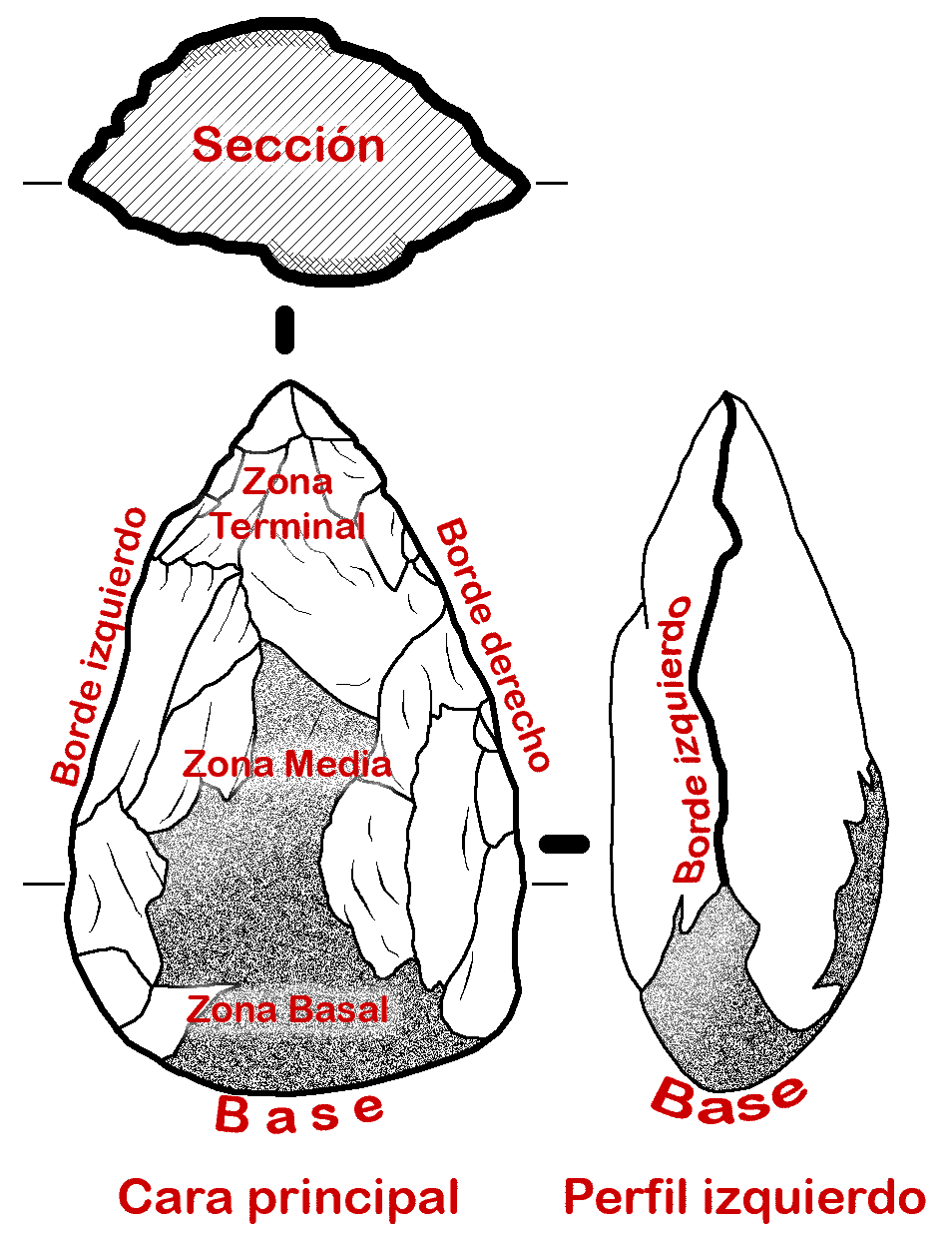
Esquema típico de un bifaz, similar a los hallados en Villarrobledo

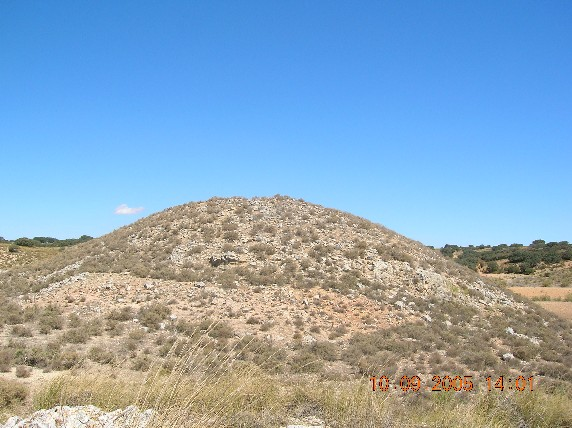
Aspecto de una Morra de la Edad del Bronce

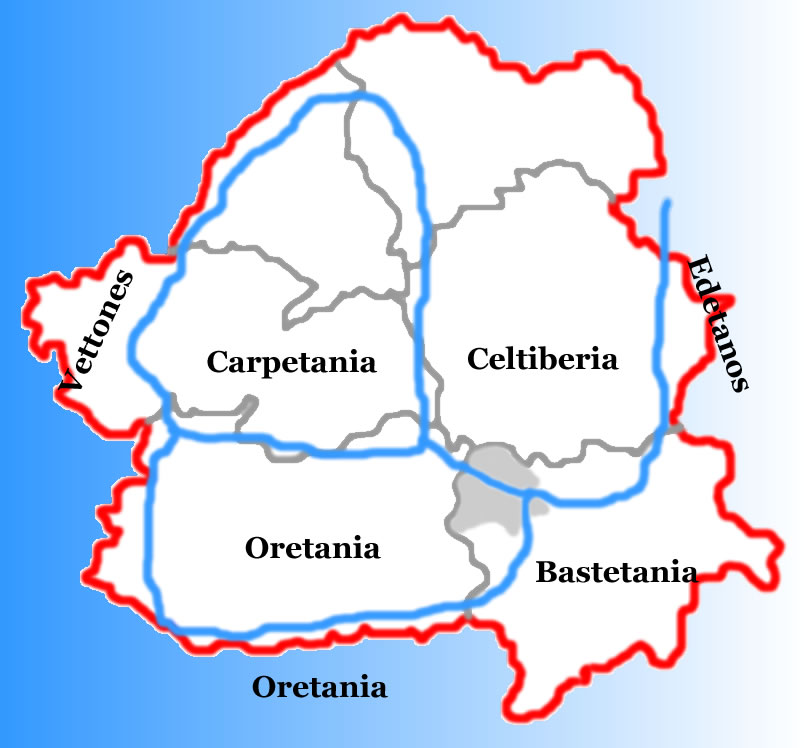
Villarrobledo en relación con los Pueblos Prerromanos de la Meseta Sur, según la propuesta de González- Conde

El actual emplazamiento de la ciudad data de 1292, según diversas fuentes. Sin embargo, dentro del amplio término municipal, existen vestigios de casi todas las culturas históricas que han poblado la península ibérica, atestiguando poblamientos, más o menos estables e importantes, desde el Paleolítico Inferior, siendo más numerosos los del Paleolítico Medio. Por su tipología, estos yacimientos han sido emparentados con otros similares dentro del marco genérico del llamado Paleolítico Medio del Alto Guadiana.
Entre el Paleolítico Medio y la Edad del Bronce parece existir un enorme vacío demográfico en la zona, a tenor de la escasez de datos que se tiene sobre hallazgos arqueológicos. No se tienen noticias de yacimientos adscribibles al Paleolítico Superior, Mesolítico o Neolítico. Tampoco de la denominada Edad del Cobre, aunque es una tónica generalizada en la provincia y la región debido, fundamentalmente, a la eclosión temprana y expansión de la denominada Cultura del Bronce Manchego o de las Motillas.
Cultura del Bronce Manchego
Hacia la mitad del III milenio a. C. y en zonas del término municipal con las mejores condiciones y los mejores recursos para la fundación de comunidades más estables; ya se observan restos de la Edad del Bronce en los principales yacimientos, estableciéndose en ellos un continuo poblacional que alcanza, por regla general, hasta época romana. En los casos más representativos la población llega hasta el siglo XV con pervivencias residuales posteriores (Villavachos y Fuente del Espino) o hasta mediados del siglo XX (Sotuélamos). Los habitantes de estos pueblos comienzan a crear una intensa red de comunicaciones y relaciones (principalmente, paralela a las arterias fluviales) con otros núcleos de población de la Edad del Bronce cercanos.
La Cultura del Bronce Manchego se caracterizó, principalmente, por la construcción de asentamientos fuertemente fortificados, llamados Morras o Motillas y formados por viviendas apretadas en cinturones de murallas concéntricas que formaban varios niveles escalonados, dando una apariencia de cerro artificial (Tell) al asentamiento y facilitando su defensa frente a las invasiones y el control efectivo del territorio circundante.
Edad Antigua (época prerromana y romana)
El devenir histórico y su ubicación han determinado que Villarrobledo haya estado siempre en posición fronteriza y sujeto a diversas adscripciones administrativas. Respecto a los límites de los pueblos prerromanos en la meseta sur no existen aún conclusiones definitivos y, en ese sentido, en Villarrobledo puede darse la paradoja de que hoy convivan, dentro de su término, restos de poblamientos celtíberos, oretanos, bastetanos y/o carpetanos. Es muy factible que las fronteras en aquella época se fijaran en torno a accidentes geográficos que, en principio, actuarían como límites de expansión y control de un pueblo u otro. Así, grosso modo, podemos intuir que el tercio sur del término (más montuoso y dentro del Campo de Montiel) pudo pertenecer más claramente a la Oretania; una estrecha franja entre el límite oeste y el río Córcoles pudo ser parte de la Carpetania o estar dentro de su zona de influencia mientras que el límite norte sería parte de Celtiberia y el oeste de Bastetania.
Los restos de esta época se localizan en torno a los dos principales cursos fluviales: Córcoles- Sotuélamos y Valdelobos, si bien no se ha realizado una exploración exhaustiva del entorno del río del que ambos son eferentes, el Záncara. Existen asentamientos de todo tipo: desde pequeñas mansio hasta núcleos de aspecto urbano. El gran núcleo de población, prácticamente de toda la comarca, en Época Antigua está ubicado al sur del término, en un complejo arqueológico que forman varios parajes contiguos donde se han hallado:
- Dos de los yacimientos musterienses citados.[30]
- Varios asentamientos de la Edad del Bronce y Primera Edad del Hierro.
- Restos íberos de un poblado fortificado ocupado desde la Edad del Bronce hasta su destrucción en el siglo III a. C. y otro poblado vecino a escasa distancia,[35] de la misma época que el anterior aunque alarga su existencia hasta las primeras Taifas.
- Restos de una villa romana en un yacimiento y otras estructuras visibles en otro; las más notables son una cuya planta absidiada recuerda a una terma o una basílica y otra de casi una hectárea de superficie, ambas de anchos muros, que puede ser un Castellum.
- Abundantes restos de calzadas y otras infraestructuras viarias e hidráulicas romanas. Paralela a una de ellas existió un ancho muro.

## Administración y política

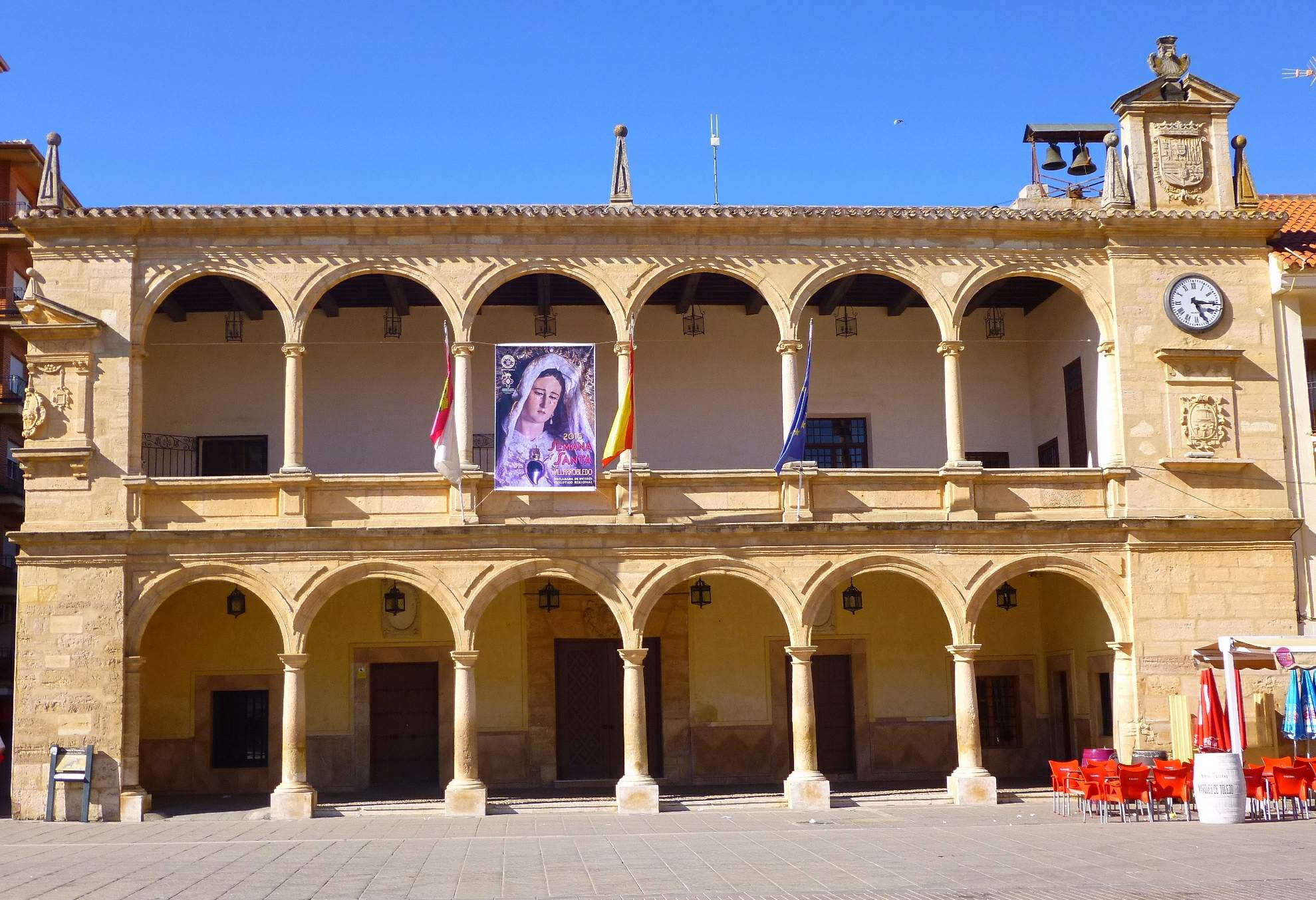
Ayuntamiento de Villarrobledo

En la ciudad existen organismos y entidades dependientes de todos los niveles en que está dividida la Administración Pública en España, desde el más cercano al ciudadano o Administración local, hasta el nivel superior o Administración General del Estado.

### Gobierno municipal
El Ayuntamiento realiza su tarea de Gobierno a través de diversas Áreas funcionales al frente de las cuales hay un concejal del Equipo de Gobierno. Las Áreas constituidas en el Ayuntamiento son las siguientes: Sanidad y participación ciudadana. Bienestar social, mujer y juventud. Economía, hacienda y obras públicas. Cultura y cementerio municipal. Desarrollo local, Seguridad vial y asuntos taurinos. Agricultura, medio ambiente y turismo. Gobierno interior y personal. Educación. Mercados. Deporte.
| Periodo   | Nombre                     | Partido | Partido                                  |
| --------- | -------------------------- | ------- | ---------------------------------------- |
| 1979-1987 | Miguel Escudero Díaz       |         | Partido Socialista Obrero Español (PSOE) |
| 1987-1991 | Bernardo Cabañero González |         | Alianza Popular (AP)                     |
| 1991-2001 | Francisco Segovia Solana   |         | Partido Socialista Obrero Español (PSOE) |
| 2001-2011 | Pedro Antonio Ruiz Santos  |         | Partido Socialista Obrero Español (PSOE) |
| 2011-2015 | Valentín Bueno Vargas      |         | Partido Popular (PP)                     |
| 2015-2019 | Alberto González García    |         | Partido Socialista Obrero Español (PSOE) |
| 2019-act. | Valentín Bueno Vargas      |         | Partido Popular (PP)                     |

La administración política de la ciudad se realiza a través de un Ayuntamiento de gestión democrática cuyos componentes se eligen cada cuatro años por sufragio universal. El censo electoral está compuesto por todos los residentes empadronados en Villarrobledo mayores de 18 años y nacionales de España y de los otros países miembros de la Unión Europea. Según lo dispuesto en la Ley del Régimen Electoral General, que establece el número de concejales elegibles en función de la población del municipio, la corporación municipal de Villarrobledo está formada por 21 concejales.
| Partido político                         | 2023  | 2023  | 2023       | 2019  | 2019  | 2019       | 2015  | 2015  | 2015       | 2011  | 2011  | 2011       | 2007  | 2007  | 2007       |
| Partido político                         | %     | Votos | Concejales | %     | Votos | Concejales | %     | Votos | Concejales | %     | Votos | Concejales | %     | Votos | Concejales |
| Partido Popular (PP)                     | 48,09 | 5861  | 11         | 41,13 | 5101  | 9          | 41,54 | 5488  | 10         | 42,51 | 5911  | 10         | 40,69 | 5573  | 9          |
| Partido Socialista Obrero Español (PSOE) | 22,95 | 2797  | 5          | 31,57 | 3915  | 7          | 34,64 | 4576  | 9          | 39,65 | 5513  | 9          | 56,37 | 7720  | 12         |
| Se Puede Villarrobledo (SPV)             | 15,07 | 1837  | 3          | 12,91 | 1602  | 3          | 7,67  | 1014  | 1          | –     | –     | –          | –     | –     | –          |
| Vox                                      | 10,15 | 1237  | 2          | –     | –     | –          | –     | –     | –          | –     | –     | –          | –     | –     | –          |
| Izquierda Unida (IU)                     | 2,29  | 280   | 0          | 3,91  | 486   | 0          | –     | –     | –          | 4,17  | 580   | 0          | –     | –     | –          |
| Ciudadanos (CS)                          | –     | –     | –          | 9,37  | 1163  | 2          | 4,75  | 627   | 0          | –     | –     | –          | –     | –     | –          |
| Ganemos                                  | –     | –     | –          | –     | –     | –          | 5,34  | 705   | 1          | –     | –     | –          | –     | –     | –          |
| Ciudadanos por Villarrobledo (CIVI)      | –     | –     | –          | –     | –     | –          | 4,53  | 599   | 0          | 11,43 | 1589  | 2          | –     | –     | –          |

### Justicia
Atendiendo a una reclamación de varias décadas, desde 1989 Villarrobledo es cabeza del partido judicial número 6 de la provincia de Albacete. Hasta esa fecha había pertenecido al partido judicial de La Roda, al igual que para otras cuestiones administrativas como el Registro de la propiedad o la Administración de Hacienda, a pesar de generar el mayor volumen de trabajo, por su población, en dichas administraciones comarcales Esta situación se generó debido a la tardía incorporación de Villarrobledo a la provincia de Albacete (1856), una vez que ya se habían organizado los servicios de la Administración en ella.
El partido judicial n.º 6 engloba a los municipios de: El Bonillo, Munera, Ossa de Montiel y Villarrobledo y consta de dos Juzgados de Primera Instancia e Instrucción que atienden a una población aproximada de 35 000 habitantes.

## Servicios

### Agua potable
Desde siempre, Villarrobledo ha tenido grandes problemas para el suministro de agua potable. A pesar de que la ciudad estaba rodeada de humedales (el Carrillo Cerrado, la Carreruela, el Chavarco, la Laguna y la Laguna de Esteban) solo queda constancia de que se utilizaban como abrevadero para las caballerías y ganados y del provecho económico que sacaba, por tal motivo, el Concejo municipal. En el viaje a la villa en el siglo XVIII de Christian August Fischer, este se asombra de que cueste mucho más el cuartillo de agua potable que el de vino y señala que las fuentes manantiales más cercanas están a tres leguas. A lo largo de siglos, han existido numerosos proyectos para la construcción de infraestructuras hidráulicas que garanticen el suministro de agua en la ciudad, con las obras de Ferretti para traer aguas desde Sotuélamos, pasando por la construcción de una canalización desde las lagunas de Ruidera o el proyecto de construcción de un embalse en Los Castellones, contemplado en el llamado Plan Gassett y desechado en 1933. Actualmente, una red de pozos propiedad del municipio son los que garantizan el abastecimiento.
En agosto de 2008 se renovó la concesión del servicio de aguas de Villarrobledo con la empresa Gestagua mediante un contrato que une a empresa y ayuntamiento para los próximos 25 años. La solvencia de la empresa y los servicios prestados a la ciudad durante muchos años es lo que le han hecho acreedora del contrato, porque se la considera capaz de acometer las importantes y necesarias infraestructuras que se avecinan en relación con el consumo de agua que pasará en los próximos años a ser de aguas superficiales a aguas procedentes del Tajo gracias a la tubería manchega. Por lo que se procederá al cambio de abastecimiento de agua subterránea realizado hasta ahora.

### Aprovisionamiento
Supermercados
Como establecimientos comerciales de productos alimenticios cabe destacar entre otros el Hipermercado Carrefour y los supermercados Lidl. Maxi-Dia, Merco Cash, Eco Familia, Mercadona etc., además de una buena presencia de pequeños establecimientos tradicionales de alimentación.

### Energía
Electricidad
La electricidad que se consume en Villarrobledo llega a la localidad mediante una línea de alta tensión, propiedad de Red Eléctrica Española (REE) procedente de la subestación de 400 Kv, que la empresa tiene ubicada en la localidad conquense de Olmedilla de Alarcón. La distribución de la electricidad en el municipio la realiza la empresa Iberdrola Distribución.
Por sus condiciones geográficas y climáticas, el término municipal reúne buenas características para la implantación y desarrollo de instalaciones de generación de energías renovables. De hecho, algunas empresas locales se están especializando en dicho sector.
Energía eólica

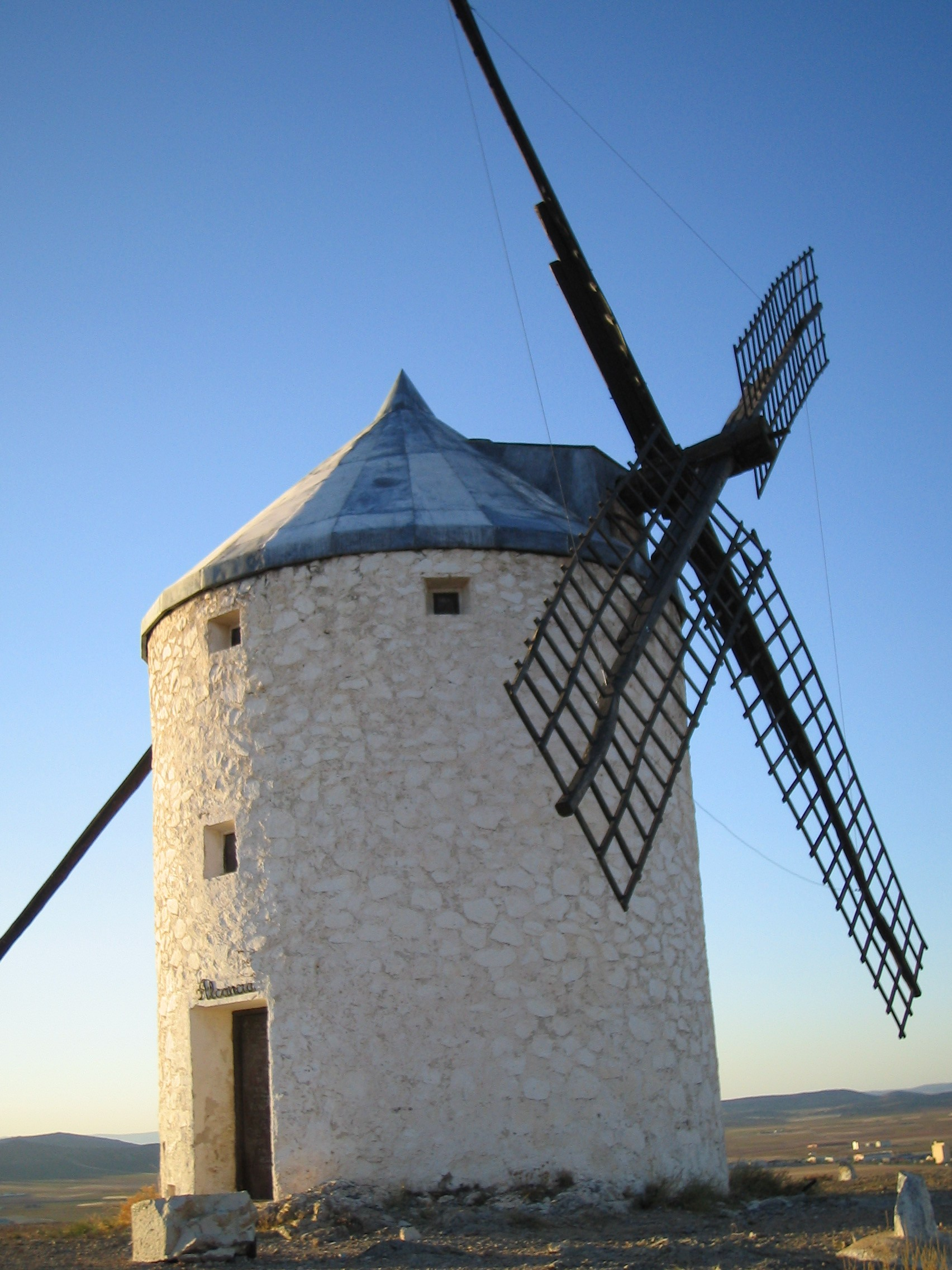
Molino de viento en Consuegra

El aprovechamiento del viento para generar energía es un uso antiguo en Villarrobledo. De 1675 data la primera noticia acerca de la existencia de molinos de viento en un grabado de la localidad que ilustra la obra del primer historiador local. En 1751 Francisco de la Caballería vuelve a referirse a dichos molinos de la misma manera que lo hace Morcillo y Valero en 1889 y narran las descripciones de viajeros del siglo XIX. El último de los molinos de viento que quedó, ubicado en la Era de Carrasco, fue desmantelado en 1941 a pesar de que sus dueños trataron de volver a ponerlo en marcha haciendo las gestiones necesarias para ello, aunque solo había dejado de moler desde 1936. Villarrobledo, como característica población manchega que es, no desmerece esa tradición molinera antigua que orgullosamente lucen hoy localidades como Alcázar de San Juan, Campo de Criptana o Consuegra.
En la actualidad existen, en las inmediaciones del término, varios parques eólicos de pequeño y mediano tamaño, el más significativo es el de Lanternoso, ubicado entre los términos de Villarrobledo y El Bonillo.
Energía solar fotovoltaica

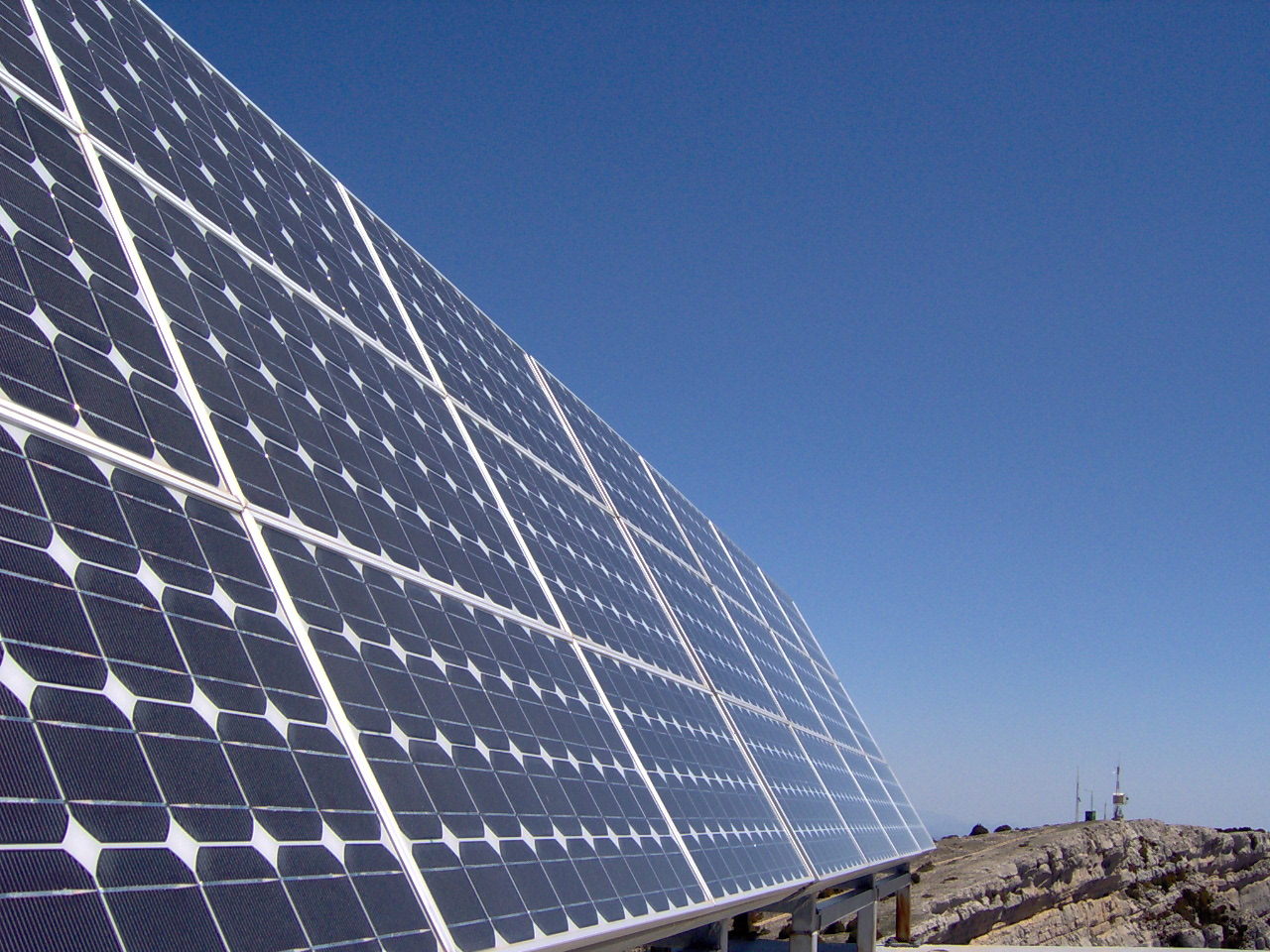
Paneles solares

Se está realizando actualmente (2008) el proyecto de construcción de una planta de energía solar fotovoltaica en el paraje conocido como El Calaverón, situado en los términos municipales de Villarrobledo y El Provencio. la planta tendrá una potencia de 20 MW y evitará la emisión a la atmósfera de más de 30 000 toneladas de CO2, ocupa una extensión de 90 hectáreas. Para poder desarrollar el proyecto, han colaborado Solar Value, socio promotor e inversor; y Epuron, socio tecnológico; junto con ambos ayuntamientos y resto de organismos implicados, ha sido clave. La planta estará formada por 200 instalaciones individuales de 100 kW de potencia cada una, junto con sus instalaciones comunes de evacuación. Ambas empresas apuestan claramente por el sistema de seguimiento solar a doble eje que permite obtener una producción considerablemente superior, con respecto a las instalaciones de estructuras fijas. Además de esta planta de grandes dimensiones ya están en funcionamiento varias plantas menores de energía solar, por lo que en el futuro el municipio de Villarrobledo será excedentario en producir electricidad.

### Combustibles
Tanto en la localidad como en las diferentes carreteras que acceden a la misma, hay ubicadas un buen número de estaciones de servicio (gasolineras) que aseguran el suministro de combustibles derivados del petróleo: gasolina y gasóleo. De estos combustibles surten a las gasolineras camiones cisternas de diversos distribuidores, que cargan generalmente en los depósitos que la Compañía Logística de Hidrocarburos (CLH) tiene en Alcázar de San Juan, a donde llega un ramal del oleoducto Rota-Zaragoza.

### Gases Licuados del Petróleo (GLP)
En la localidad existen varias empresas dsitribuidoras de bombonas de gases licuados del petróleo: butano y propano.

### Residuos urbanos
La gestión de los residuos orgánicos urbanos corresponde a la empresa FCC. El tratamiento separado de los residuos orgánicos de la ciudad y municipios colindantes se efectúa en la Estación de Transferencia de Moharras, desde donde son llevados a la Planta Provincial de Tratamiento de Residuos urbanos de Albacete. El antiguo vertedero municipal está siendo sellado para construir un parque periurbano que constituye un espacio verde y de ocio. Por otro lado, en la ciudad existen contenedores de recogida selectiva de basuras en las vías públicas donde se depositan los envases de vidrio, papel y plástico en contenedores separados. La Diputación Provincial de Albacete se encarga de su recogida y gestión, puesto que son diferentes las empresas que llevan a cabo su posterior reciclado y reutilización.
La ciudad cuenta además con un ecoparque en el polígono industrial Sapres destinado al depósito selectivo para el posterior reciclaje o reutilización de residuos de diversos tipos como escombros, residuos vegetales, electrodomésticos, maderas, aceites, pilas, etc. La gestión de reciclado la realiza la empresa Alrevi que se ocupa de la recogida y transporte, de papel y cartón, plásticos, metales y textil procedentes de la recogida selectiva, clasificación, tratamiento mediante prensado y embalado en planta y entrega a gestores autorizados.
Con el fin de concienciar a la ciudadanía de la importancia del reciclaje, el Área de Medio Ambiente, realiza campañas informativas con el eslogan "Villarrobledo, limpio con tu colaboración". Se ha construido un ecoparque o punto limpio que es una instalación municipal donde los vecinos de Villarrobledo pueden depositar selectivamente en contenedores una amplia gama de residuos no orgánicos de origen doméstico, entre ellos pequeñas cantidades de escombros, restos de poda, chatarra, plásticos y papel y cartón, así como otros altamente contaminantes como aceites, pilas o tubos fluorescentes.

### Transporte
Villarrobledo cuenta con un servicio municipal de transporte público urbano que, actualmente, tiene tres líneas e interconecta los principales puntos de afluencia masiva de público: estaciones, centro de salud, hospital, colegios, institutos o zonas industriales. La flota está compuesta, principalmente, por autobuses de pequeño tamaño debido a que están mejor adaptados para circular por el trazado urbanístico medieval de gran parte del casco urbano que presenta calles estrechas.

### Sanidad
La organización encargada de prestar en la ciudad la atención sanitaria universal y gratuita que proclama la ley española, es el SESCAM. Villarrobledo está incluido dentro de la zona sanitaria de Villarrobledo en el área de salud de Albacete y posee, en atención primaria, un centro de salud y un centro de especialidades médicas, estando aprobada la construcción de un segundo centro de salud en el barrio de Socuéllamos.
Hospital General
En cuanto a Atención especializada, desde 2007, Villarrobledo cuenta con un Hospital General que atiende a una población estimada de 61 989 (INE 2007), de municipales de las provincias de Albacete, Ciudad Real y Cuenca. Se trata de un hospital público, dependiente del Servicio de Salud de Castilla-La Mancha (SESCAM).
El Hospital atiende a las especialidades médicas y quirúrgicas más comunes, así como a las especialidades materno infantiles de obstetricia y pediatría. Dispone de un servicio de ambulancias para el traslado de enfermos a sus domicilios o a otros centros sanitarios, además cuenta con un Helipuerto, base de uno de los helicópteros del Servicio de Emergencias de Castilla-La Mancha.
| Municipio                 | Provincia   | Población (2007) | Distancia (km) | Zona sanitaria  |
| ------------------------- | ----------- | ---------------- | -------------- | --------------- |
| Alberca de Záncara, La    | Cuenca      | 1901             | 37             | San Clemente    |
| Ballestero, El            | Albacete    | 499              | 55             | Bonillo, El     |
| Bonillo, El               | Albacete    | 3131             | 40             | Bonillo, El     |
| Casas de Fernando Alonso  | Cuenca      | 1397             | 33             | San Clemente    |
| Casas de Haro             | Cuenca      | 912              | 40             | San Clemente    |
| Casas de los Pinos        | Cuenca      | 528              | 29             | San Clemente    |
| Mesas, Las                | Cuenca      | 2457             | 19             | Pedroñeras, Las |
| Munera                    | Albacete    | 3876             | 29             | Munera          |
| Ossa de Montiel           | Albacete    | 2738             | 38             | Ossa de Montiel |
| Pedernoso, El             | Cuenca      | 1307             | 40             | Pedroñeras, Las |
| Pedroñeras, Las           | Cuenca      | 6971             | 33             | Pedroñeras, Las |
| Provencio, El             | Cuenca      | 2613             | 14             | Pedroñeras, Las |
| Ruidera                   | Ciudad Real | 627              | 52             | Ossa de Montiel |
| San Clemente              | Cuenca      | 6879             | 22             | San Clemente    |
| Santa María del Campo Rus | Cuenca      | 736              | 41             | San Clemente    |
| Villarrobledo             | Albacete    | 25 417           | 0              | Villarrobledo   |
| Total                     | Total       | 61 989           |                |                 |

### Educación
Villarrobledo pertenece a la Red Internacional de Ciudades Educadoras, y asume por tanto los Principios de la Carta de ciudades educadoras.
También existe una oferta educativa bastante completa que abarca desde la educación preescolar hasta la universitaria, ofreciendo además recursos educativos de educación especial, para adultos, idiomas y educación no formal. El curso 2008-09 los ocho colegios de educación primaria de la localidad cuentan en sus aulas con 832 niños de infantil y 1744 de primaria. Cabe destacar la presencia de un total de 236 inmigrantes que suponen en torno a un 10 % del total y 123 niños con necesidades educativas especiales. En lo que se refiere a los centros de atención a la infancia el número de alumnos es de 230.
En los tres Institutos de Educación Secundaria (IES), que existen en la ciudad se imparten las diferentes modalidades de Bachillerato y varios Ciclos Profesionales de Grado Medio y Superior con especialidades adecuadas a las demandas laborales de la zona.
De manera complementaria, existen instituciones privadas, Asociaciones empresariales, sindicatos y organismos del ayuntamiento que ofrecen básicamente formación de tipo profesional a sus asociados o público en general.
Centro Asociado de la UNED
El Centro Asociado de la UNED, oferta en la actualidad (2008) las diplomaturas de Educación Social, Ciencias Empresariales, Ingeniería Informática de Gestión y las licenciaturas de Historia, Psicología, Pedagogía, Psicopedagogía, Derecho, Administración y Dirección de Empresas y Ciencias Químicas, siendo el curso de acceso a la universidad para mayores de 25 años, el estudio más demandado por los alumnos.
Universidad Popular
La Universidad Popular de Villarrobledo es un organismo de educación no formal que gestiona el Organismo Autónomo Miguel de Cervantes. Cada año se programan la realización de una serie de cursos y actividades que demandan los ciudadanos y que se imparten en la Casa de Cultura y demás Centros Sociales Polivalentes. El precio de las matrículas es muy económico y el horario de los cursos flexible para permitir el acceso a los mismos a la mayoría de ciudadanos interesados en recibirlos.
En el curso 2008/2009 se impartirán a los adultos cursos de habilidades comunicativas para padres, Autoconocimiento y desarrollo personal, Historia local, Cultura general, Español para extranjeros, Informática e Internet, Microsoft Office, Autocad, PhotoShop, Teatro, Pilates, Danza moderna, Bailes de salón, Bailes latinos, Cocina, Bordado a máquina, Bordado a mano, Bolillos, Corte y confección, Manualidades, y Pintura y dibujo. Para escolares, se han programado cursos de Teatro, Fotografía digital, Danza moderna, Bolillos, Cocina, Taller del Traje, Manualidades, Bordado y Pintura.
| Tipo de centro                            | Nombre                                            |
| ----------------------------------------- | ------------------------------------------------- |
| CAIS (Centros de Atención a la Infancia)  | CAI Barrio Asturias                               |
| CAIS (Centros de Atención a la Infancia)  | CAI Juan Valero- San Antón                        |
| CAIS (Centros de Atención a la Infancia)  | CAI Lucas Blázquez                                |
| CAIS (Centros de Atención a la Infancia)  | CAI San Sebastián                                 |
| Colegios de educación infantil y primaria | CP Diego Requena                                  |
| Colegios de educación infantil y primaria | CP Francisco Jiménez de Córdoba                   |
| Colegios de educación infantil y primaria | CP Giner de los Ríos (sección: Barranco Cafetero) |
| Colegios de educación infantil y primaria | CP Giner de los Ríos (sección: El Greco)          |
| Colegios de educación infantil y primaria | CP Graciano Atienza                               |
| Colegios de educación infantil y primaria | CP Virgen de la Caridad                           |
| Colegios de educación infantil y primaria | CP Virrey Morcillo                                |
| Colegios de educación infantil y primaria | CPC Nuestra Señora del Carmen                     |
| Institutos de educación secundaria        | IES Cencibel                                      |
| Institutos de educación secundaria        | IES Octavio Cuartero                              |
| Institutos de educación secundaria        | IES Virrey Morcillo                               |
| Centros de Educación Especial             | Centro Infanta Elena (Asprona)                    |
| Centros de Educación Especial             | Fundación Madre Amparo                            |
| Centros de Educación para Adultos         | EPA Alonso Quijano                                |
| Universidad                               | UNED Centro Asociado de Villarrobledo             |
| Idiomas                                   | EOI de Villarrobledo                              |
| No formal                                 | Universidad Popular de Villarrobledo              |

### Servicios sociales
El municipio de Villarrobledo constituye su propia Área Metropolitana de Servicios Sociales, constituida al amparo de la ley regional sobre Servicios Sociales. Dentro de Villarrobledo los servicios sociales se articulan a través de distintos centros y servicios. El Centro de Servicios Sociales es la entidad coordinadora que administra tres centros polivantes (CSP Juan Valero- San Antón, CSP Lucas Blázquez y CSP Pío XII) y ofrece numerosos servicios y prestaciones a tercera edad, infancia, personas con discapacidad o en riesgo de exclusión social.
La ciudad también cuenta con un centro de mayores, una casa de acogida para mujeres víctimas de maltrato, viviendas tuteladas para mayores y para personas con discapacidad, una residencia de mayores pública, un asilo- residencia privado, una residencia privada para personas con discapacidades profundas y severas (Fundación Madre Amparo), un Centro de Educación Especial y Centro Especial de Empleo (ambos de Asprona), etc.
La ciudad cuenta con una Delegación Comarcal del SEPECAM que da servicio a las poblaciones de El Bonillo, Munera y Ossa de Montiel. Así mismo, cuenta con una Delegación Comarcal de la Consejería de Agricultura que sustituyó a la antigua Cámara Agraria local.

### Seguridad ciudadana
Desde principios del siglo XX, Villarrobledo ha contado con la presencia de un destacamento de la Guardia Civil. En la actualidad, el Cuartel de Villarrobledo cuenta con un total de 45 agentes. Hasta la década de 1980 contó con una Comisaría de Policía Nacional que fue desmantelada, con motivo de la reorganización de dicho cuerpo, en una polémica decisión que provocó protestas ciudadanas. En la actualidad se ha solicitado de nuevo su reapertura.
De carácter municipal, el cuerpo de policía local de Villarrobledo también se encarga de velar por la seguridad ciudadana dentro de su ámbito de competencias y cuenta en la actualidad con una plantilla de 36 policías.
En la ciudad está ubicado un parque comarcal de bomberos del SEPEI, sede de la Sección Oeste y del Grupo Especial de Derrumbamientos, que da cobertura a 90 000 personas, en un ámbito de actuación de 4436 km², correspondientes a 22 municipios de las provincias de Albacete y Cuenca.

### Vivienda
El desarrollo del sector de la construcción es importante, tanto en lo referente a la existencia de empresas del ramo como a la propia promoción de viviendas nuevas. Fue considerado en 2007 el municipio español mayor de 25 000 habitantes donde la vivienda es más accesible con un precio medio de 968,5 euros por metro construido.

### Transporte

#### Carreteras

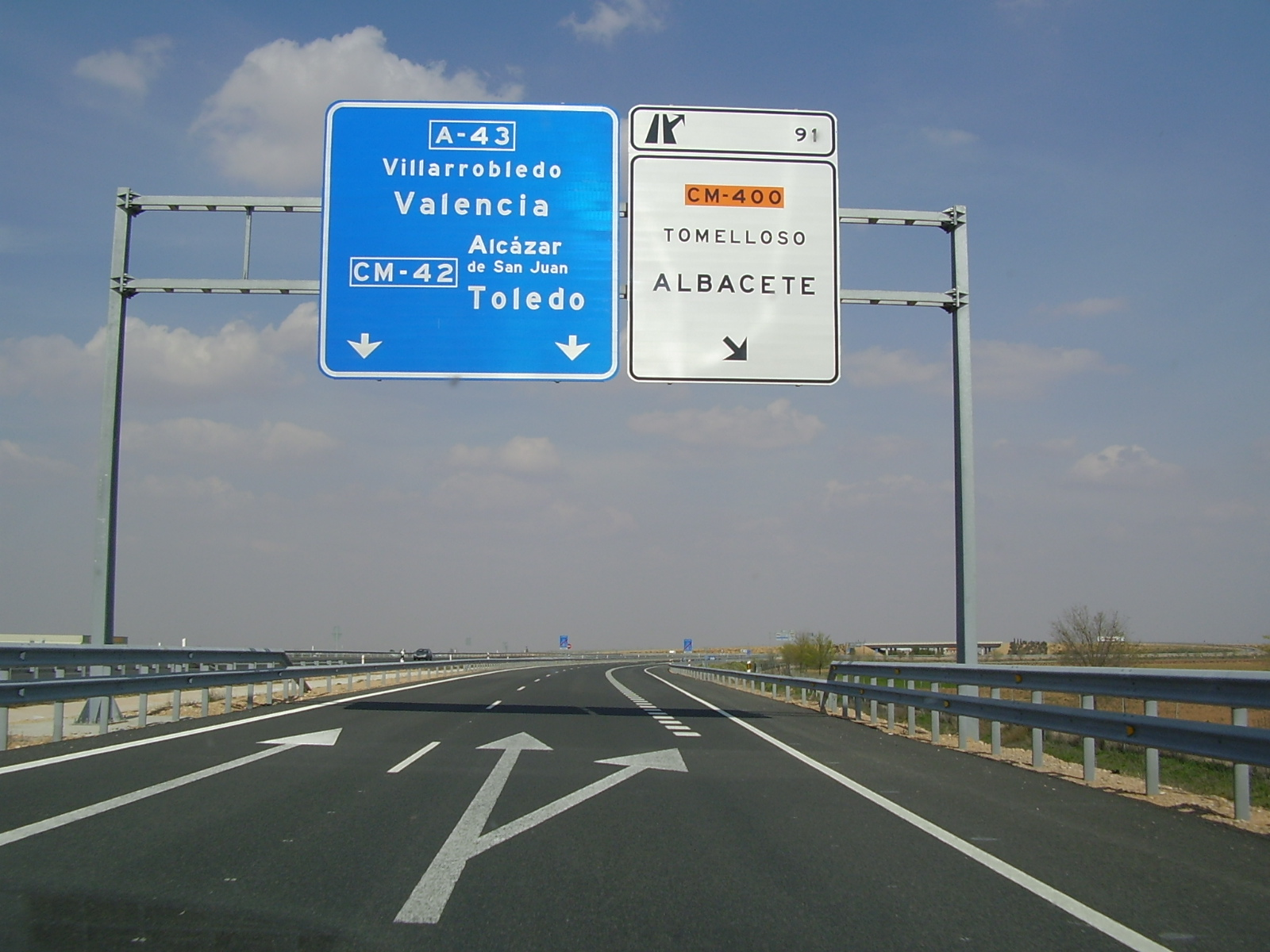
Autovía A- 43

El término de Villarrobledo ha sido un nudo importante de comunicaciones desde época romana hasta época renacentista. Las primeras alusiones conocidas sobre sus caminos en textos castellanos son, de hecho, las primeras alusiones a la existencia del pueblo en 1292, 1318 y 1330. En el término aún se conservan varios tramos de caminos de origen romano, así como otras infraestructuras viarias como puentes. Aunque no existe una investigación de conjunto sobre la red viaria de la zona, siquiera a nivel provincial, son varios los investigadores que han señalado la existencia de diversas vías antiguas que discurrían por el término. La toponimia caminera (Carril de las Carretas, Camino Llano, Camino de los Judíos, Cuesta Blanca, además de las abundantes losas, losillas, empedrados, de piedra...) sugiere que pueden ser bastantes más.
La excelente comunicación viaria en época Antigua, en gran medida, fue heredada tras la Reconquista por las personas que aquí se establecieron. Hernando de Colón en su Geografía describe someramente, en 1510 la gran cantidad de caminos que discurrían por Villarrobledo. Poco después, en 1546, Villuga en su Repertorio de Caminos de España, señala uno de especial importancia que, muy probablemente, es heredero de una antigua vía romana y que cruzaba por el mismo centro del casco urbano: El Camino Real de Granada a Cuenca. En 1557, los documentos municipales señalaban que Villarrobledo estaba en medio del Camino Real de Toledo al Reino de Murcia. Otro Camino Real más, el de Andalucía a Valencia cruzaba el término y el casco urbano (actualmente su heredero es la N-310). Por último, otra vía romana (de origen ibero), el conocido como Camino Real de Villarrobledo a Pedro Muñoz partía, como su nombre indica, de esta población. Repertorios de caminos posteriores y libros de viajeros extranjeros siguen recogiendo estos y otros caminos. La importancia caminera secular de Villarrobledo crece si tenemos en cuenta las hipótesis de Uriol Salcedo que afirman que, en esencia, la red caminera del siglo XVI es heredera directa de la red viaria romana de Hispania.
Actualmente constituye un importante núcleo en el corredor Extremadura - Comunidad Valenciana y por su término municipal transcurren las siguientes vías principales:
| Identificador | Origen - Destino                         | Longitud (km)       |
| ------------- | ---------------------------------------- | ------------------- |
| A-43          | Autovía Extremadura-Comunidad Valenciana | (en servicio) 107,8 |
| N-310         | Extremadura-Valencia                     | 144                 |
| N-301         | Madrid-Murcia                            | 389                 |
| CM-3119       | Villarrobledo- Munera                    |                     |
| CM-3121       | Villarrobledo- Barrax                    |                     |
| CM-3123       | Villarrobledo- Viveros                   |                     |
| CM-3151       | CM-3119 Venta de las Madres- Sotuélamos  |                     |
| CM-3155       | El Blanco- El Bonillo                    |                     |
| AB-160        | Villarrobledo- Minaya                    |                     |
| C-11          | Villarrobledo- Las Mesas                 |                     |

#### Distancias
Villarrobledo está bien comunicada por carretera. Las distancias con las principales capitales y localidades de referencia para esta ciudad son:
| Capitales   | Distancia (km) | Ciudades            | Distancia (km) | Ciudades        | Distancia (km) |
| ----------- | -------------- | ------------------- | -------------- | --------------- | -------------- |
| Albacete    | 87             | Tomelloso           | 40             | Socuéllamos     | 24             |
| Toledo      | 184            | San Clemente        | 23             | El Bonillo      | 41             |
| Ciudad Real | 133            | La Roda             | 51             | Minaya          | 31             |
| Cuenca      | 134            | Hellín              | 152            | Ossa de Montiel | 38             |
| Barcelona   | 565            | Almansa             | 162            | Munera          | 29             |
| Madrid      | 195            | Alcázar de San Juan | 72             | Las Pedroñeras  | 26             |
| Valencia    | 223            | Valdepeñas          | 106            | El Provencio    | 11             |

#### Ferrocarril

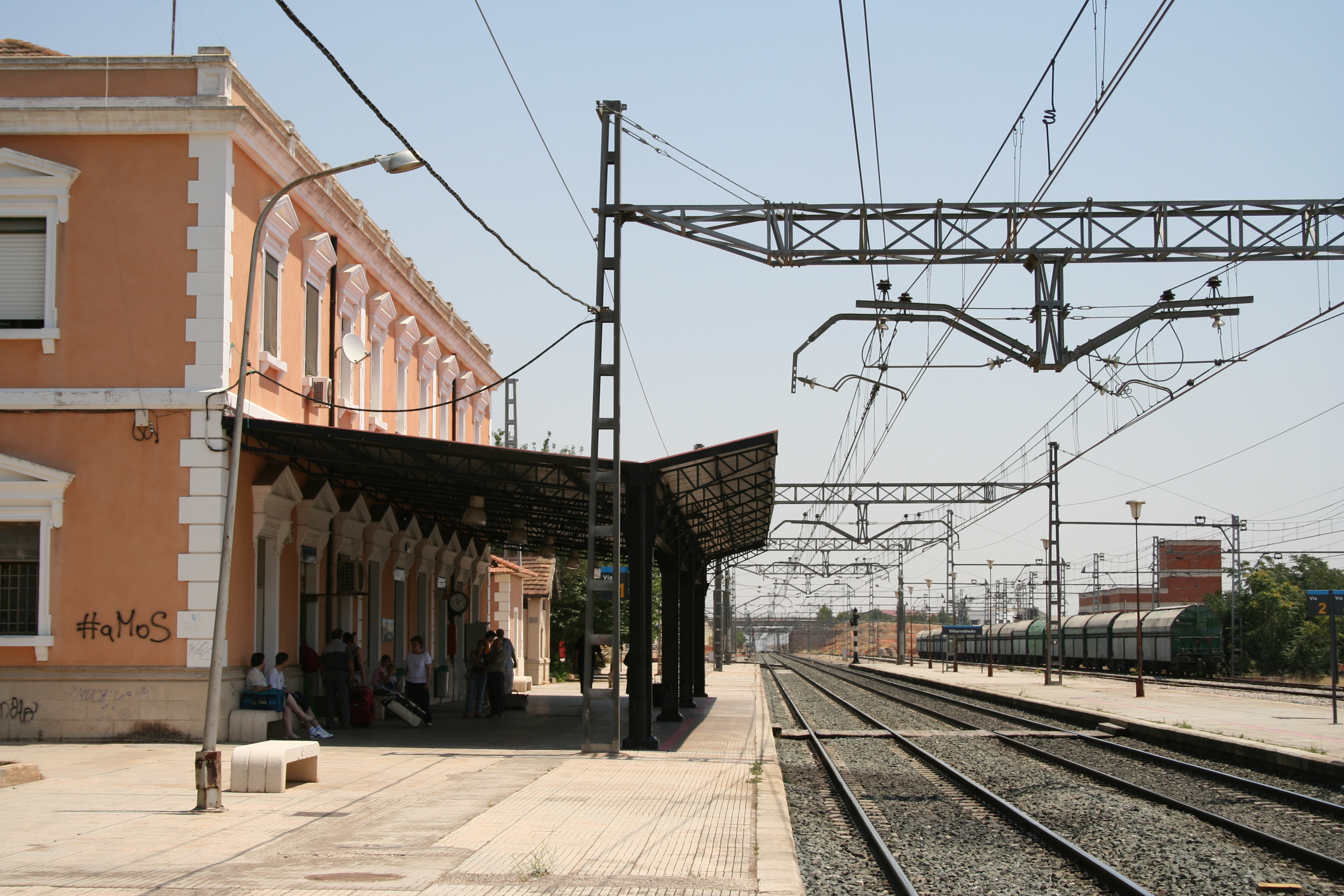
Actual estación de ferrocarril de Villarrobledo. Inaugurada en 1925

Villarrobledo posee una estación de tren con importante volumen de viajeros en las líneas de Madrid a Alicante, Valencia y Cartagena-Murcia. El origen de esta línea y parada tuvo lugar a mediados del siglo XIX, cuando se constituyó la empresa M.Z.A. (Madrid-Zaragoza-Alicante). Esta compañía, de capital mayoritario francés, fue auspiciada por los Rothschild, la francesa Sociedad de Crédito Gran Central y el marqués de Salamanca. Aunque la inauguración oficial tuvo lgar en 1856, existe documentación sobre su uso, ya al menos, desde finales de agosto de 1854 en el tramo Villarrobledo-Albacete. Así mismo, quedó constancia de una prueba de velocidad, el 13 de marzo de 1855, donde se estableció el récord de 61 km/h. Este tramo es especialmente indicado para realizar este tipo de pruebas, por sus condiciones orográficas y las especiales características del tendido. En 1987 un Electrotrén basculante 443 alcanzó los 206 km/h entre Villarrobledo y Minaya y, en 1991 la locomotora s/269 601 alcanzó los 241,3 km/h entre Villarrobledo y La Roda.
Según reza en su fachada y con motivo de una ampliación del servicio, en 1925 se inauguró la actual estación ferroviaria que sustituyó a otra antigua (de mediados de siglo XIX) que estaba emplazada a unos 300 metros (al final de la calle de la estación) y que había sido inaugurada por la reina Isabel II. En 1941, como consecuencia de la intervención estatal de las compañías ferroviarias de vía ancha, nace la RENFE y pasa a formar parte de la Red Nacional de Ferrocarriles Españoles.
Posee un amplio muelle para carga y descarga de mercancías, usado antiguamente para el traslado de tinajas por ferrocarril. En los últimos tiempos era un Centro Receptor de Remolacha Azucarera donde se recibía todo el gran volumen de producción de este tubérculo en la región y se expedía hacia las refinerías y fábricas de azúcar. Debido a las políticas agrícolas europeas este sector productivo ha desaparecido de la región y, con él, la utilidad de dicho Centro Receptor que ha sido completamente desmantelado.
En la actualidad, y debido a los planes de crecimiento de la ciudad hacia el sur, Adif ha realizado un estudio para modificar el trazado del ferrocarril a su paso por la ciudad a petición del Ayuntamiento. En este estudio se analizan varias soluciones: el soterramiento parcial o total y el desvío por el norte de la población o más al sur.

#### Autobús
Villarrobledo cuenta con líneas regulares nacionales de autocar con Albacete, Madrid, Tarragona y Valencia. Así mismo, cuenta con líneas comarcales con El Ballestero, Ruidera, Santa María del Campo Rus y Las Mesas, para facilitar los desplazamientos de personas de esas poblaciones al hospital de Villarrobledo.

## Demografía
Villarrobledo cuenta con una población de 25 262 habitantes (INE 2024).
| Gráfica de evolución demográfica de Villarrobledo entre 1842 y 2021                                                 |
| |
| Población de derecho según los censos de población del INE Población de hecho según los censos de población del INE |

Los gentilicios son villarrobletano/a o villarrobledense. También se han reconocido como válidos villarrobledano/a y villarrobletense, aunque tienen bastante menos uso. Roblense -a pesar de su frecuente uso-, robletano y robledense son incorrectos. Troyano es coloquial y afectuoso, mientras que Agualubio es despectivo.
| Nombre             | Población | Tipo           | Distancia (km) |
| ------------------ | --------- | -------------- | -------------- |
| Beatas, Las        | 210       | casas de labor | 10.7           |
| Burrueco, El       | 169       | casas de labor | 7.7            |
| Calaverón          | 201       | casas de labor | 9              |
| Casa de las Madres | 105       | casas de labor | 6.3            |
| Casa del Pino      | 97        | casas de labor | 9              |
| Casas de Peña      | 119       | caserío        | 14             |
| Moharras           | 58        | caserío        | 22             |
| Urbina, La         | 192       | casas de labor | 18             |
| Ventas de Alcolea  | 139       | pedanía        | 11             |

Hoy en día la práctica totalidad de la población está concentrada en la ciudad de Villarrobledo. No obstante el municipio alberga, además, las pedanías de Casas de Peña (<100 hab.) y Ventas de Alcolea (<100 hab.). Históricamente contó con decenas de núcleos de población anexos, entre los que destacan las pueblas medievales de Fuente del Espino, Moharras, Villarejo de San Nicolás y Villabachos, dentro de los más importantes e histórica y arqueológicamente contrastados. Existen referencias confusas a otros núcleos históricos importantes como El Cabalgador. Hasta mediados del siglo XX existió un importante volumen de poblamiento rural y disperso por todo el término. Sin embargo, a raíz de la mecanización del campo y la mejora de las comunicaciones y servicios en Villarrobledo, la población de las aldeas se concentró muy rápidamente en la ciudad. Así, en la década de 1950 aún se citan los siguientes anexos principales (prácticamente todos extintos hoy o usados como casas de campo):
Tradicionalmente la ciudad de Villarrobledo se ha dividido en barrios, agrupando aquellas zonas que han desarrollado un sentido común de pertenencia de sus habitantes basado en la proximidad o historia. La génesis de algunos barrios históricos, como el de Tinajerías está clara, puesto que se trataba de familias que formaban parte de un mismo gremio. En otros, Virgen de la Caridad (Casas Baratas) o Pintores, la pertenencia viene impuesta administrativamente; en el primer caso por haberse creado una barriada ex-novo fuera del casco urbano y, en el segundo, obedeciendo a la rotulación de sus calles. Otros barrios tradicionales son: Asturias (Pío XII), Juan Valero y Socuéllamos -en torno a las calles homónima-, Centro -casco antiguo- o San Antón y Santa María -en torno a las iglesias homónimas-.
|                    | 2003  | 2004  | 2005  | 2006  | 2007  |
| ------------------ | ----- | ----- | ----- | ----- | ----- |
| Menores de 16 años | 4482  | 4392  | 4326  | 4539  | 4565  |
| De 16 a 64 años    | 15552 | 15909 | 16339 | 16792 | 16708 |
| Mayores de 65 años | 4040  | 4072  | 4064  | 4154  | 4144  |

En la actualidad se está produciendo un notable incremento demográfico motivado por la inmigración masiva de ciudadanos procedentes de Europa del Este. Datos de 2006 suministrados por el Ayuntamiento cifran el número de inmigrantes en 3324 personas, de los que 2011 (un 60,50 %) son hombres, y 1313 (el 39,50 % restante) mujeres, procedentes de 43 países distintos. Los diez países que más ciudadanos aportan son: Rumanía, Ucrania, Marruecos, Moldavia, Colombia, Paraguay, Bolivia, Ecuador, Bulgaria y Perú. Todo ello contribuye a que Villarrobledo sea uno de los municipios de España con mayor índice de población inmigrante en edad de trabajar con respecto al total de población inmigrante.
Según la proyección de población, de seguir este ritmo y contando con los nuevos servicios que se instalarían en la ciudad como cabecera de comarca, antes de acabar el decenio 2000-2010 podría alcanzar y superar los 30 000 habitantes.

## Economía
| Actividad    | Número | %    |
| ------------ | ------ | ---- |
| Agricultura  | 144    | 11.8 |
| Industria    | 150    | 12.3 |
| Construcción | 259    | 21.2 |
| Servicios    | 669    | 54.7 |
| Total        | 1222   | 100  |

| Actividad    | Número | %    |
| ------------ | ------ | ---- |
| Agricultura  | 898    | 8.8  |
| Industria    | 2055   | 20.1 |
| Construcción | 2255   | 22.1 |
| Servicios    | 4991   | 48.9 |
| Total        | 10199  | 100  |

Reseñable en este ámbito es la existencia en el municipio una delegación de la Cámara de Comercio e Industria de Albacete, además de diversas delegaciones o asociaciones de empresarios. A nivel local existen también sedes de los principales sindicatos españoles: Comisiones Obreras (CC.OO) y la Unión General de Trabajadores (UGT).
La ciudad cuenta con dos polígonos industriales: uno consolidado (Sapresvillarrobledo), con 300 empresas instaladas en él y gestionado por una empresa constituida por el Sepes y el Ayuntamiento villarrobletano; y otro (Eras de Santa Lucía), actualmente en construcción de cuya gestión se ocupa la empresa municipal de gestión del suelo Sadevi. Además cuenta con varias zonas industriales adyacentes al casco urbano pero de menor tamaño que los polígonos.
Por sectores, la economía villarrobletana se estructura de la siguiente forma.

### Sector primario
| Nombre | Sector               | Ámbito     |
| ------ | -------------------- | ---------- |
| APEHT  | Hostelería           | provincial |
| FEDA   | Industria            | provincial |
| ADECOV | Comercio             | local      |
| ADEVI  | Industria            | local      |
| AMAVI  | Automoción           | local      |
| MAEVI  | Industria y Comercio | local      |

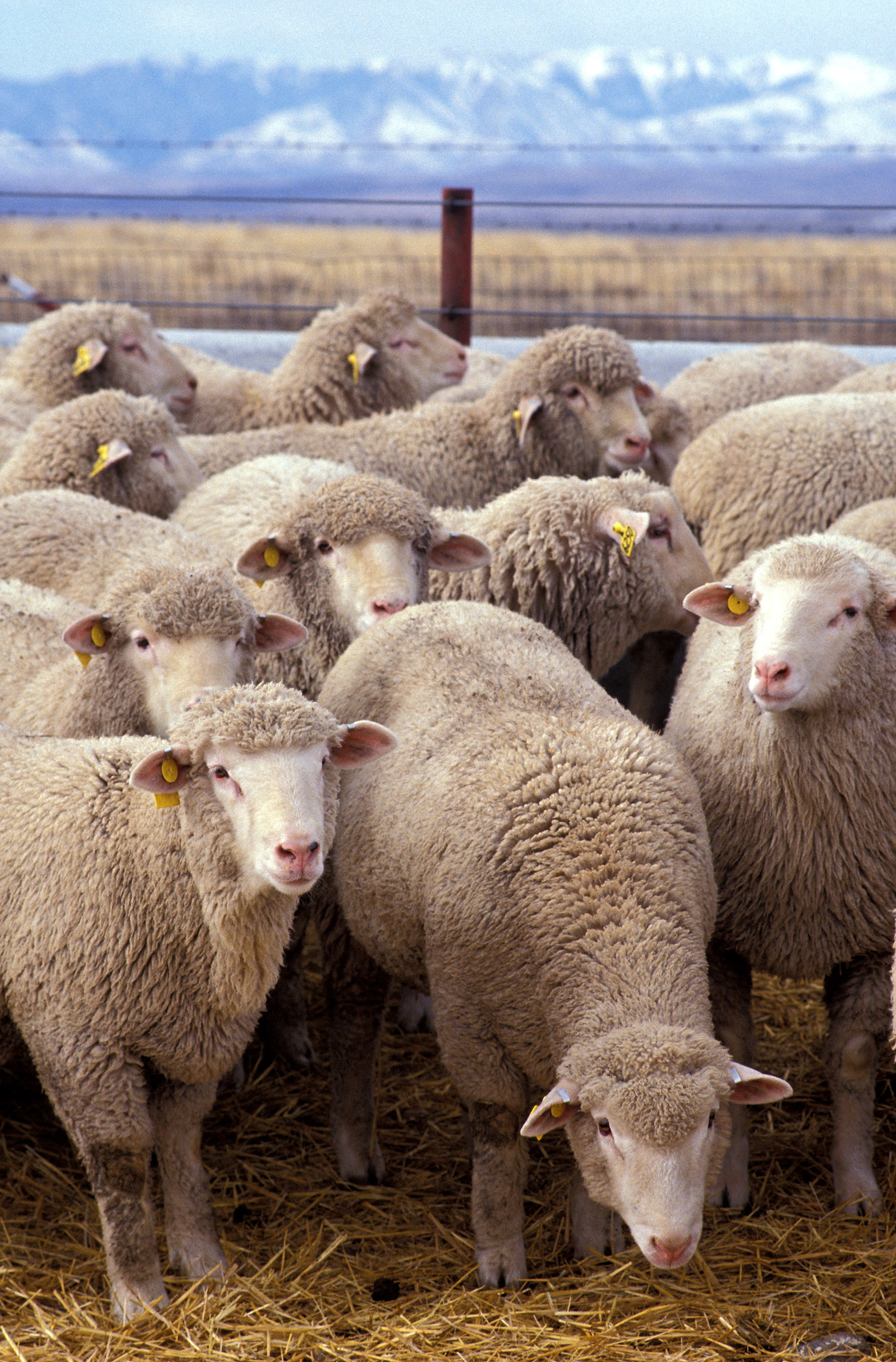
El ganado ovino ha sido un pilar tradicional de la economía villarrobletana

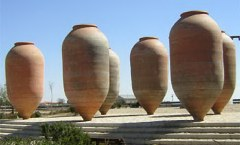
Tinajas de Villarrobledo

La importancia económica de este sector ha sido fundamental para el municipio desde su fundación. La ganadería, las actividades asociadas a ella y a la explotación de los recursos forestales mantuvieron el predominio económico en los primeros siglos de Historia de Villarrobledo hasta que, paulatinamente, la Agricultura tomó el relevo en ese sentido. Este proceso no estuvo exento de dificultades y no solo han condicionado la propia economía del municipio, sino que ha motivado otros procesos históricos de importancia además de haber cambiado el propio entorno físico, mediante la roturación, desde un predominio del monte bajo y una vegetación casi virgen hasta un paisaje de cultivos y tierras de labor casi absoluto.
Aunque hoy es uno de los municipios con mayor superficie de vid cultivada del mundo (más de 30 000 ha. que albergan unos 48 millones de cepas) así como el de mayor producción mundial de vino, históricamente están documentada la existencia de otros cultivos como el olivo, cereales, azafrán, etc. Así mismo, está constatado el aprovechamiento de la leña, la grana y otros recursos forestales.
Derivada de la Agricultura, existe una gran tradición y arraigo en la ciudad de empresas del sector de la industria alimentaria, gran parte de ellas conocidas a nivel mundial, dedicadas a la elaboración de quesos y otros productos lácteos como Forlasa, bodegas que producen vinos embotellados, graneles y otros derivados de la uva, acogidas a la denominación de origen La Mancha o legumbres.

### Sector secundario
Existe en esta localidad una importante producción siderometalúrgica derivada de la antigua industria cerámica de elaboración de tinajas. Desde el siglo XVII contaba con una sólida industria tinajera, llegando a poseer decenas de hornos alfareros en el siglo XIX. Se constituyó como el mayor productor y exportador mundial, habiéndose conseguido elaborar la mayor tinaja de la historia con una capacidad de 750 arrobas. Hoy en día, esa actividad ha dejado paso a la elaboración de cisternas, calderería pesada, depósitos, etc. En Villarrobledo están radicadas dos de las más importantes fábricas del sector en España, concretamente las empresas Parcitank S. A., del grupo Polalsa, y Martínez Solé y Cía así como múltiples empresas más pequeñas o auxiliares de aquellas.

### Sector terciario
Turismo
De despegue muy tardío, la actividad turística viene siendo apoyada desde las instituciones con la finalidad de convertir la localidad en algo más que un mero lugar de paso o de visita en momentos muy concretos. El lema escogido, Villarrobledo, abierto todo el año, incide en esa superación del turismo estacional vinculado al Viña Rock y eventos de Interés Turístico Regional como la Semana Santa así como también el Carnaval, declarado de Interés Turístico Nacional en 2011. Para el alojamiento de viajeros y turistas, la ciudad cuenta con una oferta diversificada que abarca desde casas rurales y enohoteles (ubicados en bodegas) hasta hostales y hoteles de tres estrellas que tratan de situar a la ciudad en la punta de lanza del turismo cultural y gastronómico. En cuanto a bares y restaurantes la ciudad dispone de una gran cantidad y variedad de este tipo de establecimiento donde se podrá degustar la gastronomía propia de la zona.
Comercio
Dispone de varias tiendas, tanto modernas como tradicionales. La zona más comercial de la ciudad es la ubicada en la calle de la Plaza -(calle de Graciano Atienza-) y sus alrededores. El comercio ha experimentado un gran desarrollo en los últimos años, especialmente en tiendas de moda, electrónica, telefonía, informática, fotografía... Como establecimientos comerciales de productos alimenticios cabe destacar entre otros el hipermercado Carrefour y los supermercados Mercadona.
El Ayuntamiento, junto con la Asociación de Comerciantes de Villarrobledo (ADECOV), ha promovido desde 1998 la organización de FERCOVI, Feria del Pequeño Comercio de Villarrobledo, que se celebra en los primeros días del mes de diciembre. Las organizaciones ADECOV y ADEVI organizan durante todo el año una serie de Jornadas, Cursos y a otras actividades para mejorar la formación empresarial de los comerciantes asociados.
Transporte
Gracias a su ubicación geográfica en la península ibérica y la red de comunicaciones que hay por carretera, se han creado varias empresas de transporte de mercancías, a nivel nacional e internacional, especialmente las relacionadas con camiones cisternas, destacando por sus tamaños las empresas Transportes Pañalón S.A. y Grupo Galindo S.L.
| Desempleo en Villarrobledo        |
|                                   |
| Elaboración gráfica por Wikipedia |

## Monumentos y lugares de interés
El patrimonio arquitectónico que Villarrobledo ha atesorado a lo largo de los siglos se encuentra en estado severo de gravedad. De los pocos vestigios que hoy quedan, destaca la siguiente lista.
El Patrimonio arquitectónico histórico de la ciudad se sitúa en torno a la Plaza de Ramón y Cajal (Plaza Vieja), que alcanza su máxima expresión en la propia plaza. Declarada Conjunto Histórico Artístico debido principalmente al aporte de las fachadas de dos de los edificios más emblemáticos de la ciudad y que gozan de la categoría de Monumento Nacional: la Iglesia Parroquial de San Blas y la Casa Consistorial.
Arquitectura civil
- Ayuntamiento. La fachada principal, terminada en 1599, compuesta por una doble arquería con seis vanos, dóricos arriba y jónicos abajo, es renacentista. En la esquina izquierda hay un magnífico y peculiar escudo municipal esquinado, en la torre derecha está el escudo de los Austrias y un reloj de sol realizado en piedra y rematado con pirámides herrerianas. En el interior es digno de admirar el magnífico claustro del siglo XV.
- Círculo Mercantil. El edificio que sirve de sede a la Sociedad del Círculo Mercantil fue construido en 1911 sobre una Tercia del siglo XVIII. De esta época se conserva la portada de piedra de estilo neoclásico y un medallón con inscripción que fue trasladado al interior. Está catalogado como Bien de Interés Cultural y es una importante muestra de la arquitectura civil de principios del siglo XX, posmodernista de inspiración neoclásica.

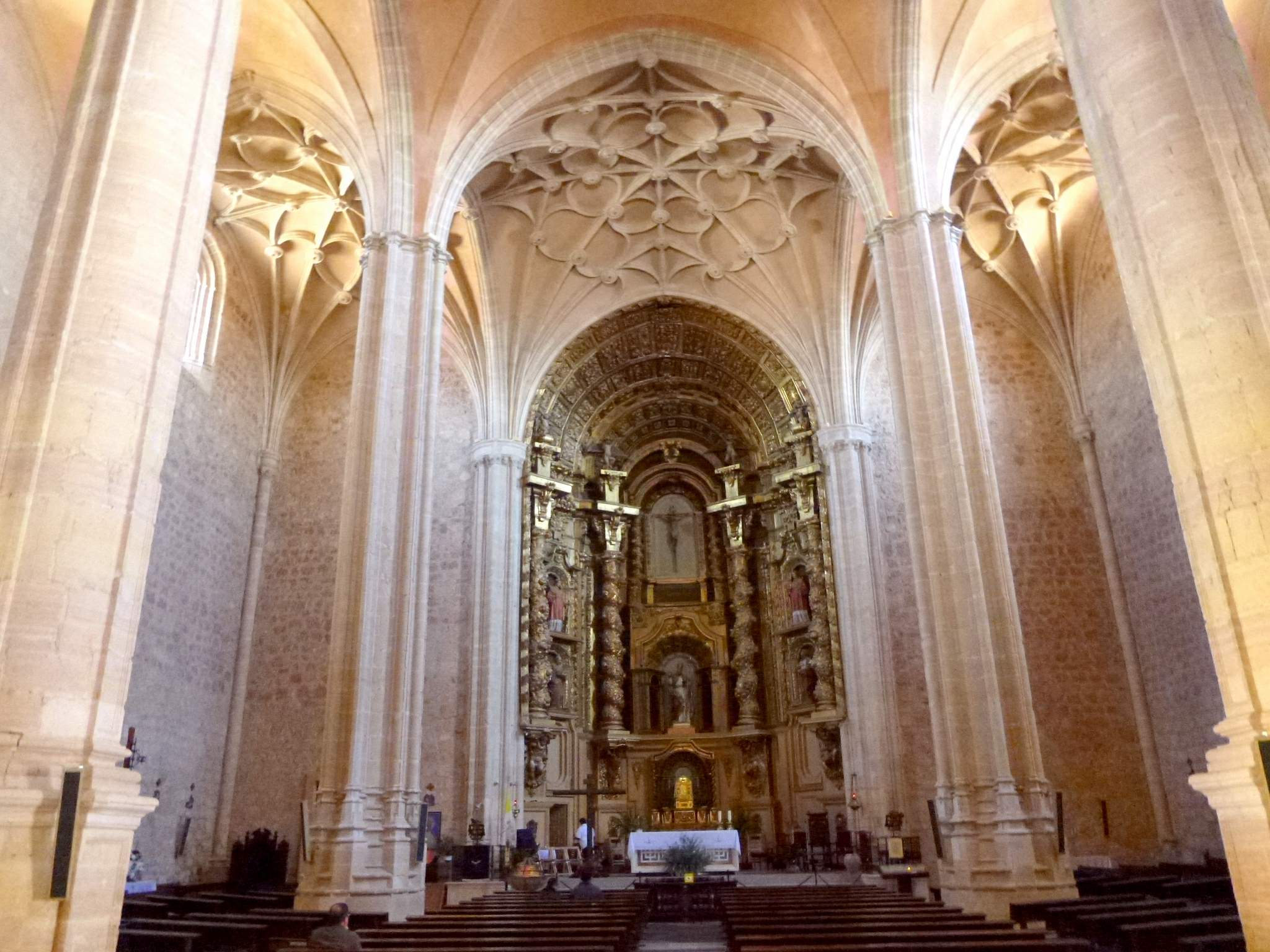
Interior de la Iglesia de San Blas

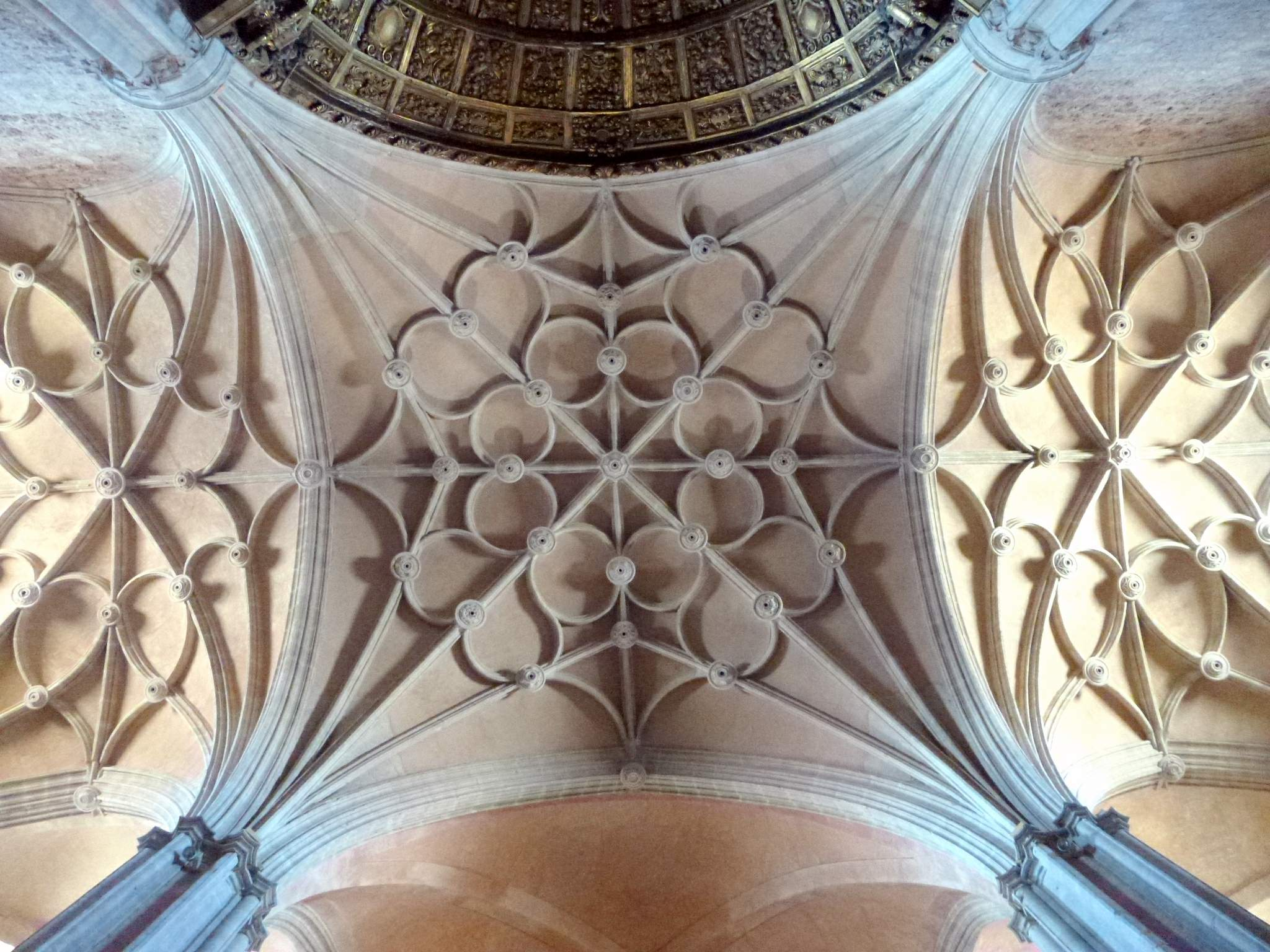
Abovedamiento gótico de la Iglesia de San Blas

- Molinos harineros. Comprende los de viento y los hidráulicos (de agua). Los molinos de viento constituyen una de las señas típicas de identidad de La Mancha. En Villarrobledo, debido a su potencial cerealístico, han existido muchos más que en otras poblaciones cercanas y famosas por ello. De hecho, aun en 1889 se contabilizaban 24 molinos de viento (hoy desaparecidos) y 15 hidráulicos. A fecha de hoy, de los molinos de viento no queda ni el recuerdo. Mejor suerte, si se puede llamar así, han corrido los hidráulicos, de los que quedan más o menos parte de sus edificaciones e instalaciones, en 6 casos. Uno de ellos en el río Záncara (Molino de La Raya o de Lemes) ;[6] y los demás, repartidos por el curso del río Córcoles (molinos del Córcoles), conservándose algunas de sus edificaciones, en el Molino de La Pasadilla y en el Molino del Vado; y de los que solo quedan apenas restos de sus cárcavos y balsas: Molino de D. Pedro, Molino del Tinte y Molino de Ramos. En la obra de Sandoval Mulleras, A. (1983), se comenta que desde muy antiguo, ya había molinos de agua lejos de la población. En una instancia del 27 de marzo de 1751, suscrita por el presbítero D. Juan Ordóñez Blázquez, consta que no había en aquella época más molinos que los de agua, y estos fuera del pueblo. Respecto a 1889, todavía existían y funcionaban en este término municipal 4 molinos de agua.

Arquitectura religiosa
- Iglesia Parroquial de San Blas. Este templo agrupa tres estilos: gótico, renacentista y barroco. El primero comprende la iglesia primitiva de San Blas. De la parte gótica solo queda el cuerpo delantero (palmeras de crucería) y la portada del Oeste. La parte renacentista comprende el sector trasero. En cuanto al estilo barroco, destaca su magnífico retablo churrigueresco, obra de Marcos de Evangelio de principios del siglo XVIII.
- Otros edificios religiosos destacados de la ciudad son la iglesia de San Sebastián, los conventos de clausura femeninos: el cisterciense de San Bernardo y el de las Clarisas (convento de Santa Clara) y, el santuario de Nuestra Señora de la Caridad, patrona de Villarrobledo, que contiene valiosos tesoros.

Casas solariegas
- Casa de Don Andrés López Muñoz. Edificada a finales del siglo XIII. Durante su larga historia ha sufrido diversas modificaciones y ha tenido diferentes usos: fue el lugar donde se recaudaban los impuestos para el marqués de Villena, sus sótanos fueron utilizados como cárcel, durante la época de la Inquisición se instalaron en ella los frailes dominicos y desde allí ejercieron su poder. Por último, fue acondicionada como posada a finales del siglo XIX, añadiéndole la última planta que rompe la armonía de su pétrea fachada donde destaca el escudo de la familia De la Calera, del siglo XVI y las cruces de los inquisidores sobre los balcones.

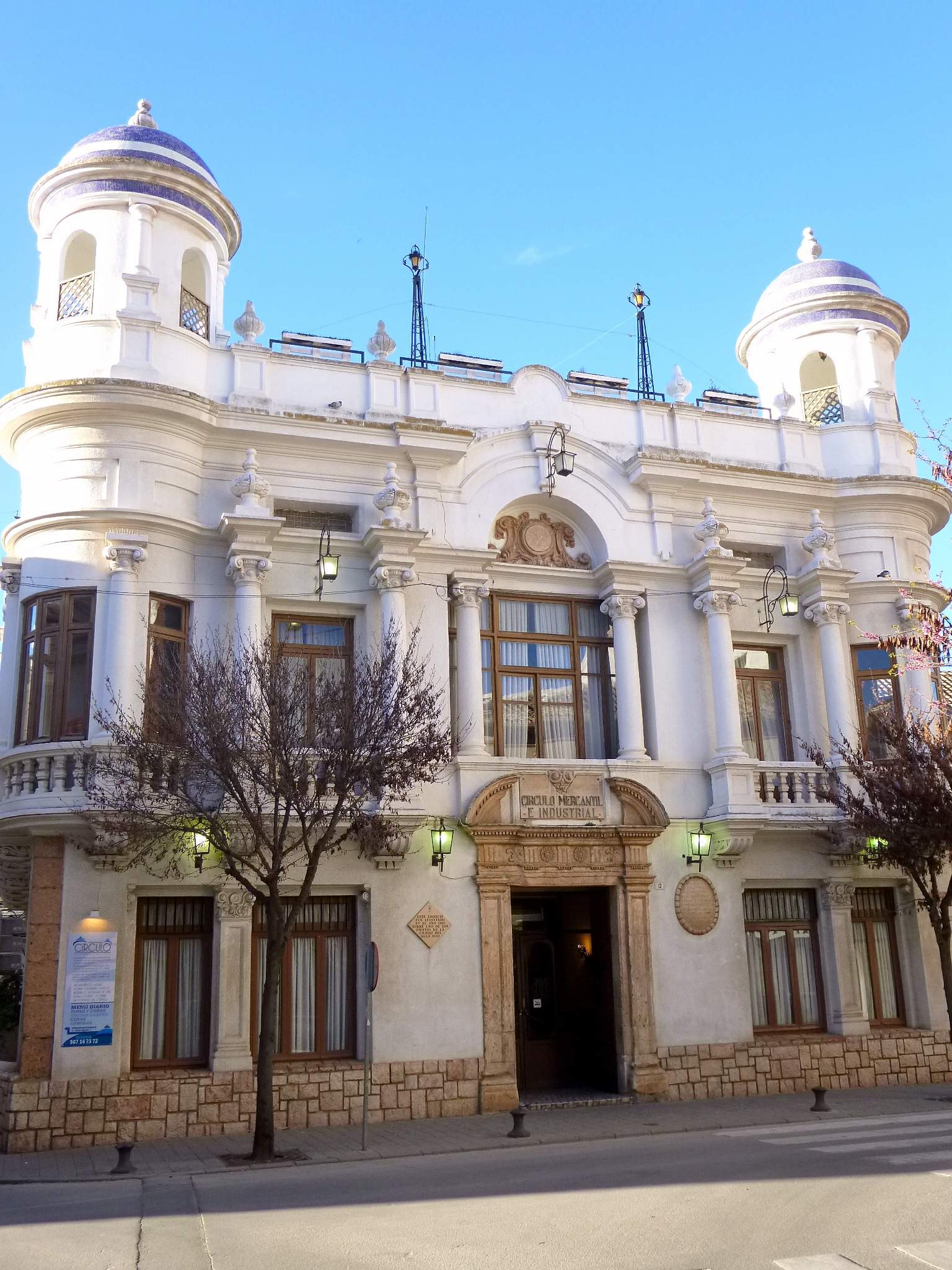
Círculo Mercantil e Industrial
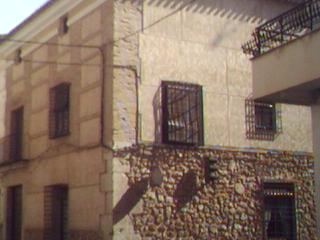
Ejemplo de arquitectura típica en la calle de Santa María
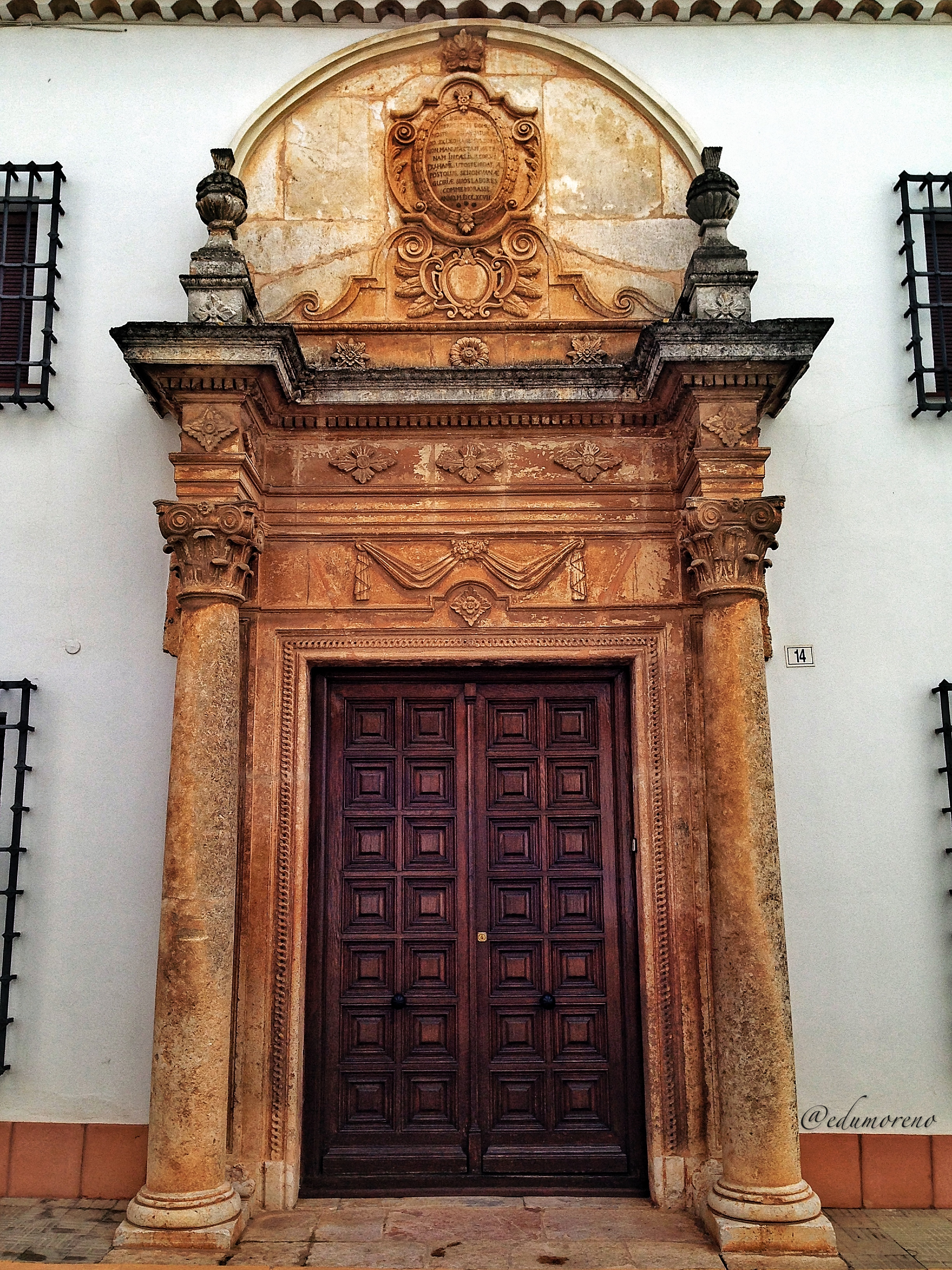
Casa solariega de los Téllez
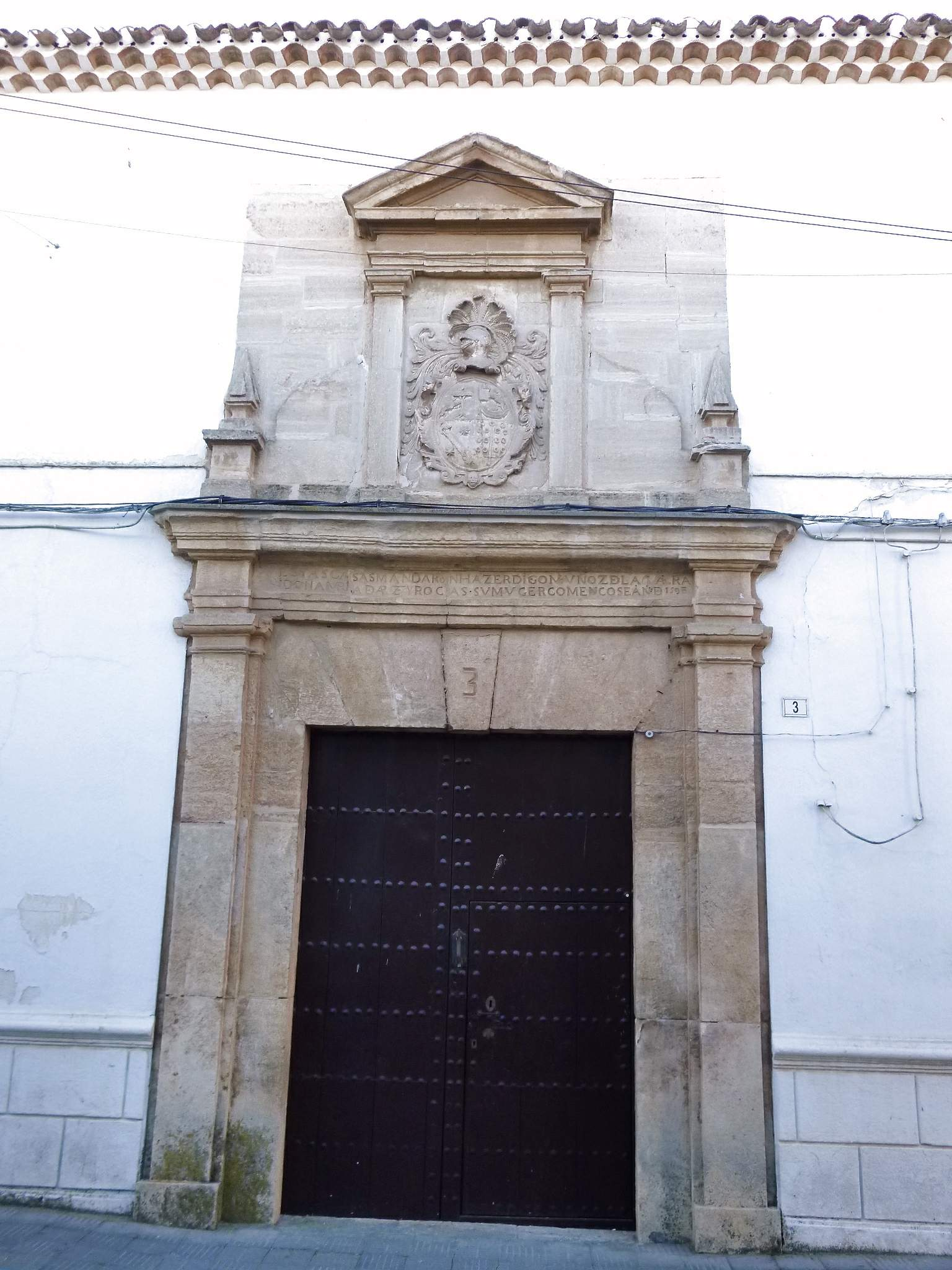
Casa de Andrés López Muñoz
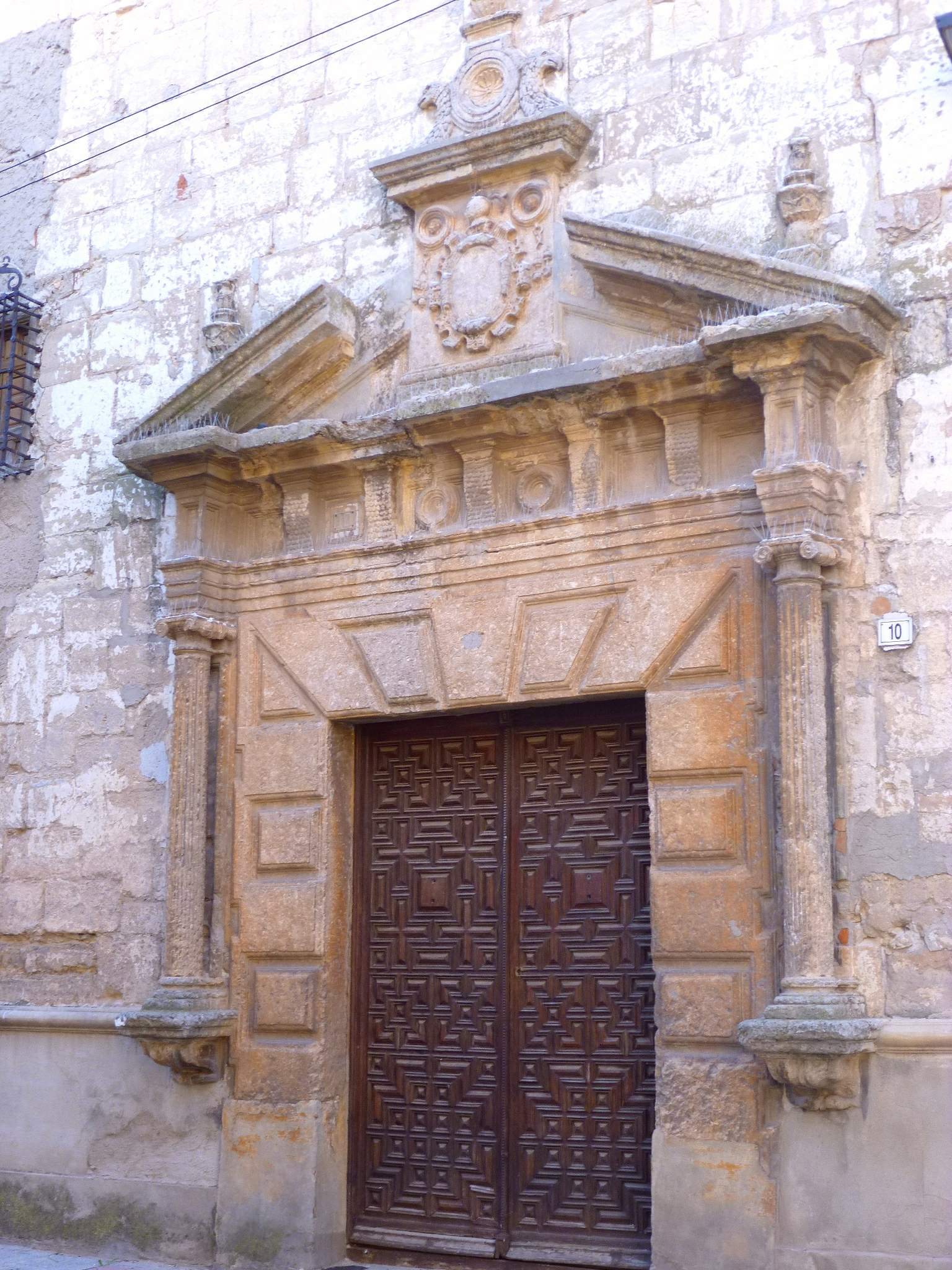
Casa de los Pacheco
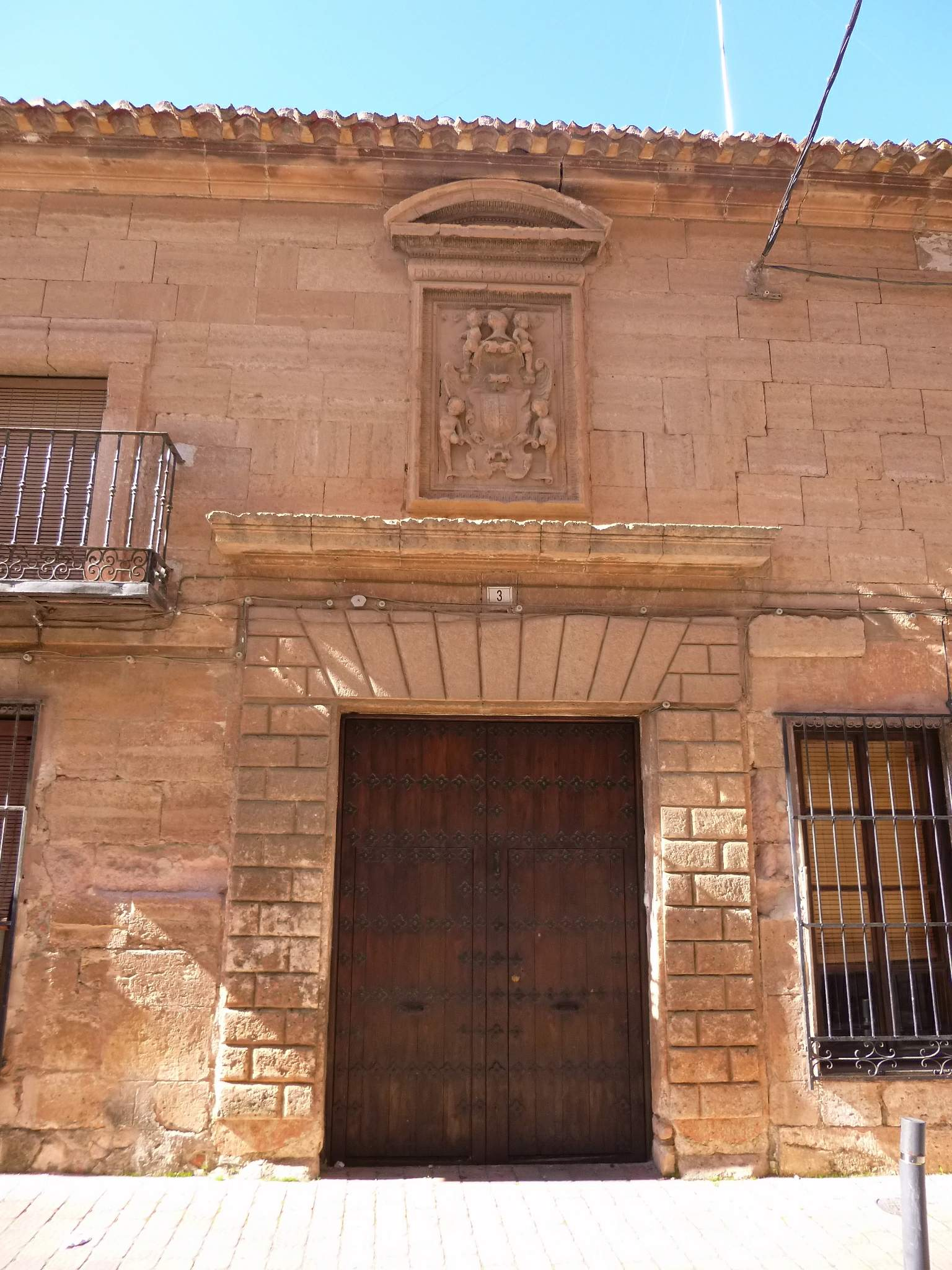
Casa de los Romero Alarcón
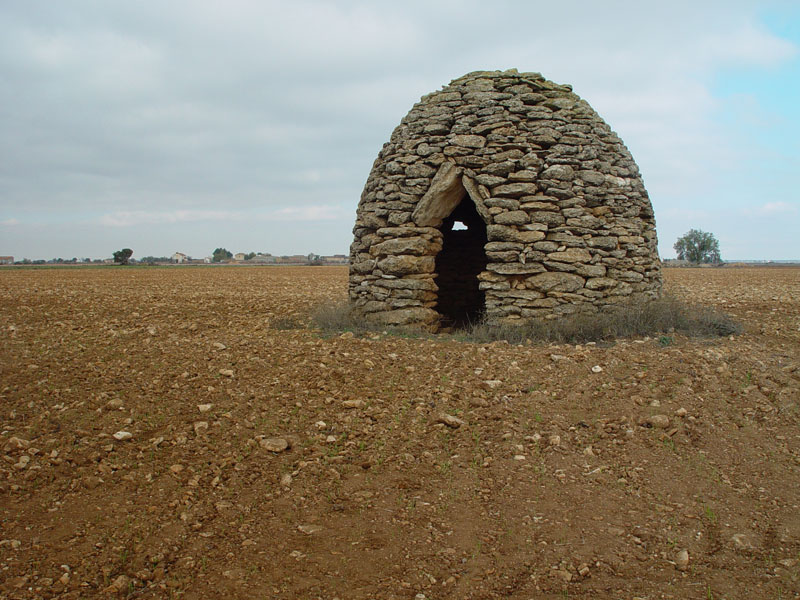
Arquitectura de piedra seca. Ventas de Alcolea
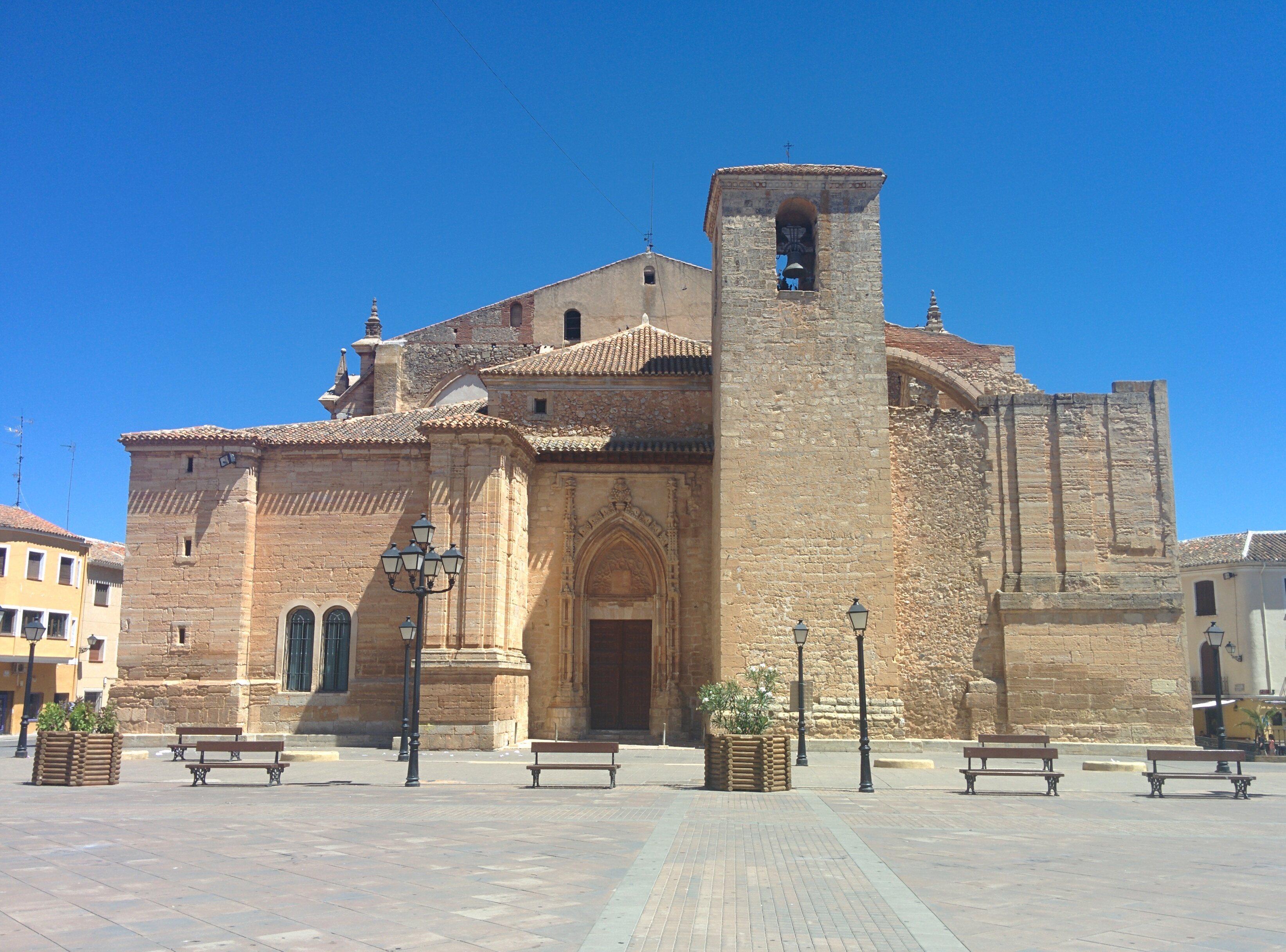
Iglesia Parroquial de San Blas
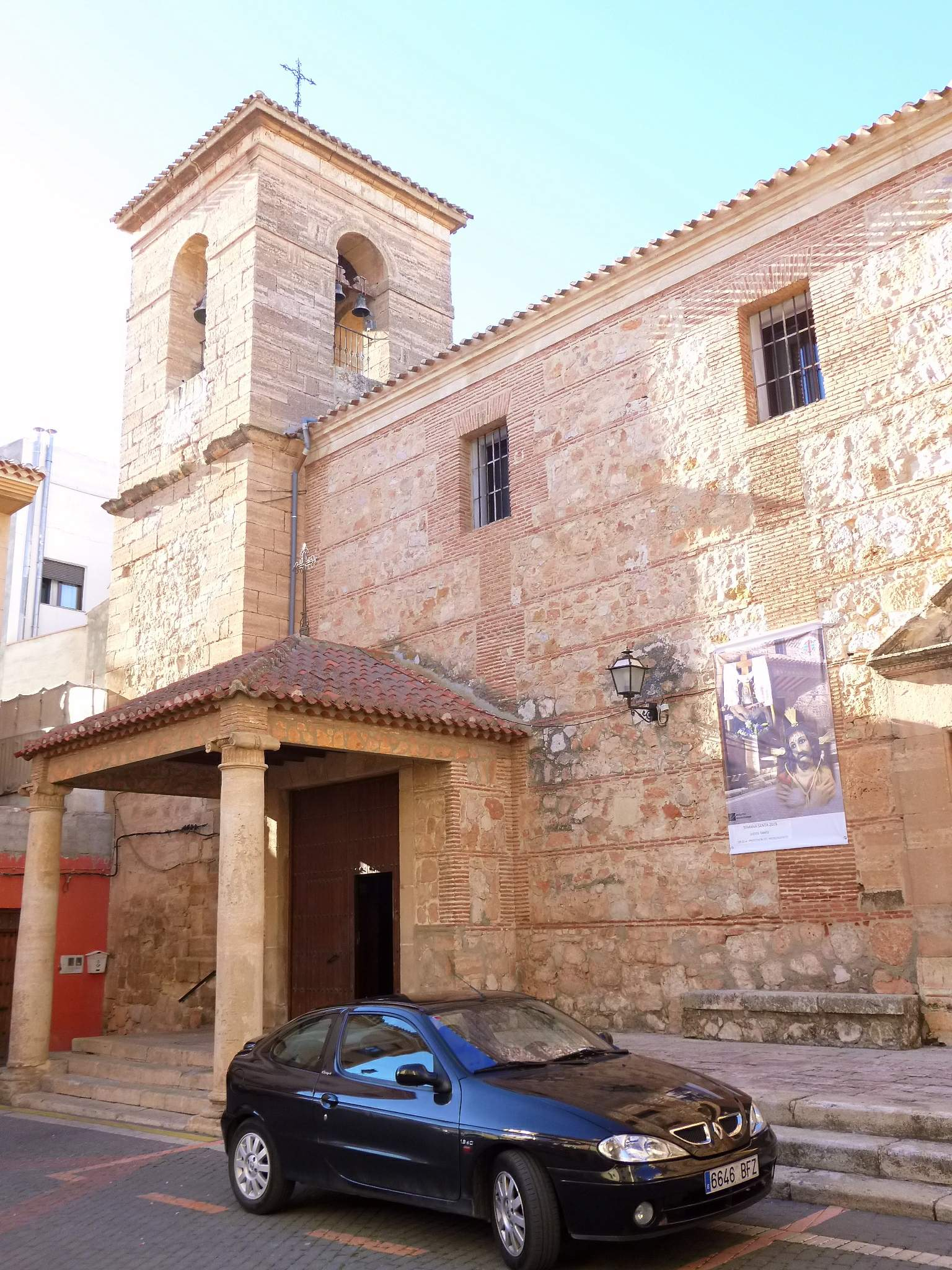
Iglesia de San Sebastián
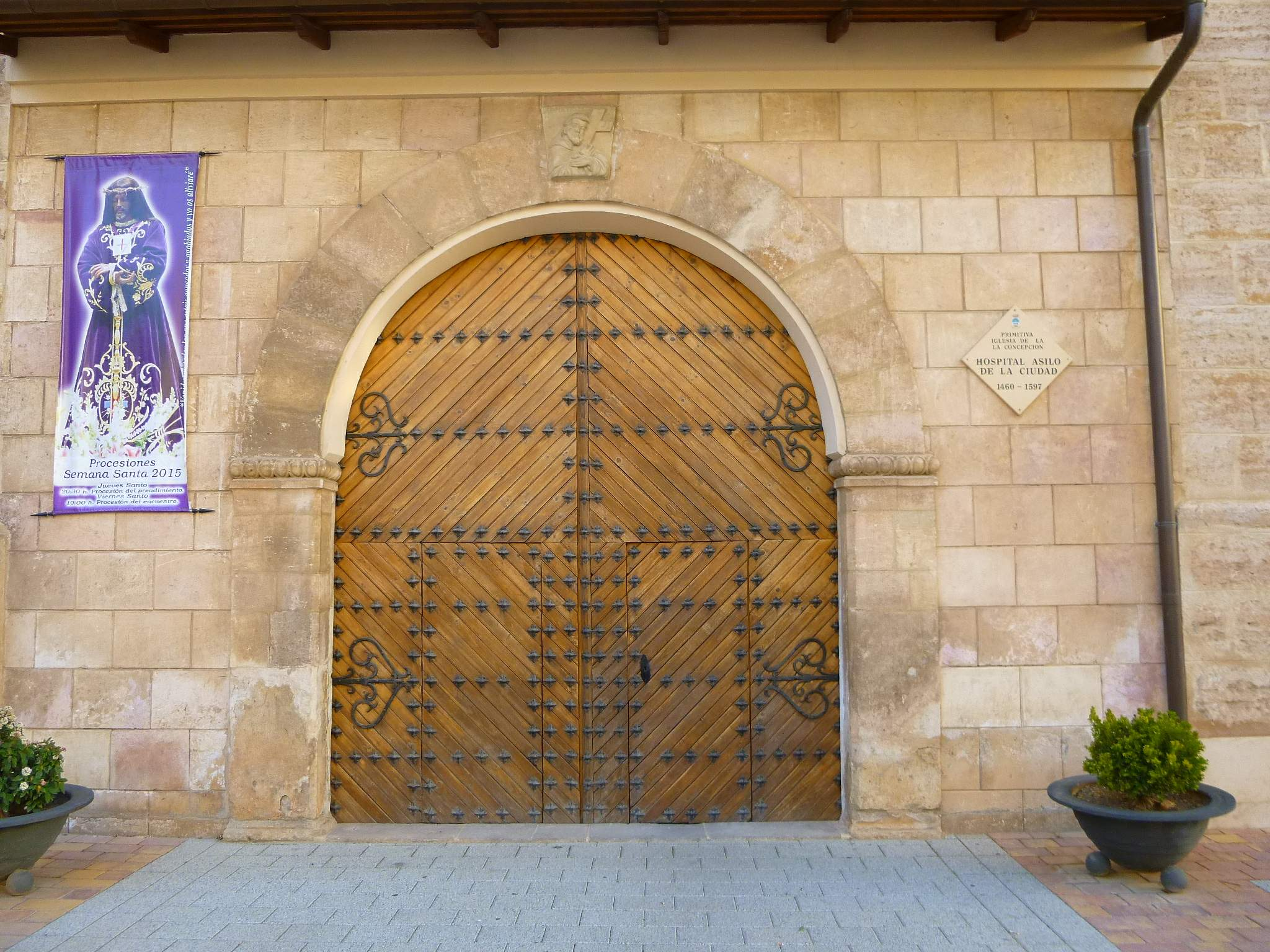
Monasterio de la Purísima Concepción y San Bernardo (MM Cistercienses)
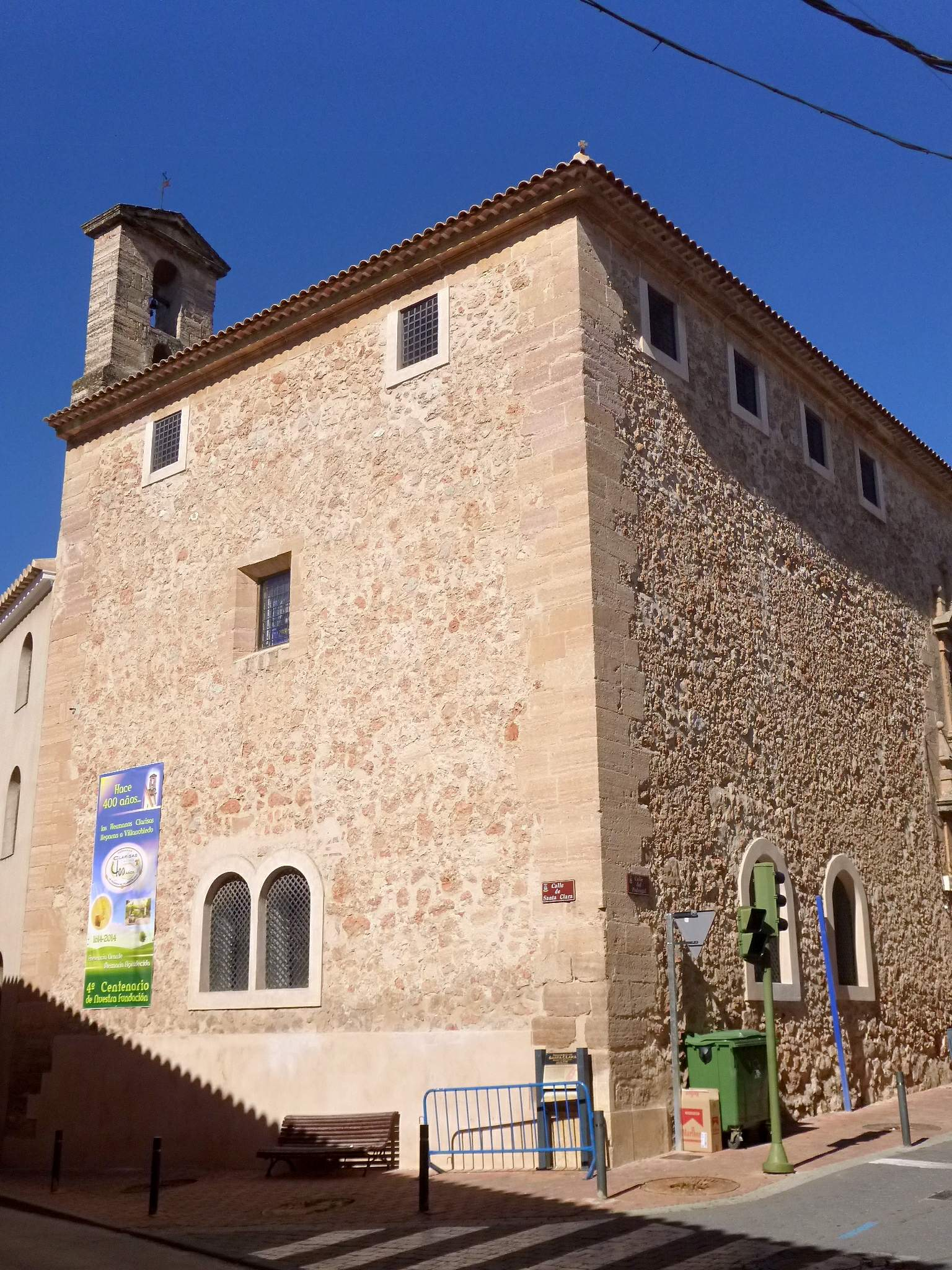
Monasterio de Santa Clara (MM Clarisas) e Iglesia de San Juan

### Parques y zonas verdes

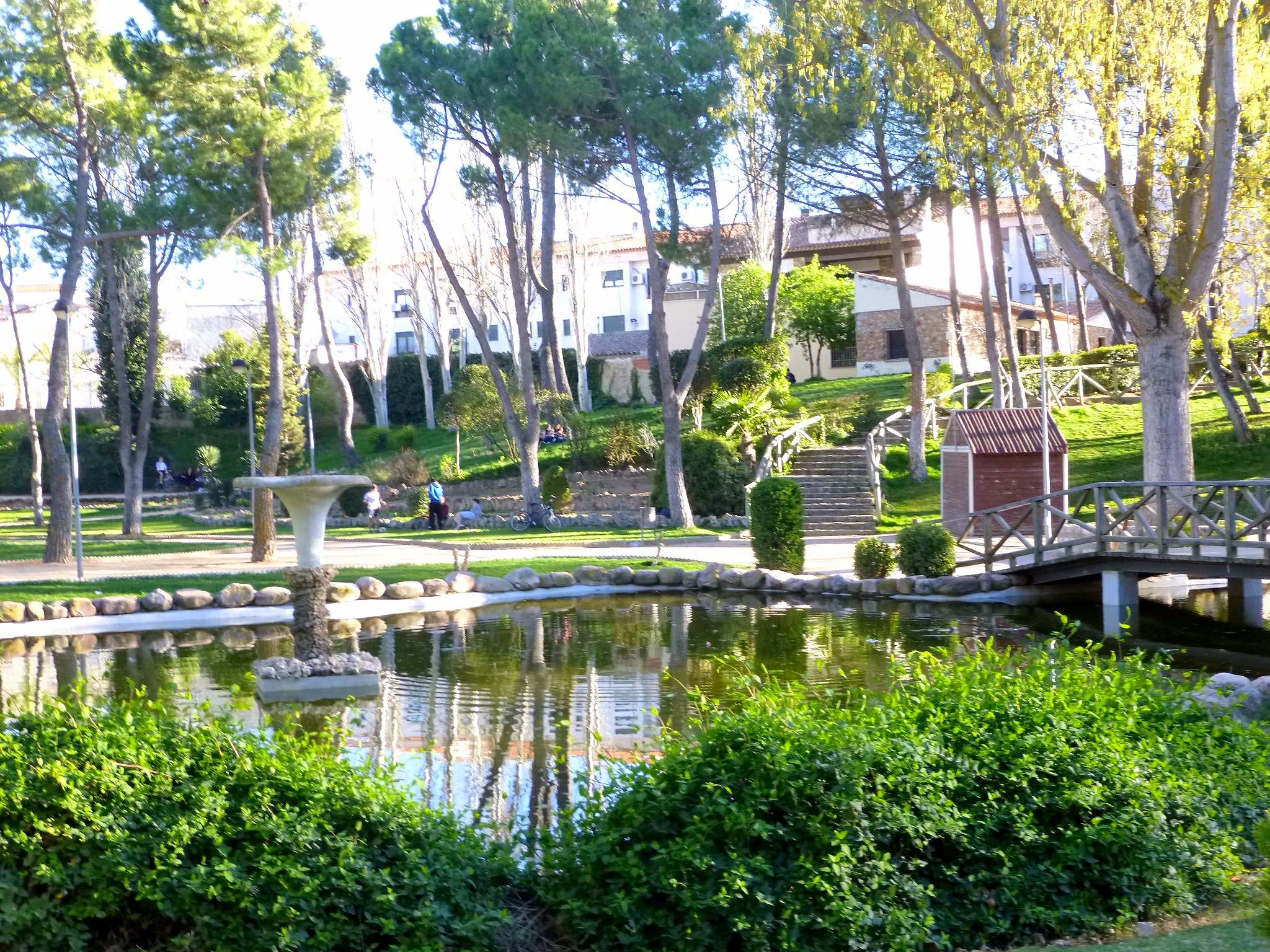
Parque de Nª Sra. de la Caridad

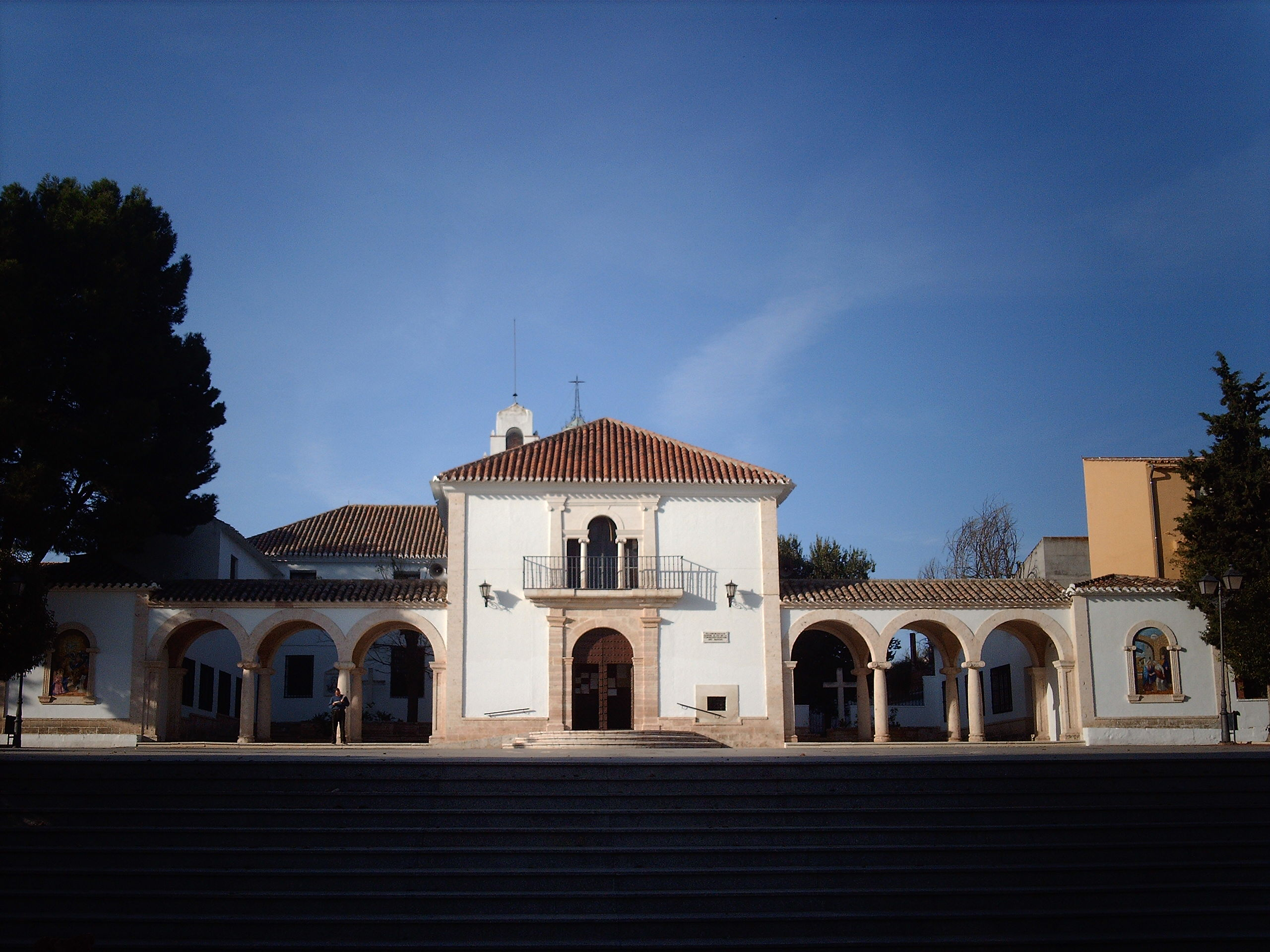
Santuario de la Caridad

- Jardinillos Municipales: creados en pleno centro de la ciudad en la década de 1930 sobre una laguna (el Carrillo Grande) previamente desecada y bonificada. Su construcción se inspira dentro de la lógica higienista de finales del siglo XIX y principios del XX que acabó con una gran cantidad de los humedales propios de La Mancha. En la actualidad, y especialmente en verano, es un importante foco local de actividades culturales, acogiendo certámenes musicales, obras de teatro y cine al aire libre.
- Parque de Joaquín Acacio, (también conocido como Parque de los Mártires o de los Caídos): aunque originalmente fue el huerto y cementerio del desaparecido Convento de Franciscanos anexo; tras la Desamortización de Mendizábal pasó a manos privadas. Su dueño lo cedió al Ayuntamiento con motivo de la muerte de su sobrino, con la condición de que llevara el nombre del fallecido y se edificara un monumento en su honor y el de otros fallecidos durante la Guerra Civil de España.
- Parque de Nuestra Señora de la Caridad: al igual que los Jardinillos, aunque más tardío (1974), su origen se fija en la desecación de un humedal muy cercano a zonas de extracción de barro tinajero y la Ermita de la Virgen de la Caridad. De gran extensión, es una de las zonas verdes de Villarrobledo más visitadas como lugar de recreo y ocio.
- Parque del barrio Asturias: de reciente creación con motivo de articular un cinturón verde en torno a la ciudad. Asociado, principalmente, a actividades deportivas cuenta con un pabellón cubierto, un campo de fútbol de césped, con pistas de Atletismo y otras instalaciones deportivas anexas.
- Parque del barrio Socuéllamos: creado por iguales motivos que el anterior, cuenta con instalaciones similares: Pabellón, pistas polideportivas, etc.; si bien, está más orientado a deportes minoritarios. Dentro de él está emplazado el Circuito Municipal de Tráfico, que ha acogido diversas pruebas y competiciones de ámbito nacional, además de ser sede de la Escuela Municipal de Tráfico.
- Parque y monumento a los Tinajeros: cercano al actual cementerio municipal y al barrio de los Tinajeros, se edificó en homenaje a la industria que tanto renombre dio a Villarrobledo durante siglos y a las personas que lo hicieron posible. Está ubicado en una zona que cumplió funciones de depósito, al aire libre, de decenas de viejas tinajas desechadas.
- Parque de Juan Valero-San Antón: en el barrio homónimo y situado junto al centro de salud, es el parque más moderno pues fue inaugurado en 2006.

### Rutas turísticas

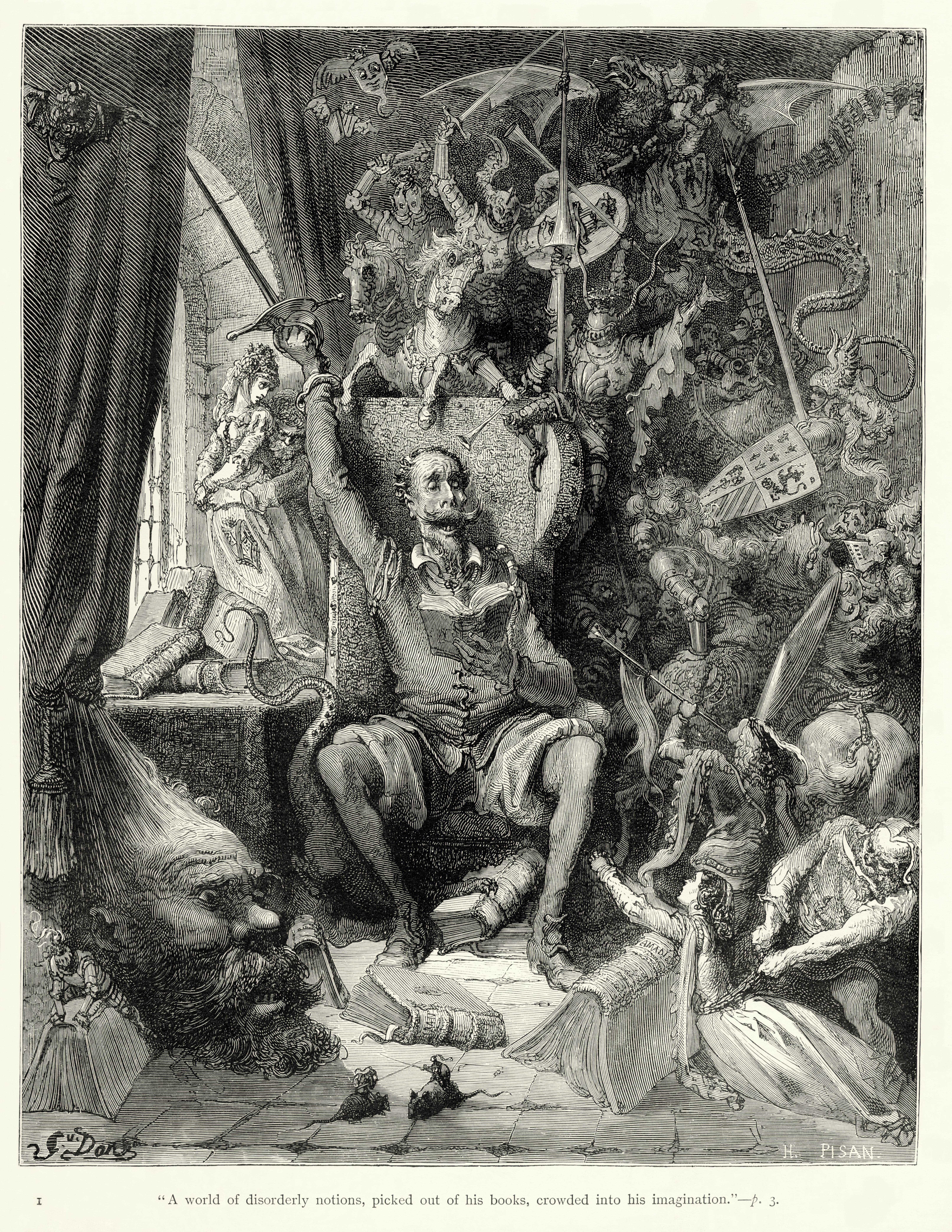
El Ingenioso Hidalgo Don Quijote de La Mancha, según ilustración de Gustave Doré

Cuatro importantes rutas turísticas transcurren o tiene etapas en la población:
- Caminos del Vino: la ruta enoturística llamada Caminos del Vino es una ruta temática en torno al vino que engloba a siete localidades manchegas englobadas en la D.O. La Mancha.[103]
- Ruta de Don Quijote: con motivo de la celebración del IV Centenario de la publicación de la primera parte de El ingenioso hidalgo Don Qvixote de La Mancha, el gobierno de Castilla-La Mancha, trazó el corredor ecoturístico más largo de Europa: la Ruta de Don Quijote. Su recorrido atraviesa los escenarios naturales donde Cervantes situó las aventuras del hidalgo manchego y su fiel escudero. Trata de obtener el reconocimiento de Patrimonio de la Humanidad por sus valores culturales y medioambientales.[104]
- Ruta Turística y Literaria del Quijote por La Mancha de Aragón: se trata de una oferta turística de alta calidad que surge de un proyecto de la Universidad de Castilla-La Mancha (UCLM), diseñado desde el Centro de Investigación de Estudios Territoriales Iberoamericanos (CETI), con la participación de empresas locales del sector turístico.[105]
- Camino de Santiago: la ruta del sureste discurre por la pedanía de Ventas de Alcolea

## Cultura
Las actividades culturales oficiales que se desarrollan en la ciudad corren a cargo del Organismo Autónomo de Cultura Miguel de Cervantes, siendo sus actividades principales la gestión y programación de la Universidad Popular, el Aula de Cultura, la Filmoteca Municipal, la gestión de las Bibliotecas, la escuela municipal de música, la programación de eventos teatrales y musicales, etc.

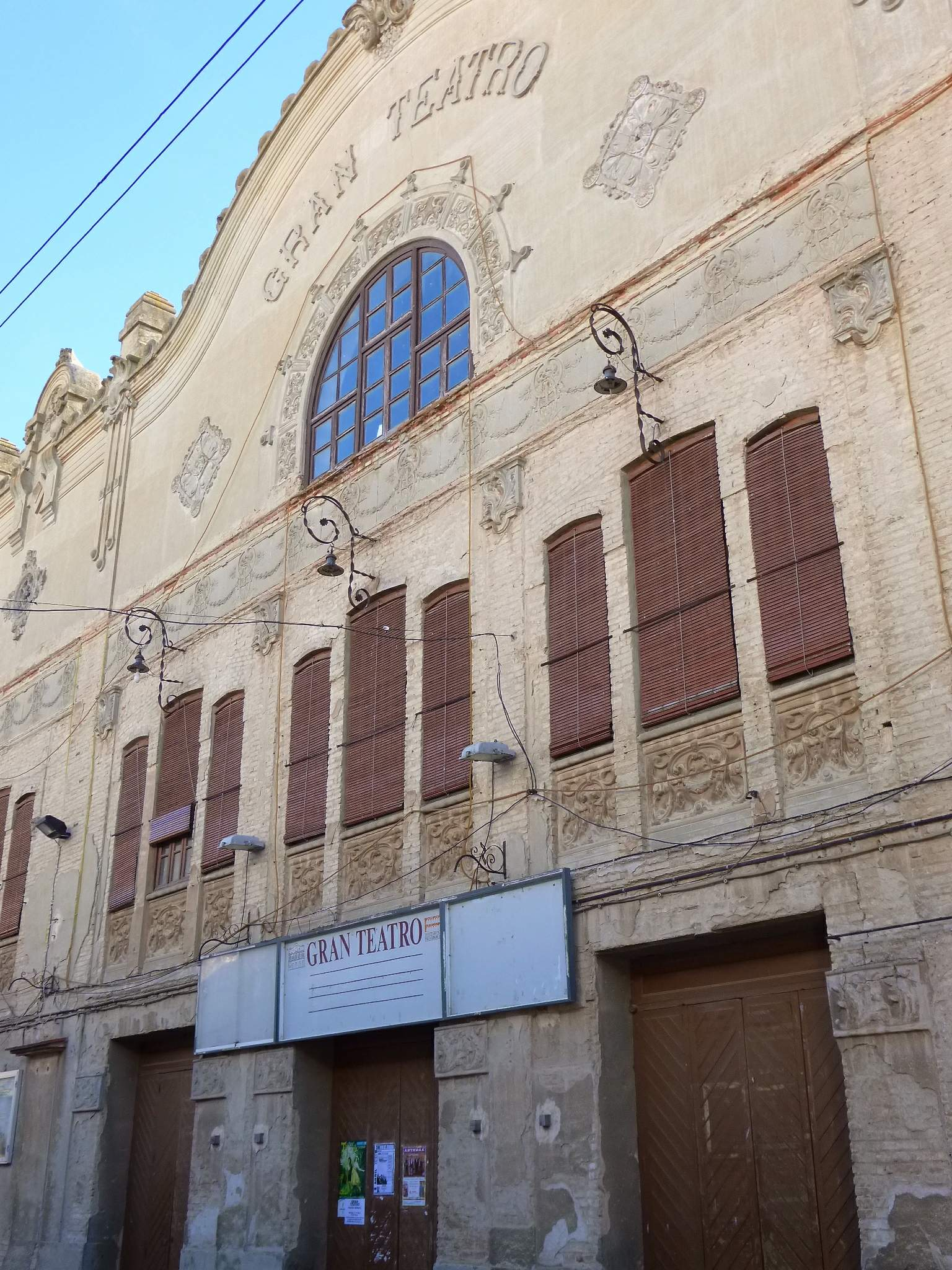
Gran Teatro de Villarrobledo (1916)

### Espacios escénicos culturales
- Gran teatro. Su edificio, en el que destaca la fachada modernista, fue construido en 1916 por el Barón de Quito y está catalogado como Bien de Interés Cultural.[108] Actualmente (2010) se sigue utilizando como sala de cine y para representaciones teatrales o conciertos de música.
- Casa de Cultura. Entre otras actividades, se desarrollan en sus instalaciones varios cursos programados por la Universidad Popular.
- Filmoteca municipal. Semanalmente proyecta alguna película de contenido social o artístico reconocido.
- Centro Sociales Polivalentes

La ciudad dispone de tres centros sociales polivalentes: CSP Pío XII, Juan Valero-San Antón y CSP Lucas Blázquez, en ellos se desarrollan muchas de las actividades que programa la Universidad Popular.

### Folclore, costumbres y eventos

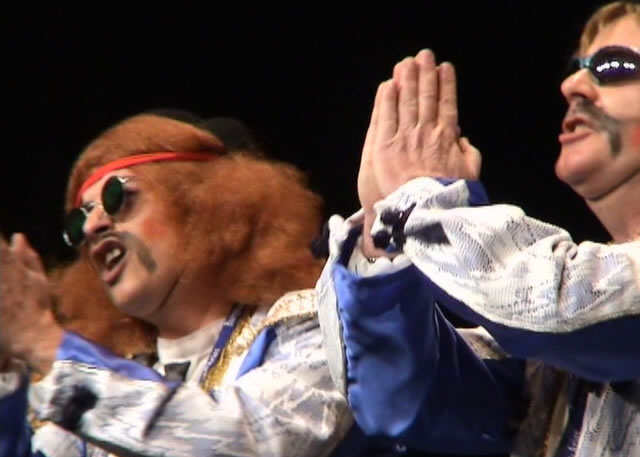
Chirigota del Carnaval

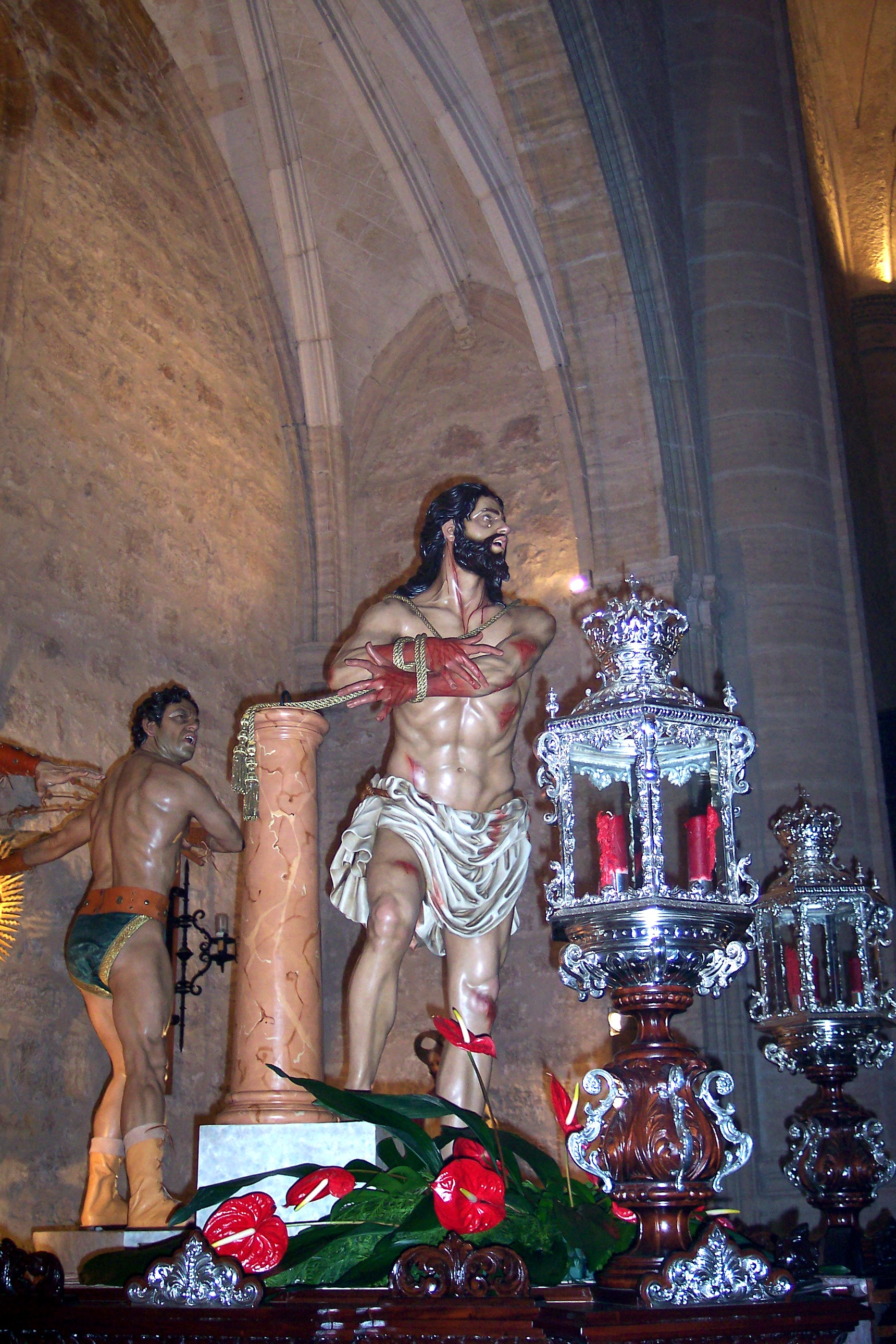
Cristo de la Pasión

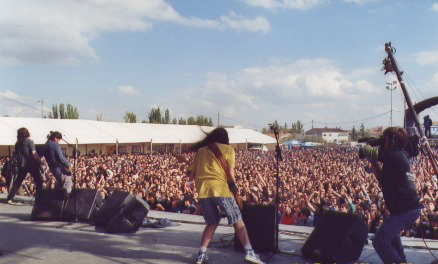
Festival Viña Rock 2001

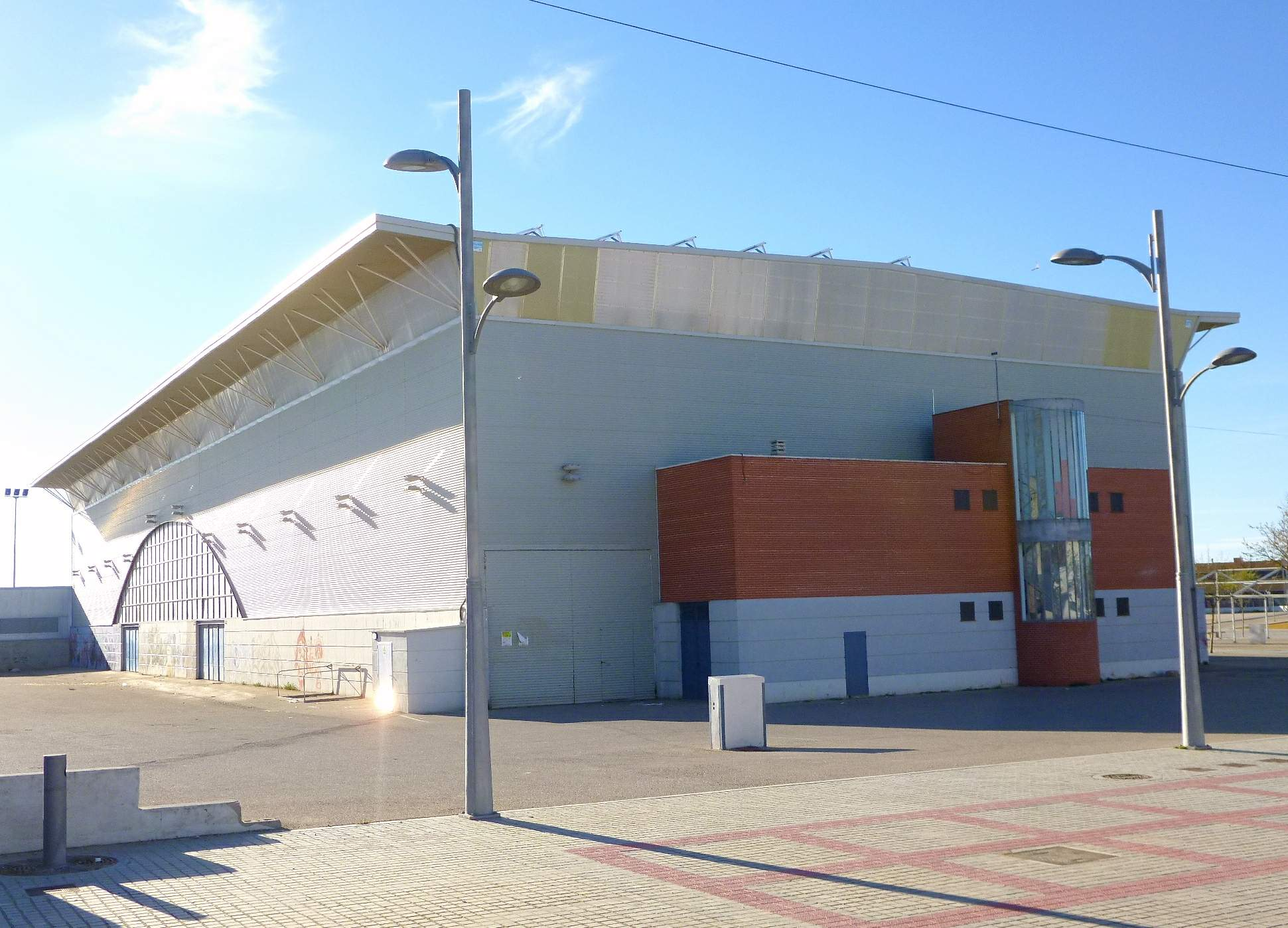
El Auditorio Municipal de Villarrobledo, escenario habitual del Viña Rock

A lo largo de todo el año se celebran en la ciudad eventos culturales de cine, teatro, música, danza, exposiciones y otras manifestaciones del arte y la cultura, especialmente en los meses de julio y agosto con el programa Verano Cultural, donde cabe destacar las Bienales de Pintura y Fotografía, los conciertos de música y los actos dirigidos al público infantil. Además, se celebran las diferentes conmemoraciones religiosas y civiles propias de la ciudad entre las que destacan las siguientes:
- San Antón (17 de enero): bendición de animales, procesión y reparto de los típicos "tostones" en el Convento de Las Carmelitas del Barrio de San Antón.
- San Blas (3 de febrero): fiesta del patrón de la ciudad. En su honor se celebra una Misa Solemne en la Iglesia Parroquial de San Blas.
- Jueves Lardero (fecha variable): esta tradicional celebración depende del calendario de Semana Santa. Se celebra el jueves previo a la semana de inicio de la Cuaresma y en Villarrobledo marca el arranque oficioso de los Carnavales. Es una fiesta popular de gran arraigo en la ciudad y en la provincia, con posible origen medieval, que consiste en salir al campo a lardear (del latín lardu→ grasa, con el significado de comer/ merendar productos típicos, especialmente derivados del cerdo) en grupos numerosos de amigos y/o familiares. Son tradicionales las llamadas monas, bollos con un huevo cocido en el centro.
- Carnaval (fecha variable): el Carnaval de Villarrobledo es la fiesta más conocida e importante de la ciudad. Declarada de Interés Turístico Nacional) desde 2011. Dura 10 días y se alarga más allá del Miércoles de Ceniza, fecha que marca el inicio de la Cuaresma y el fin de los carnavales en el resto del mundo. Durante esos días son múltiples los eventos que se celebran: Desfiles y Concursos similares a los de otros Carnavales de renombre, y algunos específicos y únicos de este Carnaval como los Concursos de Bodas, la Noche del Orgullo Manchego, el Rastrillo del Carnaval. De gran arraigo en la ciudad hay testimonios históricos de su celebración ya en el siglo XVI. Aunque decayó sensiblemente, no dejó de celebrarse durante la Dictadura de Franco.

- Semana Santa (fecha variable): es una de las celebraciones de esta corte más antiguas de la provincia, siendo documentada ya en el siglo XVI. Se trata de una celebración híbrida con rasgos de las tradiciones Andaluza y Castellana, que conforman una expresión única y original donde conviven momentos de tremenda solemnidad y recogimiento como la Procesión del Santo Entierro y momento espectaculares y coloristas como los Encuentros y Despedidas. Fue declarada de Interés Turístico Regional en octubre de 2008.[109]

- Festival Viña-Rock (fecha variable): tiene lugar durante el primer fin de semana de mayo. Se viene organizando desde el año 1996 bajo el nombre Viña Rock y en 2007 bajo el nombre Villa-Rock-Bledo y en él se dan cita numerosos artistas del panorama musical español e iberoamericano. En 2006 congregó a más de 85 000 personas convirtiéndose en uno de los festivales musicales más multitudinarios de Europa. Días antes del festival del 2007, un juzgado de Valencia reconoce que el nombre Viña Rock pertenece al Ayuntamiento de Villarrobledo por lo que para el año 2008 recupera de nuevo su nombre original.

- Fiestas de Santiago Apóstol, en torno al 25 de julio constituyen una auténtica reliquia etnográfica pues, según la documentación estudiada, se vienen celebrando ininterrumpidamente desde 1521. Es una fiesta cargada de enorme simbolismo y en la que muchos de sus elementos permanecen prácticamente inalterados desde sus inicios. Son tradicionales de esta fiesta la Pita de Santiago (toque de Dulzaina y tambor típicos) y la Corrida de la Bandera (una especie de malabarismos con movimientos muy precisos y de gran simbolismo, realizados con un pesado estandarte o Bandera de Santiago Apóstol).
- Otros acontecimientos feriales y congresuales: Bienal Nacional de Pintura, Bienal Nacional de Fotografía, Feria del Automóvil de Villarrobledo, Feria del Automóvil Usado y de Ocasión, Gran Marcha de Asprona, Feria del Comercio (FERCOVI), Feria Vitivinícola de Villarrobledo (Villarrobledo y sus vinos), Rastrillo ADECOV, Congreso Nacional de Pediatría Extrahospitalaria, Fierabrax- Jornadas del Cómic de Villarrobledo.

### Gastronomía
Tanto en el aspecto productivo como en el creativo, Villarrobledo está bendecida por una extensa, suculenta y variada oferta gastronómica. Rotunda y rica en sabores y texturas, ha sido ensalzada por diversos autores literarios a través de los tiempos, como Alonso Fernández de Avellaneda o algunos como Vázquez Montalbán, excelentes gastrónomos:

…Y usted come gazpachos y bebe vino de Villarrobledo, por lo que le felicito.
Manuel Vázquez Montalbán: La Rosa de Alejandría

#### Productos

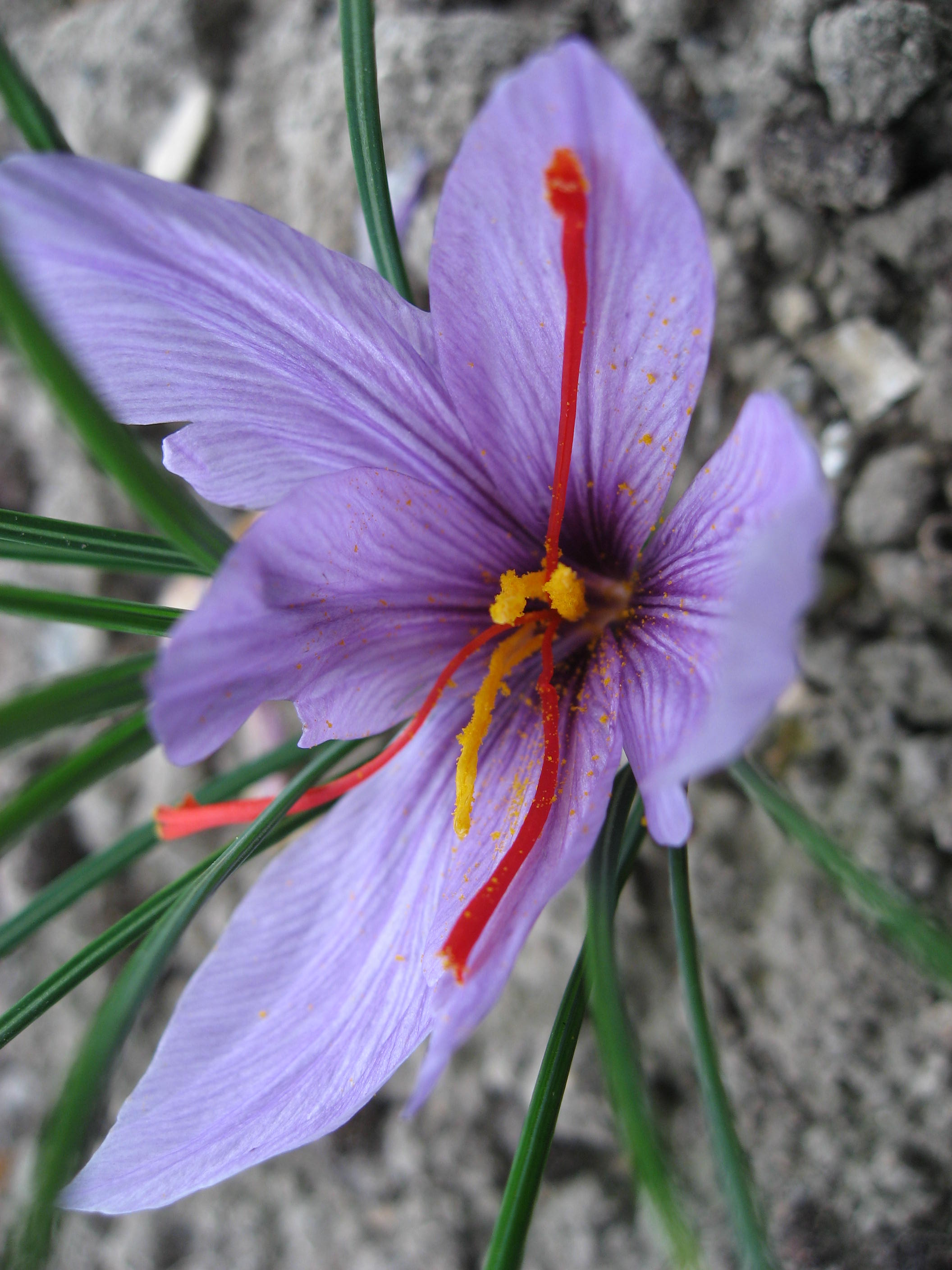
Azafrán

- Azafrán: (crocus sativus) especia extraída de la flor de la planta del mismo nombre, que se caracteriza por su aroma y su sabor amargo. Contiene un tinte carotenoide que da a la comida un color amarillo dorado. Es un componente muy apreciado en muchos platos en todo el mundo, especialmente arroces, carnes y mariscos. También se usa en medicina. España es líder mundial en producción y exportación, y dentro del país, el azafrán manchego es el más apreciado.
- Cordero manchego: rica heredera de una tradición ganadera milenaria, en los campos de Villarrobledo se crían corderos acogidos a esta Indicación Geográfica Protegida. La carne es rosa pálido o rosa y tiene poca grasa. Al paladar, es una carne muy tierna, jugosa y suave, con ausencia de sabores anormales. Posee algo de grasa a nivel intramuscular, lo que le aporta un sabor característico, muy agradable.
- Licores: frente a la consolidada y centenaria industria vinatera de la localidad y a pesar de la falta de tradición, algunas empresas han optado por diversificar su producción y elaborar licores, destilados y espirituosos con recetas tradicionales.
- Queso al romero: genuinamente villarrobledense e ideado por una quesera local. Debido a su éxito algunas de las compañías queseras más importantes han incorporado esta receta a su carta de productos.
- Queso manchego: en Villarrobledo están radicadas algunas de las empresas lácteas más importantes del país. Esa importancia se la deben a la fabricación del Queso manchego.
- Vino manchego: los vinos de Villarrobledo están acogidos a la Denominación de Origen La Mancha. La enorme cantidad de uva que se recoge de sus campos ha convertido a Villarrobledo en líder mundial en producción, elaboración y exportación de vinos. Hasta tal punto que sus graneles y uvas han sido habitualmente exportadas a otras zonas españolas con Denominaciones de Origen (D.O.) cuya producción es excedentaria pero cuya comercialización es muchísimo mayor. Estas uvas o vinos son vendidos bajo el nombre de la D.O. receptora. Se dice que La Mancha, en cuestión de vino, es un "gigante dormido" y que si despierta es capaz de cambiar definitivamente este sector económico. Las muestras de ello ya las podemos ver hoy en día, pues son cada vez más las bodegas villarrobletanas que se esfuerzan en mejorar la calidad de sus caldos y prueba de ello son los abundantes premios que obtienen año tras año en diferentes muestras y certámenes enológicos.

…Pues guárdese de mí como del diablo, que si antes de entrar en la pelea me como media docena de cabezas de ajos crudos y me espeto otras tantas veces del tinto de Villarrobledo, arrojaré el mojicón que derribe una peña.
Alonso Fernández de Avellaneda: Segundo tomo de las aventuras del ingenioso hidalgo Don Quixote de la Mancha

| Variedades                | Variedades | Variedades | Variedades | Variedades |
| ------------------------- | --- | ---------- | ---------- | ---------- |
| Blancas:                  | Airen, Macabeo, Pardilla y Verdocho |            |            |            |
| Tintas:                   | Cencibel, Garnacha, Moravia, Cabernet Sauvignon |            |            |            |
| Características generales | |            |            |            |
| Blancos:                  | Graduación alcohólica entre 10-14 % vol. Su aspecto es amarillo pálido y transparente. Son armoniosos, frescos y afrutados. Algunos jóvenes ofrecen la pincelada chispeante y agradable que aporta al paladar una mínima presencia de burbujas. |            |            |            |
| Rosados:                  | Graduación alcohólica entre 10-14 % vol. Estos vinos se destacan por ser suaves y de cuerpo moderado. Muestran un color rojo cereza, rosa o fresa. |            |            |            |
| Tintos:                   | Graduación alcohólica entre 11-14 % vol. Pueden ser: jóvenes, tradicionales, crianza, reserva y gran reserva. La crianza tiene establecido un período mínimo de dos años, debiendo los tintos permanecer al menos uno de ellos en barrica de roble. Sus variedades transmiten una amalgama incomparable de aromas, sabores y colores; son aromáticos, de color rubí. Los reservas son de amplio y consistente cuerpo. |            |            |            |

Además de vino, la veintena de bodegas importantes de la localidad elaboran una amplia gama de productos derivados: mostos, vinagres, alcoholes vínicos, vinos de autor, espumosos, etc.

#### Platos

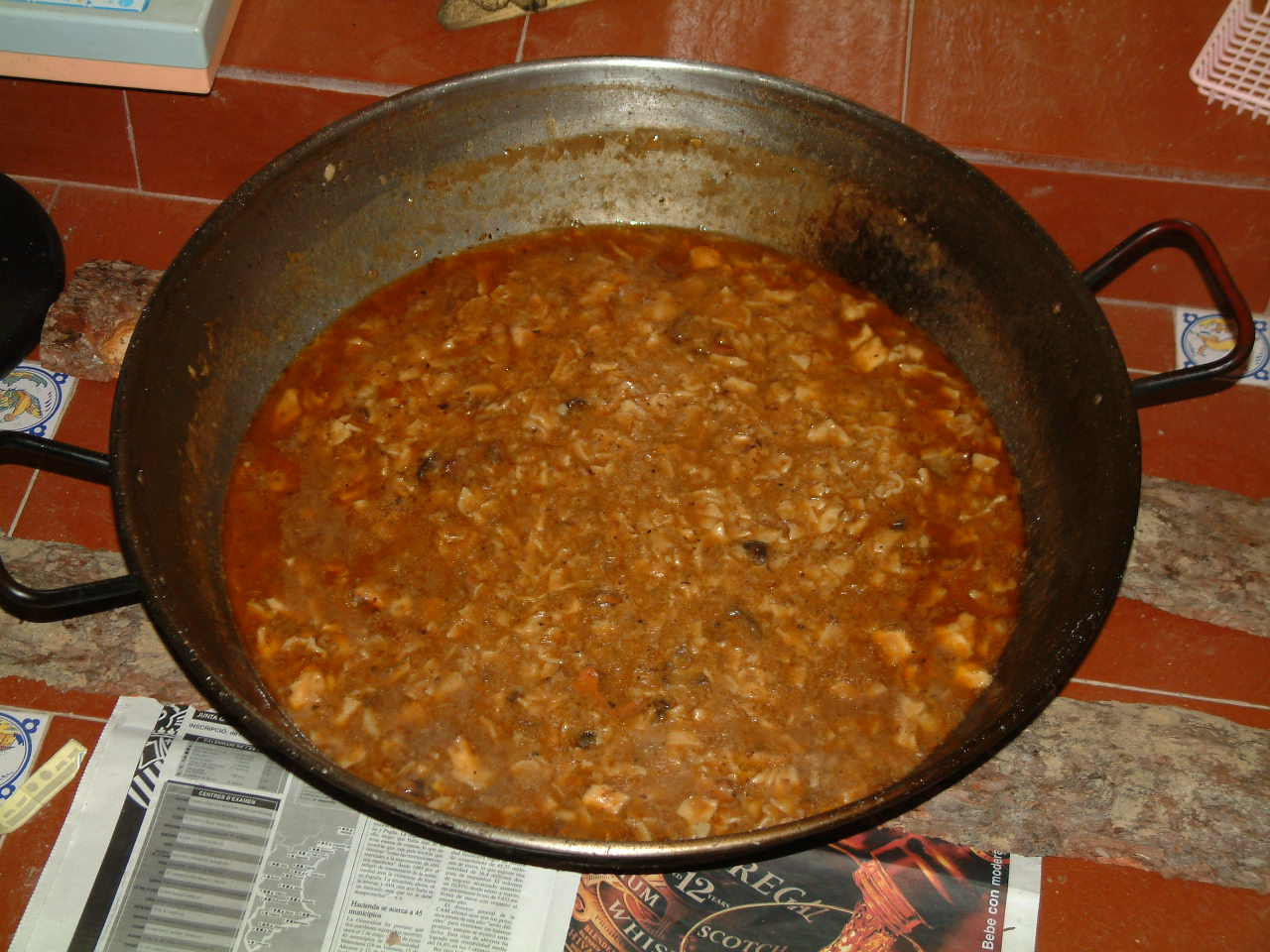
Gazpacho manchego

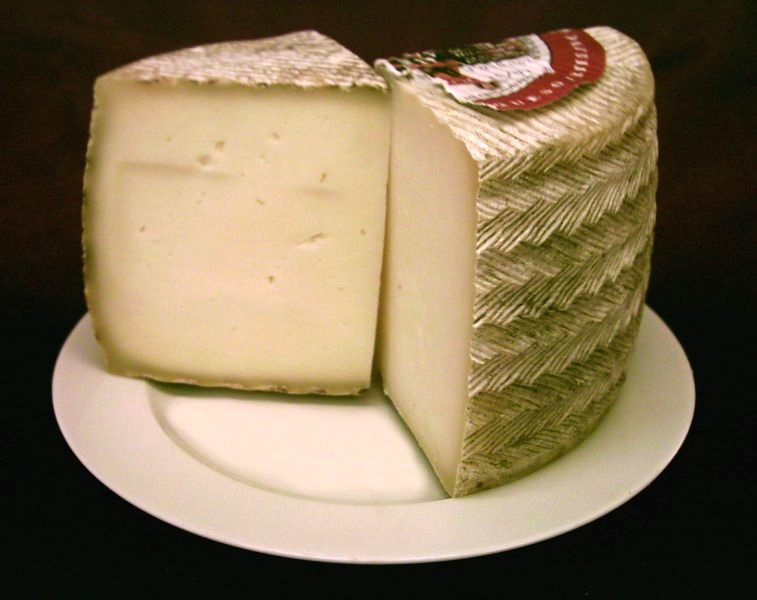
Queso manchego, fundamental en la gastronomía manchega

- Ajo claro: se hace con bacalao, dos o tres cucharadas de aceite y las almendras machacadas, los ajos el laurel hervidos. Luego se le añade el pan tostado partido en trocitos, y los cominos machacados. También se le puede echar guindilla.[113]
- Ajo mataero: se hace con pan sentado (del día anterior), se le añade clavo, canela, pimienta molida y canela, se le añade panceta, hígado, ajos y piñones para confeccionar este plato.
- Atascaburras: es un guiso hecho con patatas, bacalao desalado, dientes de ajo, huevos duros, aceite de oliva, nueces y sal.
- Caldereta: guiso a base de carne (generalmente de cordero), vino, ajo, cebolla, laurel, pimienta y vino.
- Dulces de Semana Santa: en Semana Santa, es tradicional elaborar diversos postres y dulces caseros como tortas fritas, natillas de Villarrobledo o buñuelos de viento.
- Gacha-migas: plato hecho con migas y gachas, de mayor consistencia, presentado en forma de tortilla.
- Gachas manchegas.
- Gazpacho manchego o galianos.
- Judías con perdiz: guiso a base de judías blancas, perdiz, cebolla, pimiento verde, ajo, pimentón dulce, laurel, aceite de oliva, caldo de carne y sal.
- Pisto manchego.
- Migas ruleras: pan duro remojado, tocino magro, abundante ajo, longaniza seca y con aceite de oliva y sal. Se suele acompañar con uva de la tierra.
- Moje o mojete: ensalada a base de tomate, cebolla, huevos cocidos, atún en aceite, aceitunas negras, aceite y sal.
- Natillas: postre hecho con leche, azúcar, vainilla, huevos y canela en polvo.

### Lengua
En Villarrobledo se habla exclusivamente la lengua castellana. En la ciudad se han registrado y se utilizan vocablos, en algunos casos privativos de esta localidad, como avolindio (o alburindio), bacín (en su significado manchego), zaraballo, zuclería, etc.

### Museos

#### Centro de Interpretación de la Tinajería
Este museo, abierto al público en noviembre de 2008, recrea las distintas fases de fabricación de las tinajas, en cuatro diferentes espacios: comenzando por la extracción de la materia prima en los barreros y el traslado del barro a las fábricas, hasta el uso final de las tinajas en las bodegas, tras haber sido cocidas en el horno. Los visitantes podrán conocer no solo los utensilios y maneras de fabricación, además de la extensa tipología de productos elaborados con barro, sino un amplísimo vocabulario asociado a los métodos, herramientas y espacios utilizados por los tinajeros. Como colofón, se puede visitar un antiguo horno tinajero restaurado.

### Deporte
La relación de la ciudad con el deporte, teniendo en cuenta su población, solo puede calficarse como extraordinaria y muy fecunda, tanto por la cantidad de instalaciones deportivas existentes en la localidad como por los triunfos alcanzados por deportistas villarrobletanos.

#### Instalaciones deportivas

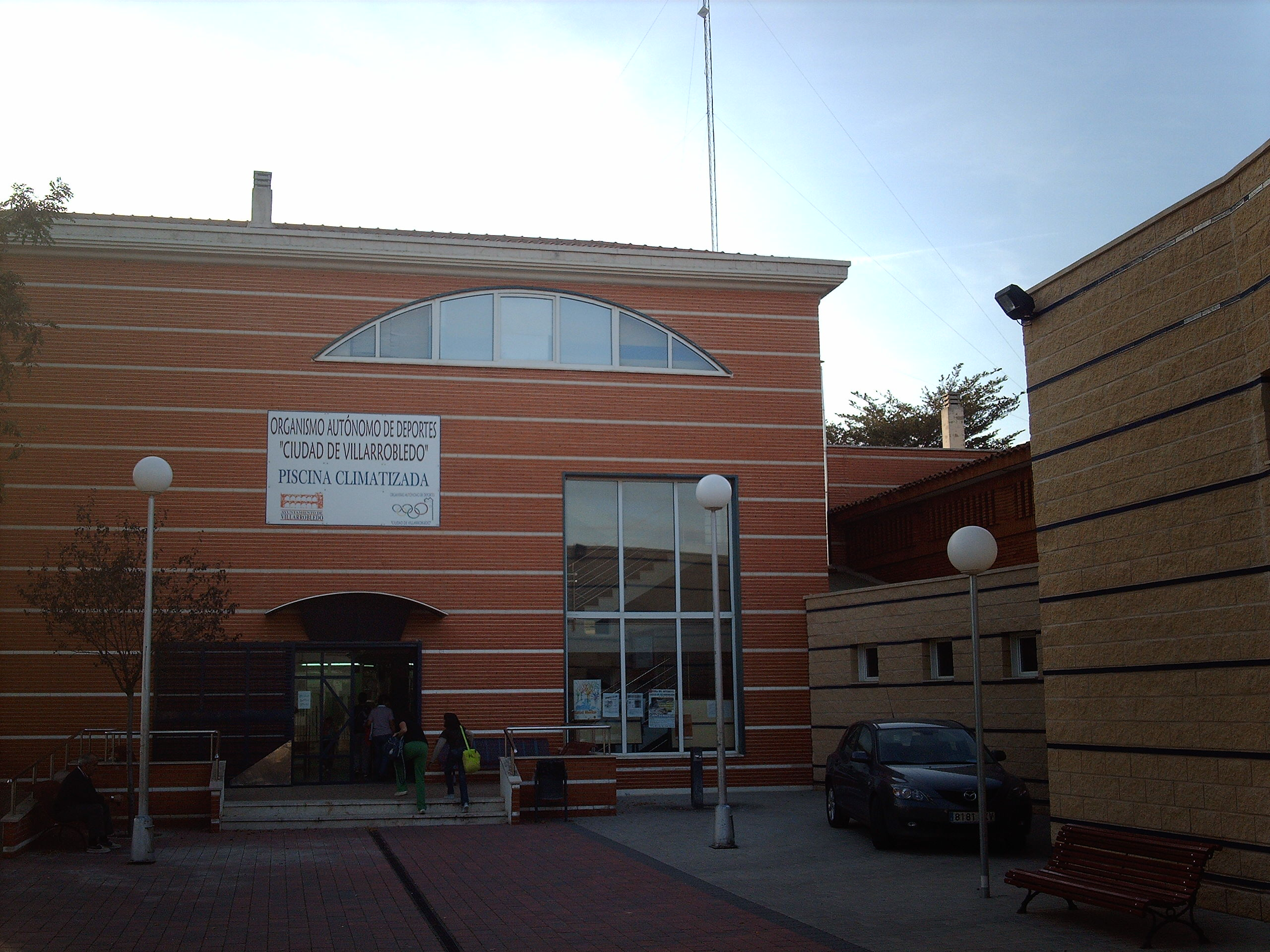
Complejo de Piscinas de Villarrobledo

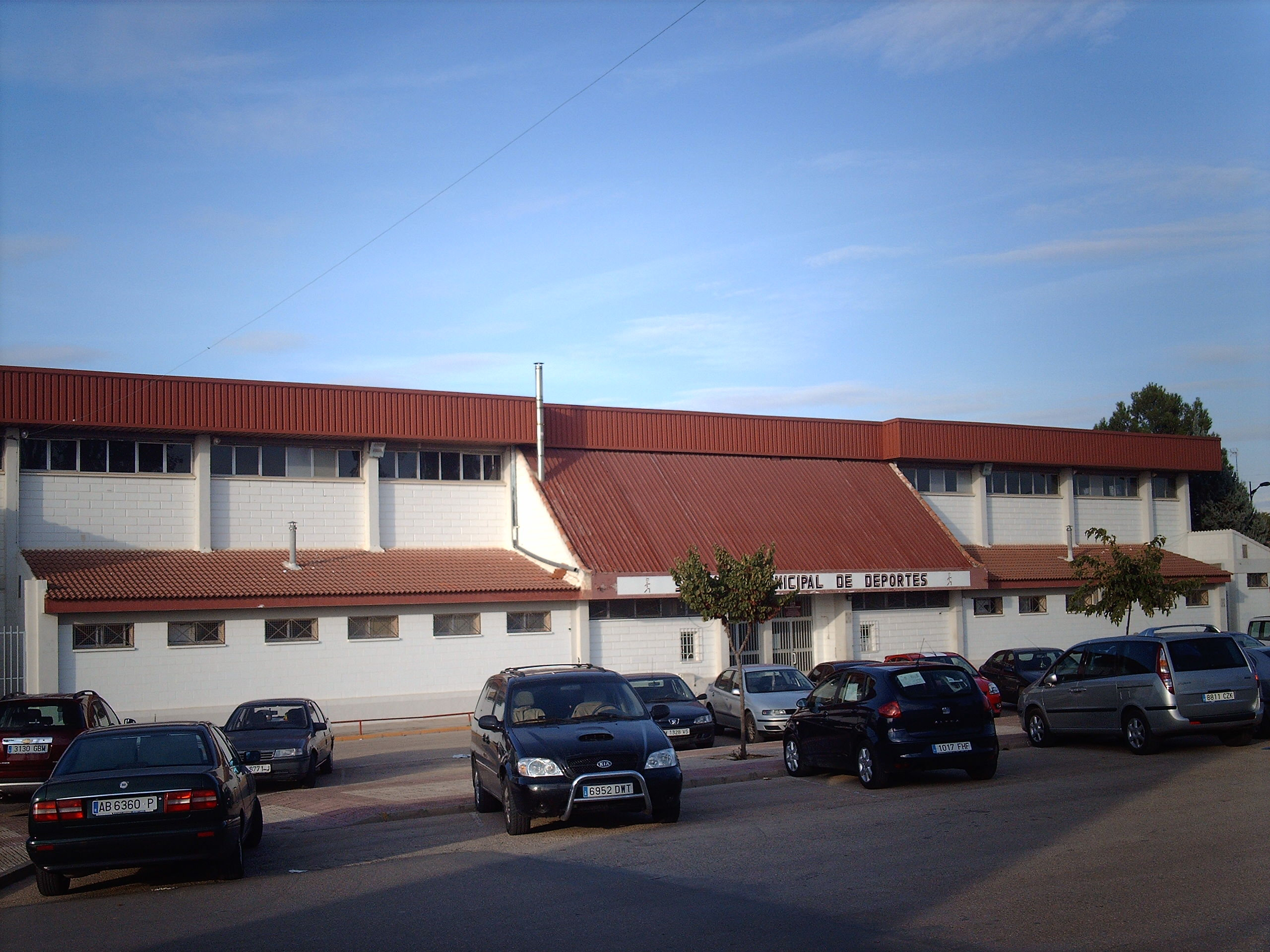
Pabellón Polideportivo del Barrio de los Pintores (1982)

En Villarrobledo existen tres complejos polideportivos: Barrio de los Pintores, Barrio de Socuéllamos y Barrio de Asturias. Cada uno de ellos cuenta con un pabellón polideportivo cubierto y con diversas instalaciones.
Complejo deportivo Barrio de Asturias
Está ubicado en el interior del parque del barrio de Asturias y cuenta con el pabellón polideportivo del barrio de Asturias, -sede oficial de diversos clubes deportivos-, gimnasio, pista de atletismo, un circuito de entrenamiento y mantenimiento, un campo de fútbol reglamentario y dos de fútbol 7, todos ellos de césped natural.
Complejo deportivo Barrio de los Pintores
Situado en el paraje conocido como Era de Carrasco, en la zona más alta de la ciudad, junto al Barrio de Tinajerías y donde estaban ubicados los últimos molinos de viento. Es la zona polideportiva más antigua de la ciudad, comenzada a edificar en la década de 1970. Cuenta con el pabellón polideportivo del barrio de los Pintores, sede oficial de dos de los principales clubes deportivos de la ciudad: CAB Villarrobledo y FS Villarrobledo. Junto al Pabellón están las piscinas municipales, una piscina climatizada y tres de verano: dos de adultos y una infantil. En estas instalaciones existe un gimnasio, un servicio de Medicina deportiva y un servicio de fisioterapia.
Complejo deportivo Barrio Socuéllamos
Junto al Parque del Barrio de Socuéllamos, este complejo cuenta con el pabellón polideportivo del barrio de Socuéllamos, tres pistas de tenis y tres de frontón.
Campo municipal de deportes Nuestra Señora de la Caridad
Construido en 1958, tiene capacidad para 5500 espectadores y es de césped natural. Es la sede oficial del Club Polideportivo Villarrobledo y del Club Atlético Villarrobledo, alberga los partidos oficiales de sus respectivas competiciones y substituyó al campo de fútbol de San Antón (que, a su vez, había sustituido al vetusto Campo de Sedano de los años 1920).
Ha acogido partidos oficiales de selecciones internacionales Sub-21 (España-Israel), clubes (Mundialito sub-17 de Clubes de Fútbol, Trofeo Qvixote) y otros eventos multitudinarios: religiosos (coronación de la Virgen de la Caridad) o musicales (primeras ediciones del Viña Rock y grandes conciertos de artistas nacionales, como p. ej. Celtas Cortos, Extremoduro, Héroes del Silencio o Mecano; e internacionales como Alan Parsons Project, Helloween o Iron Maiden).
Velódromo
Circuito de Autocross

### Deportistas
| Nombre                                   | Actividad            |
| ---------------------------------------- | -------------------- |
| Club Aerobic Villarrobledo               | Aeróbic              |
| Aeromodelismo Villarrobledo              | Aeromodelismo        |
| Club Ajedrez Villarrobledo               | Ajedrez              |
| AA Villarrobledo                         | Atletismo            |
| Club Atletismo El Pinar de Villarrobledo | Atletismo            |
| Autocross Villarrobledo                  | Automovilismo        |
| CB Villarrobledo                         | Baloncesto           |
| Club Shogai Judo Villarrobledo           | Judo                 |
| CAB Villarrobledo                        | Balonmano            |
| Club Ciclista Los Robles                 | Ciclismo             |
| Club Ciclista Villarrobledo              | Ciclismo             |
| Club Colombicultura Villarrobledo        | Colombicultura       |
| Frontenis Villarrobledo                  | Frontenis            |
| Club Atlético Villarrobledo              | Fútbol               |
| Club Polideportivo Villarrobledo         | Fútbol               |
| Grupo Galindo Villarrobledo              | Fútbol sala          |
| Club Hockey Villarrobledo                | Hockey sobre patines |
| Karts RPM                                | Karting              |
| Club Frooz                               | Motociclismo         |
| Club Dale Gass Troyano                   | Motociclismo         |
| Peña Ciclista Las Dos Ruedas             | Mountain Bike        |
| Roble Bike                               | Mountain Bike        |
| CN Villarrobledo                         | Natación             |
| Club Petanca Los Robles                  | Petanca              |
| Petanca Villarrobledo                    | Petanca              |
| Sipchin                                  | Taekwondo            |
| Tiger                                    | Taekwondo            |
| Club de Tenis Villarrobledo              | Tenis                |
| Tenis de Mesa Villarrobledo              | Tenis de mesa        |
| Club Tiro al Plato Villarrobledo         | Tiro al plato        |
| Club Tiro con Arco Villarrobledo         | Tiro con arco        |
| Club de Tiro Olímpico Villarrobledo      | Tiro Olímpico        |

Ajedrez
En la ciudad existe gran afición a este deporte, contando desde la década de 1970 con uno de los clubes decanos de la provincia. Posiblemente hubiera habido otro club anterior desde 1928 lo que lo convertiría en pionero en España. En la ciudad se celebra el tradicional Torneo Internacional de Ajedrez Ciudad de Villarrobledo, uno de los torneos mundiales de ajedrez mayor tradición en su modalidad. De Villarrobledo es José María Simón Ruiz, integrante del equipo Schweppes que, en 1974 se alzó con el Campeonato de España de Ajedrez por Equipos.
Balonmano
El Club de Amigos del Balonmano de Villarrobledo (C.A.B. Villarrobledo) es un club deportivo de España con sede en Villarrobledo (Albacete). Existe gran tradición de práctica de este deporte y los clubes villarrobletanos han cosechado diversos éxitos a nivel regional. Mención aparte merece el desaparecido CB Happening de Villarrobledo, cuyo heredero es el actual CAB, que llegó a jugar en Segunda División nacional.
Baloncesto
El Club Baloncesto Villarrobledo nace a finales de los años 70 como iniciativa de unos amantes de este deporte en la ciudad. Fundado por Argimiro Martínez y por José Luis Melero, más conocido como “Fox” (actual presidente), el ‘CBV’ nunca ha tenido demasiado arraigo entre los habitantes de Villarrobledo, y los jugadores que despuntaban se veían obligados a dejar la ciudad para buscar su hueco en otro sitio puesto que no se contaba en exceso con el apoyo de las instituciones locales. Esto empezó a cambiar a finales de 2005 cuando un grupo de jugadores locales con amplia experiencia en categorías superiores del baloncesto nacional, incluida la liga EBA, decidieron regresar a su ciudad para relanzar el baloncesto, consiguiéndolo en gran medida ya que en su primer año lograron ascender el equipo a la segunda máxima categoría del baloncesto manchego (1.ª Autonómica) en la que se mantuvo hasta el pasado año 2013. Dicho año este club dio un paso más y consiguió hacerse un hueco en una categoría superior, liga EBA. La escuela deportiva tuvo varias trabas para poder conseguir su ascenso, ya que el dinero era gran condicionante. Pero esto no fue impedimento para que dejaran de luchar y estos lanzaron campañas para conseguir el objetivo. Fueron varias campañas, entre ellas "el jugador número 13" la cual consistía en invertir 13 euros al club. Finalmente, tras mucho esfuerzo consiguieron patrocinio de varias empresas y pudieron seguir adelante.
Fútbol
Han sido bastantes los equipos de fútbol que ha tenido la ciudad. El más antiguo fue el FC. Villarrobledo creado en 1920. En varias ocasiones, como en la actualidad, Villarrobledo ha tenido dos equipos, correspondientes a entidades distintas, jugando en competiciones oficiales; el Club Polideportivo Villarrobledo es uno de ellos. Contó con secciones de balonmano y baloncesto y, actualmente, solo tiene una sección de fútbol, cuyo primer equipo juega en la Tercera división española. También fue denominado Club Deportivo Villarrobledo. Por su parte, el Club Atlético Villarrobledo surgió con la intención de dar salida a los futbolistas de la ciudad y comarca que tenían difícil su promoción en el otro club de la ciudad.
El máximo logro de deportistas villarrobletanos en este deporte lo alcanzó, en 1960, el CD Villarrobledo que militó en Segunda División española, convirtiéndose en uno de los cuatro únicos equipos de Castilla-La Mancha (junto a Toledo, Albacete y Calvo Sotelo) y en uno de los dos provinciales que lo han conseguido.
Fútbol sala
El Fútbol Sala Villarrobledo-Grupo Galindo es el club deportivo villarrobletano que milita, actualmente, en la categoría más alta dentro de su respectivo deporte: primera división nacional.
Motociclismo
Aunque crecido en Torrente, el campeón Mundial de 80 cc. Manuel Herreros es originario de Villarrobledo.
Taekwondo
En Villarrobledo existen numerosos practicantes de este deporte que ha dado varios campeones a nivel nacional e internacional a la ciudad, dentro de diferentes categorías de esta disciplina. El estandarte principal es Manuel Ballesteros, quince veces campeón de España.

### Patrones
Los patrones de la ciudad son san Blas y la Virgen de la Caridad. Tanto en la etapa del Villarejo como en los primeros siglos de su actual ubicación, el patrón antiguo de Villarrobledo fue san Nicolás. Sin embargo, en el siglo XIV se cambió de patrón al actual por motivos desconocidos. Se sugiere, con poco fundamento, que pudo ser asociado al agradecimiento por unas rogativas hechas a San Blas debidas a una grave epidemia de afecciones gripales que causara gran mortandad o, simplemente, con la finalidad de distinguir los patronazgos del antiguo Villarejo y El Robrediello

### Medios de comunicación
Televisión
- Canal 4 Mancha Centro - Villarrobledo, conecta con Telemadrid Multiplataforma y Aragón TV Internacional.
- TV La Mancha - La Mancha, conecta con RT en Español, (grupo de comunicación RTV Surco, sede principal Tomelloso).
- Imás TV - Provincial Ciudad Real, sede principal Puertollano, conecta con Imasmedia.
- Visión 6 - Provincial Albacete, sede principal Albacete, conecta con Cadena Local TV - Local Media TV.
- Mancha Centro TV - Alcázar de San Juan, conecta con Aragón TV Internacional.
- Membrilla TV - Membrilla, conecta con Canal Sur Andalucía.

Radio
- Roble Radio La radio municipal de Villarrobledo, 107.8, Villarobledo, en la actualidad no emite.
- AB 95 FM, 90.1, musical, toda la comarca de La Mancha (grupo de comunicación RTV Surco, sede principal Tomelloso)
- Radio Surco, 91.4 Generalista no musical, toda la comarca de La Mancha (grupo de comunicación RTV Surco, sede principal Tomelloso)
- Radio Humor FM, 90.4, Villarobledo
- Tropical FM Estéreo, 93.2, Villarobledo

Prensa
- La Tribuna de Albacete
- VillarrobledoDiario.com
- Villarrobledo.com
- Lacerca.com

### Filmografía
Referencias a Villarrobledo o películas relacionadas con la ciudad:
- Vuelve San Valentín (1962) de Fernando Palacios.

La referencia a Villarrobledo es fundamental en una de las múltiples historias que se suceden simultáneamente en la película: Gracita Morales, en el papel de empleada de hogar (¡cómo no!) acierta los catorce resultados de una quiniela de fútbol ya que decidió pronosticar en ella que el C. P. Villarrobledo empatará; de hecho hay una escena durante la fiesta de celebración de tan sonado premio (tres millones de pesetas) donde dos personas comentan "Yo lo que no comprendo es por qué le puso una equis al Villarrobledo, si era un partido chupao". Un poco más adelante la propia Gracita comentará preguntada por cómo fue eso de acertar los catorce resultados "Por el Villarrobledo. Desde que me enteré que había cambiado de entrenador me dije empata y empató. Y eso que le metieron un gol de penalti". Por aquel entonces el club militaba en la Segunda División del Fútbol español y estaba desarrollando una campaña francamente desastrosa. Parece que esta anécdota quinielística tiene una base verídica.[cita requerida]
- El Mundo Alrededor (2005) de Álex Calvo-Sotelo

Sinopsis: Gabriel (Antonio Molero) es un funcionario de prisiones y vive tranquilo y resignado. Un día, Charly (Óscar Sánchez Zafra), exroquero necesitado de dinero, al que conoció en la cárcel, le pide un favor: conseguir una furgoneta para llevar a un grupo de chicas al Festival Arte-Nativo Viña Rock. Han conseguido una actuación allí y se van a hacer famosas. Gabriel, convaleciente de un mal de amores, se deja embaucar por su amigo y decide participar en la aventura a cambio de glamour, sexo y diversión.

## Ciudades hermanadas
- Picasent, España